# Houillères d'Épinac

Localisation du gisement sur la carte des bassins houillers français.

Les Houillères d'Épinac sont des mines de charbon situées sur la commune d'Épinac et ses environs dans le département de Saône-et-Loire et la région de Bourgogne-Franche-Comté. Ces mines seront exploitées dès le milieu du XVIIIe siècle sur une surface de 3 435 ha.
Au total, 70 puits seront creusés dans ce bassin minier, mais seulement une dizaine assurèrent l'extraction du charbon.
Des vestiges de ces industries (entrées de mines, terrils, voies ferrées, ruines, cité ouvrière, bâtiments reconvertis) subsistent au début du XXIe siècle. Le territoire reste marqué économiquement, socialement, paysagèrement, écologiquement et culturellement.

## Situation
- Concessions
- Indices de houille
- Limites de concessions
- Limites départementales

Étendue du bassin houiller dans le département de Saône-et-Loire.

Le gisement est situé dans la commune même d'Épinac et ses environs, dans le nord du département de Saône-et-Loire, en région de Bourgogne-Franche-Comté, dans le Grand Est français.
Le bassin d'Épinac est directement voisin du bassin de schiste bitumineux d'Autun, les deux gisements se superposent et sont même exploités ensembles à Sully et Saint-Léger-du-Bois.

## Géologie
La houille, le grès et le schiste houiller s'est formé en Stéphanien (entre −307 et −299 millions d'années, Carbonifère inférieur), recouvert par le Permien dont fait partie le schiste bitumineux d'Autun. Les couches sont inclinées suivant une orientation nord-est – sud-ouest.

## Histoire

### Les débuts modestes
Découvert au milieu du XVIIIe siècle, le gisement d’Épinac est reconnu par un « sondeur », François Rozan, qui commence son exploitation à Résille, près d’Épinac, après autorisation donnée par l’intendant de Bourgogne en 1754. Cependant, le comte de Clermont-Tonnerre, seigneur d’Épinac, fait reconnaître ses droits sur le gisement par arrêt du Conseil, le 28 janvier 1755, dépossédant ainsi Rozan. Il fait alors appel à l’ingénieur des mines Mathieu qui fait construire des fours à chaux et à brique pour consommer le charbon extrait de la mine, ainsi qu’une verrerie dont la production sert à l’embouteillage des vins de la région. Mais l’affaire est mal conduite et est donnée à bail aux frères Mozer pour dix ans. Plusieurs fermiers ou directeurs de l'exploitation sont nommés pour rendre l'affaire rentable (Claudon, Schmidt, Jandart). 
L'activité minière débute en 1774, dans le puits de l’Ouche. Le charbon était porté par les mineurs dans des paniers à la lumière de chandelles et de lampes à huile. Puis, des brouettes furent utilisées. La concession sera accordée en 1805.
Le comte de Clermont-Tonnerre ayant été dépossédé à son tour lors de la Révolution, la concession est attribuée pour 50 ans aux frères Mozer par décret le 25 thermidor an XIII (13 août 1805)2. La concession est devenue perpétuelle en vertu de la loi de 18103. Faute de ressources suffisantes, ils cèdent l’exploitation à Jacques-Nazaire Piotet, ancien maître chirurgien devenu officier de santé. Entre 1822 et 1825, l’exploitation est suspendue. 
En 1826, Piotet revend à la société « Samuel Blum et fils » la concession et dépendances, la verrerie et ses dépendances ainsi que les biens meubles du château. Le 20 novembre 1826 est créée la « Société en commandite pour l’exploitation de la houillère d’Épinac autrement dite de Résille commune d’Épinac ». C'est le véritable démarrage de l'extraction industrielle des houillères d'Epinac, qui ne fermeront qu'en 1934.

### Le développement
La commune d'Épinac (parfois appelée Épinac-les-Mines) est associée à l'histoire d'un des premiers chemins de fer de France. Celui-ci est concédé en 1830 à l'initiative du propriétaire des mines d’Épinac, Samuel Blum, qui prend la suite de Jacques-Nazaire Piotet.
En 1826, les biens du comte (qui a émigré) sont vendus et acquis par Samuel Blum, maître de forges à Dijon. La « S.A. Houillères et du chemin de fer d’Épinac », est créée en 1850.
C'est en 1829 que fut créée à cet effet la Compagnie des houillères et du chemin de fer d’Épinac qui possédait quatre concessions pour un total de 7 031 ha. Elle en restera propriétaire jusqu'à la nationalisation en 1946 :
- Moloy,
- Sully,
- Pauvray,
- Épinac.

De 1829 à 1933, soixante-dix puits seront creusés dans le bassin minier, mais une dizaine seulement extrairont le charbon.
Un chemin de fer est mis en service en 1836 pour le transport du charbon, en direction de Pont-d'Ouche afin d'être acheminé par le canal de Bourgogne.
Lors de l’arrivée de Charles Destival au poste de directeur en 1899, les houillères entrent dans une période de prospérité. Alors que la production s'élevait de 1 500 tonnes en 1838, avec 150 ouvriers, elle atteindra 191 500 tonnes en 1913, avec 1 215 ouvriers. En 1905, l’Académie des sciences morales et politiques décerne le prix Audéoud à la compagnie d’Épinac pour avoir institué en 1902, la participation aux bénéfices.
En 1920, l’activité s’intensifie et le puits Saint-Charles est creusé. En 1928, la production atteint 250 000 tonnes de charbon.

### La crise et le déclin
À partir de 1929, l’extraction du charbon devient de plus en plus difficile et la crise touche toute la production charbonnière.
Pendant la Seconde Guerre mondiale, la pénurie de carburants pousse le gouvernement d’alors à adopter une politique de développement de la production nationale. La Société des Schistes Bitumineux d’Autun bénéficia de l’appui de l’État et, pour pousser sa production au maximum, elle dut acquérir des droits à l’utilisation d’une mine de charbon. Dans le bassin d’Épinac, seule la mine du Moloy présentait des ressources suffisantes pour une nouvelle exploitation. Un décret du 1er avril 1944 scinde la concession de Sully en deux : la partie Nord, limitrophe de la concession du Moloy, prend le nom de Saint-Léger du Bois et la partie Sud prend le nom de Veuvrottes. Les concessions de Saint-Léger du Bois et de Moloy sont cédées à la Société Minière des Schistes Bitumineux d’Autun qui a de grands besoins en combustible.
Le décret no 46-1570 du 28 juin 1946, créant les Houillères du bassin de Blanzy, prévoit le transfert à celles-ci des biens de la société des Houillères et du chemin de fer d'Épinac.
Les puits ferment les uns après les autres. Le siège de Pauvray ferme le 31 décembre 1949. La mine, non nationalisée, du Moloy ferme en 1950 et le dernier siège des Houillères d’Épinac, celui de Veuvrottes (commune de Sully), est définitivement arrêté le 28 février 1966.

## Puits d'Épinac

### Puits de la Garenne
46° 59′ 01″ N, 4° 31′ 15″ E

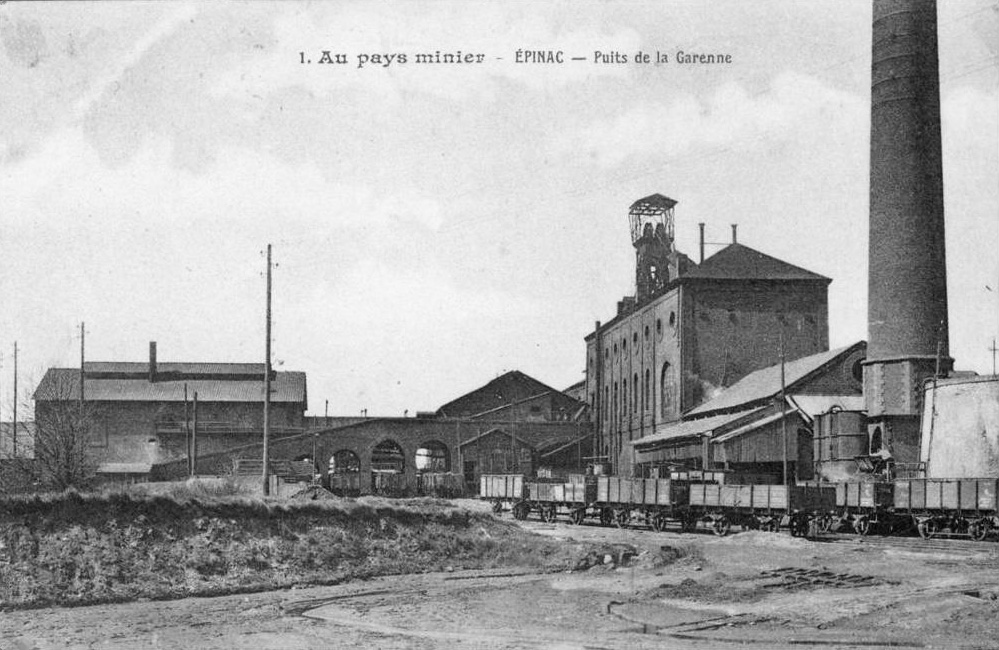
Le puits de la Garenne.

Le puits de la Garenne est foncé à partir de 1837, il assurera l'extraction jusqu’en 1942. vers 1880, le puits est approfondi à 475 mètres pour créer un quatrième étage d'exploitation. En surface, l'ancienne machine à vapeur de 90 ch est remplacée par une nouvelle machine à deux cylindres verticaux de 200 ch de puissance munie de sept chaudières.
Vers 1910, un incendie détruit le chevalement en bois qui est remplacé par un chevalement métallique plus haut.

Vestiges du puits de la Garenne.
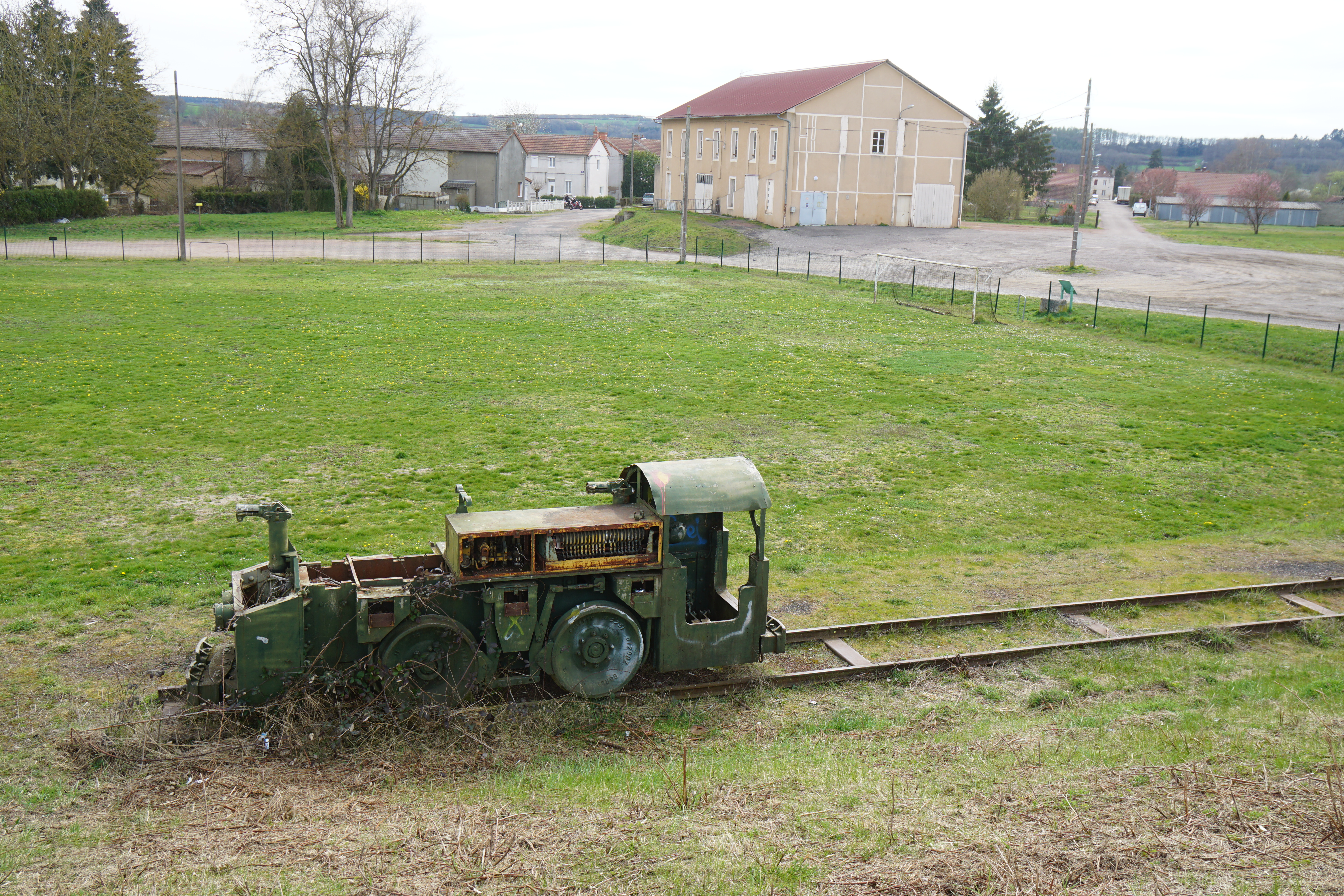
Emplacement du puits.
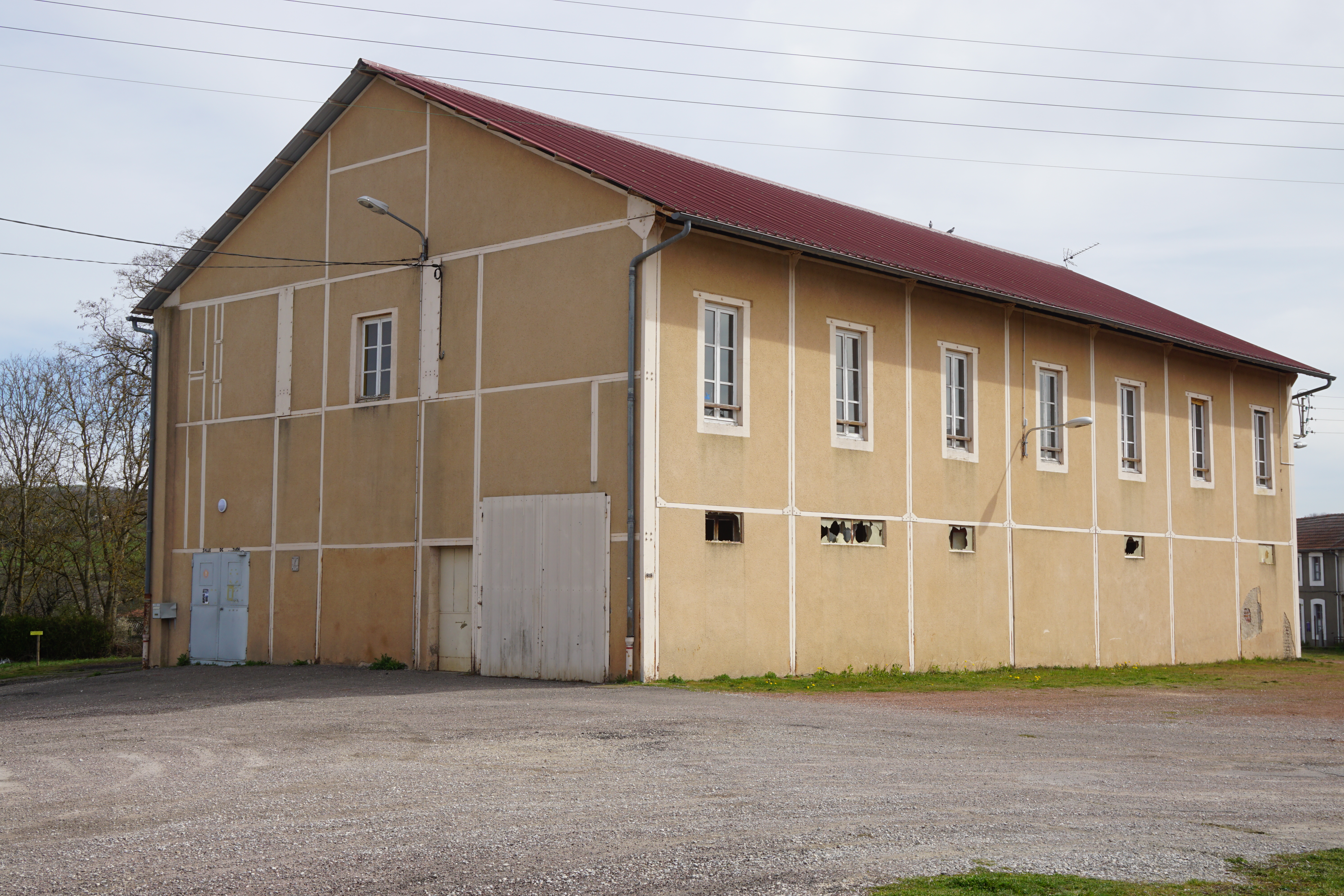
Dernier bâtiment subsistant du carreau.
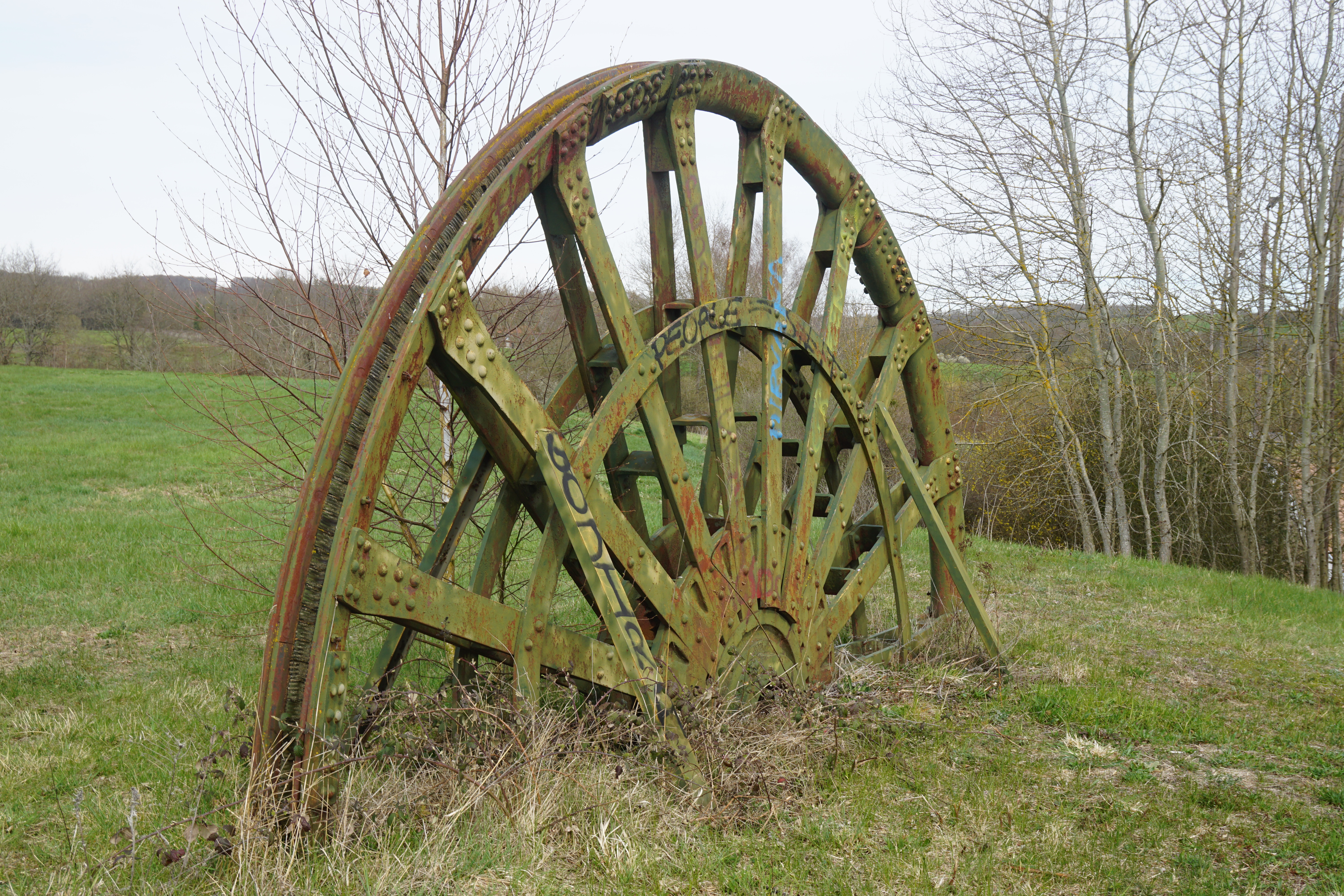
Molette.
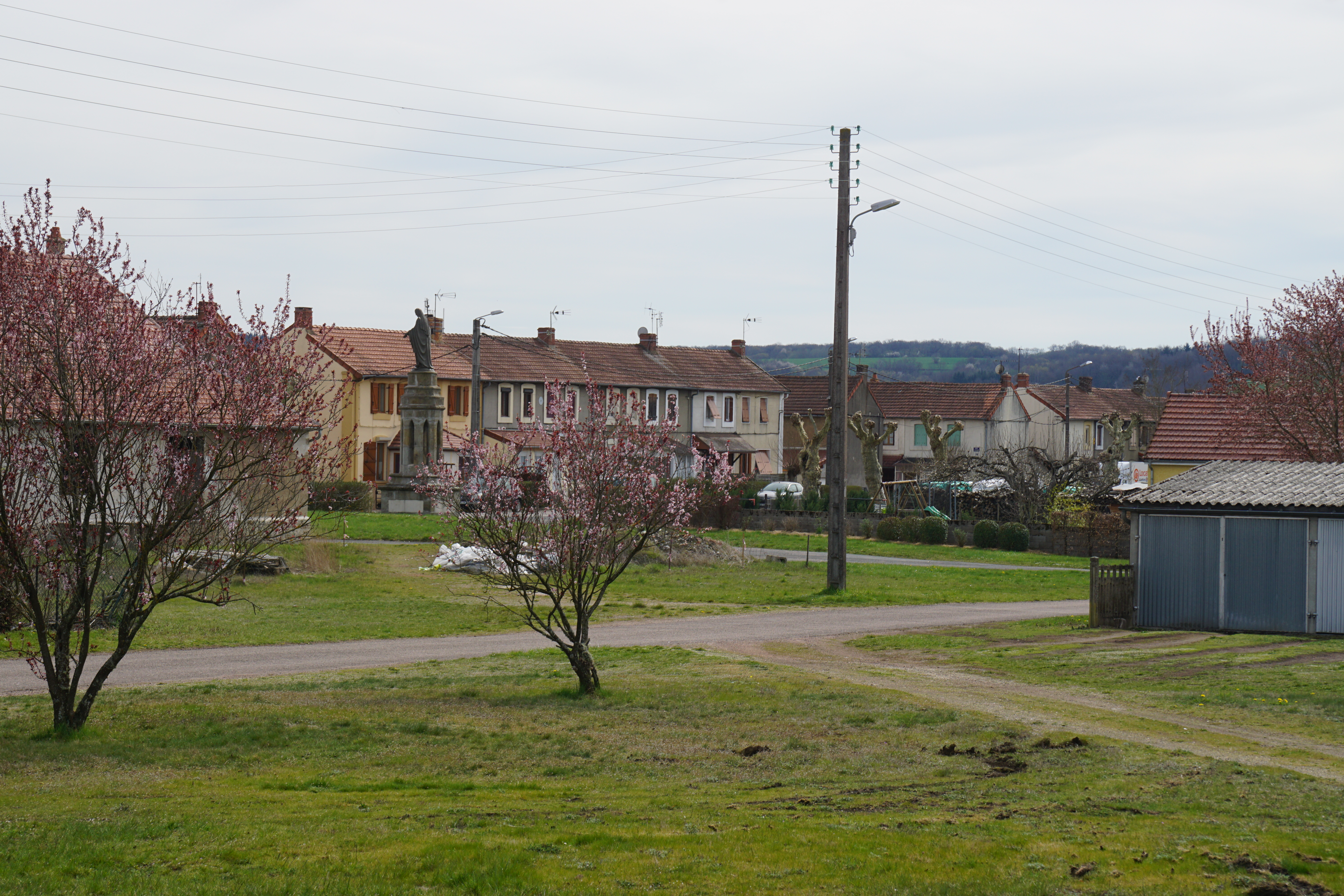
La cité de la Garenne.

### Puits Saint-Charles
46° 59′ 03″ N, 4° 32′ 19″ E

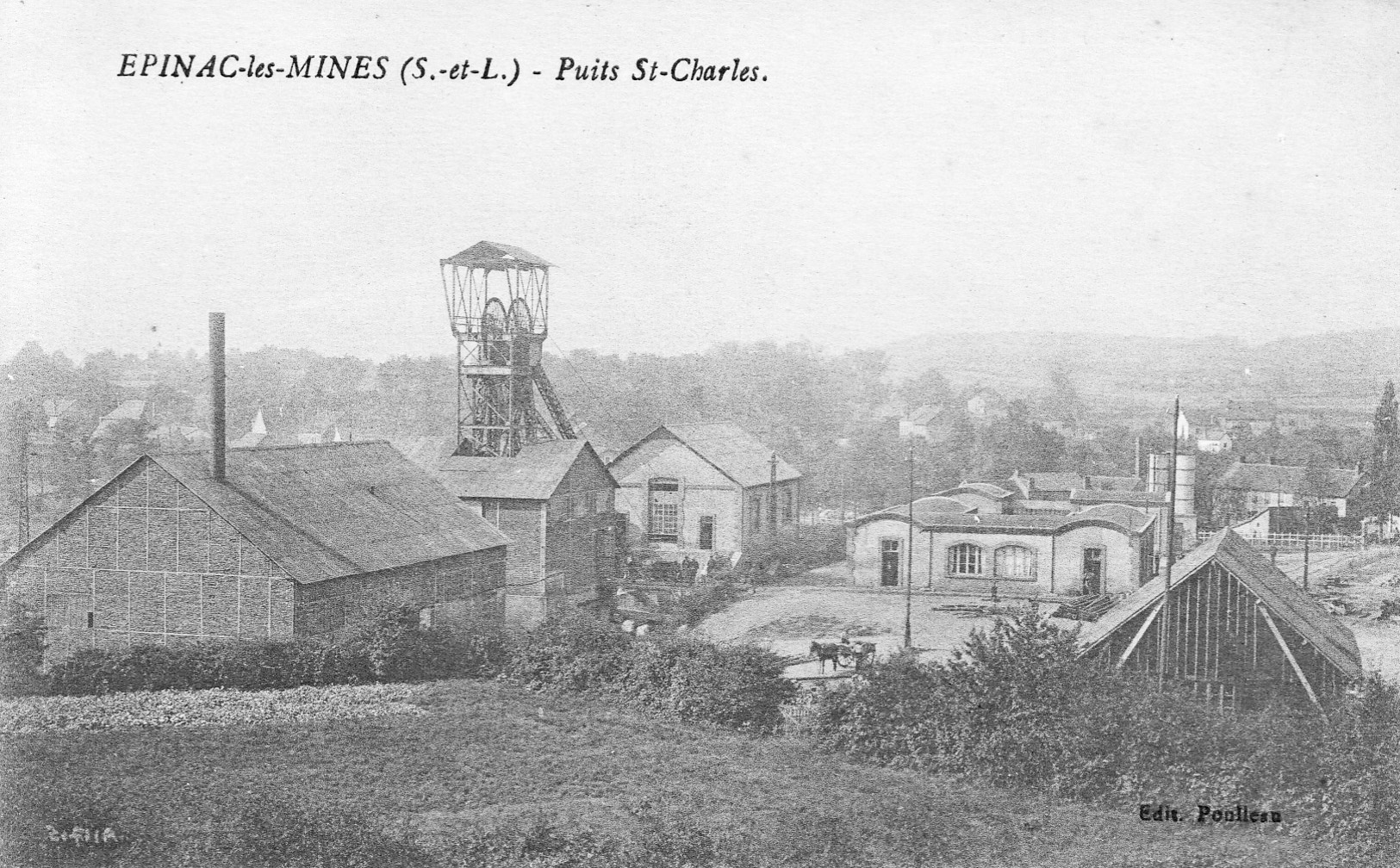
Le puits Saint-Charles.

Le puits Saint-Charles est creusé en 1920 jusqu'à 618 mètres de profondeur. Il porte le nom du directeur, monsieur Destival.
Le chevalement du puits Saint-Charles a été remonté sur le terrain du musée de la mine de Blanzy. Il reste deux bâtiments bien conservés et utilisés par une entreprise.

Vestiges du puits Saint-Charles.
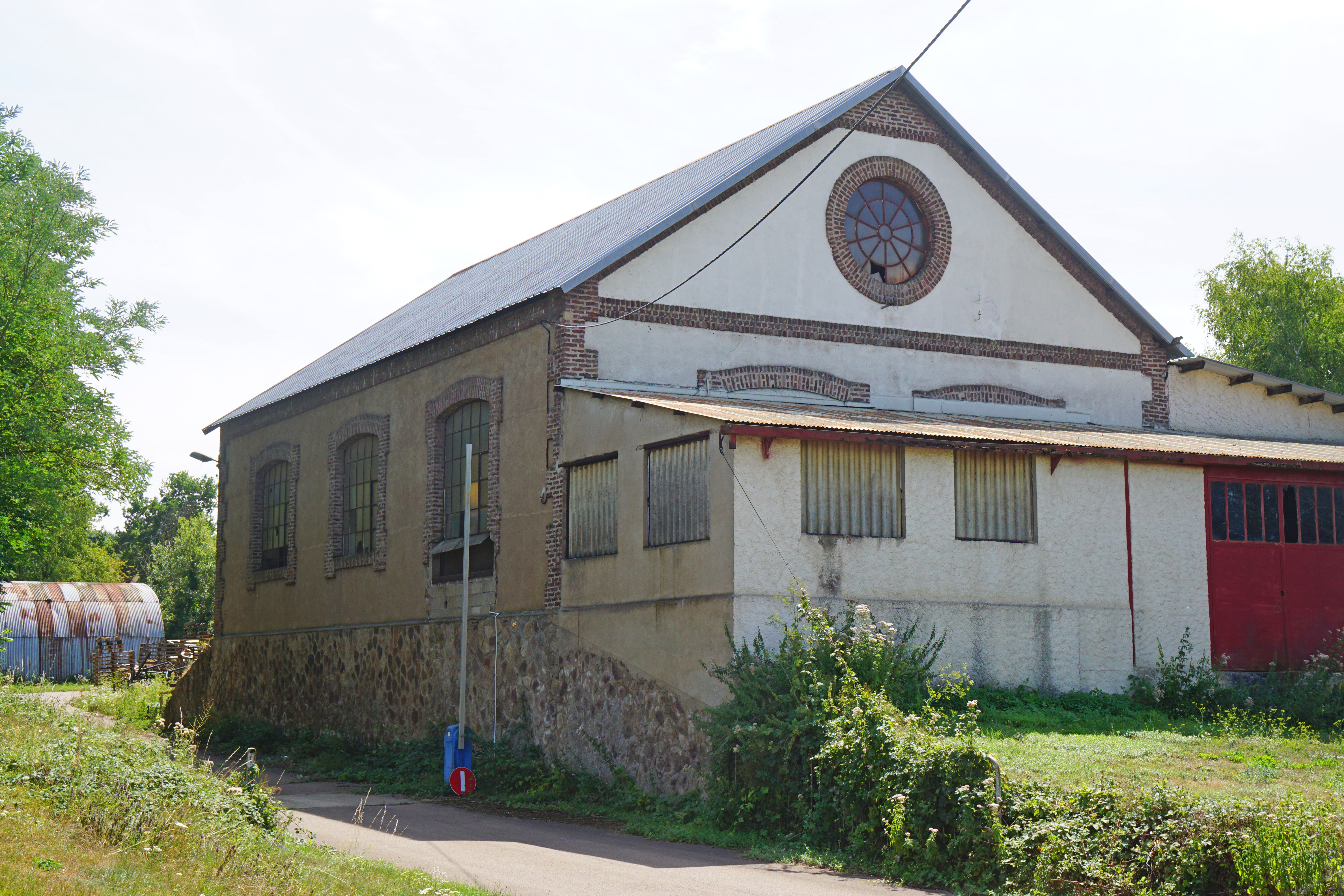
Bâtiment de la machine d'extraction.
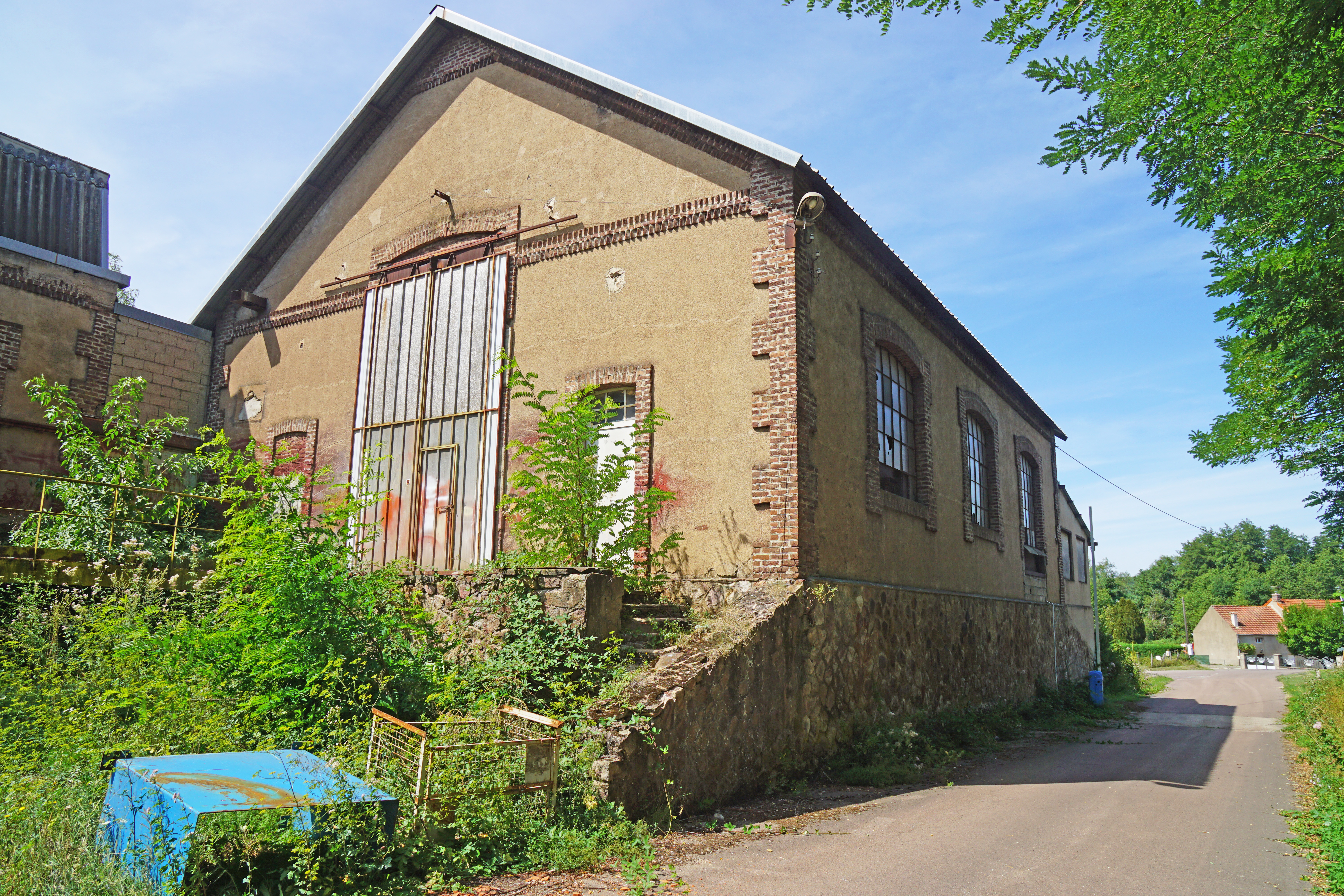
Autre façade.
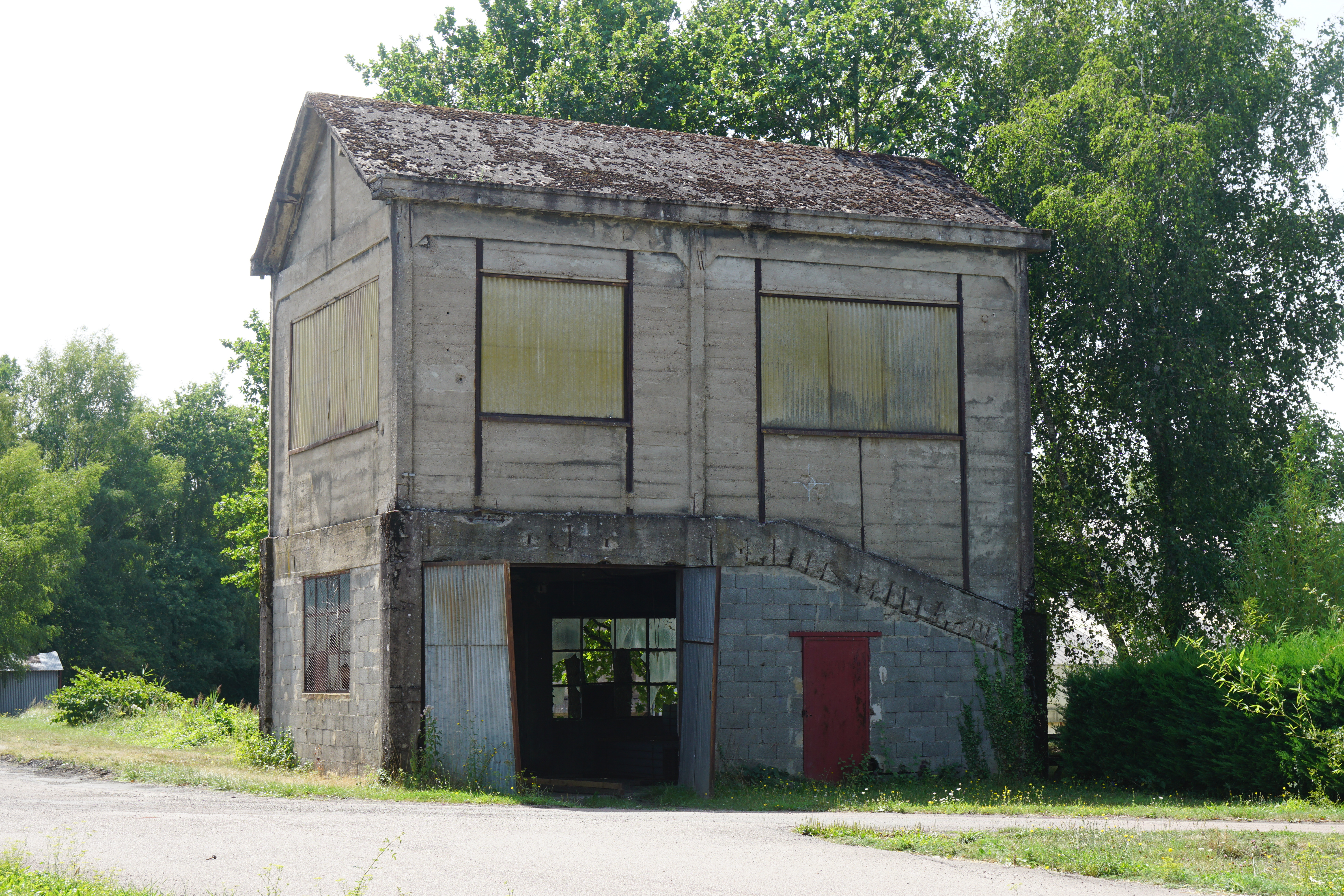
Bâtiment trémie.
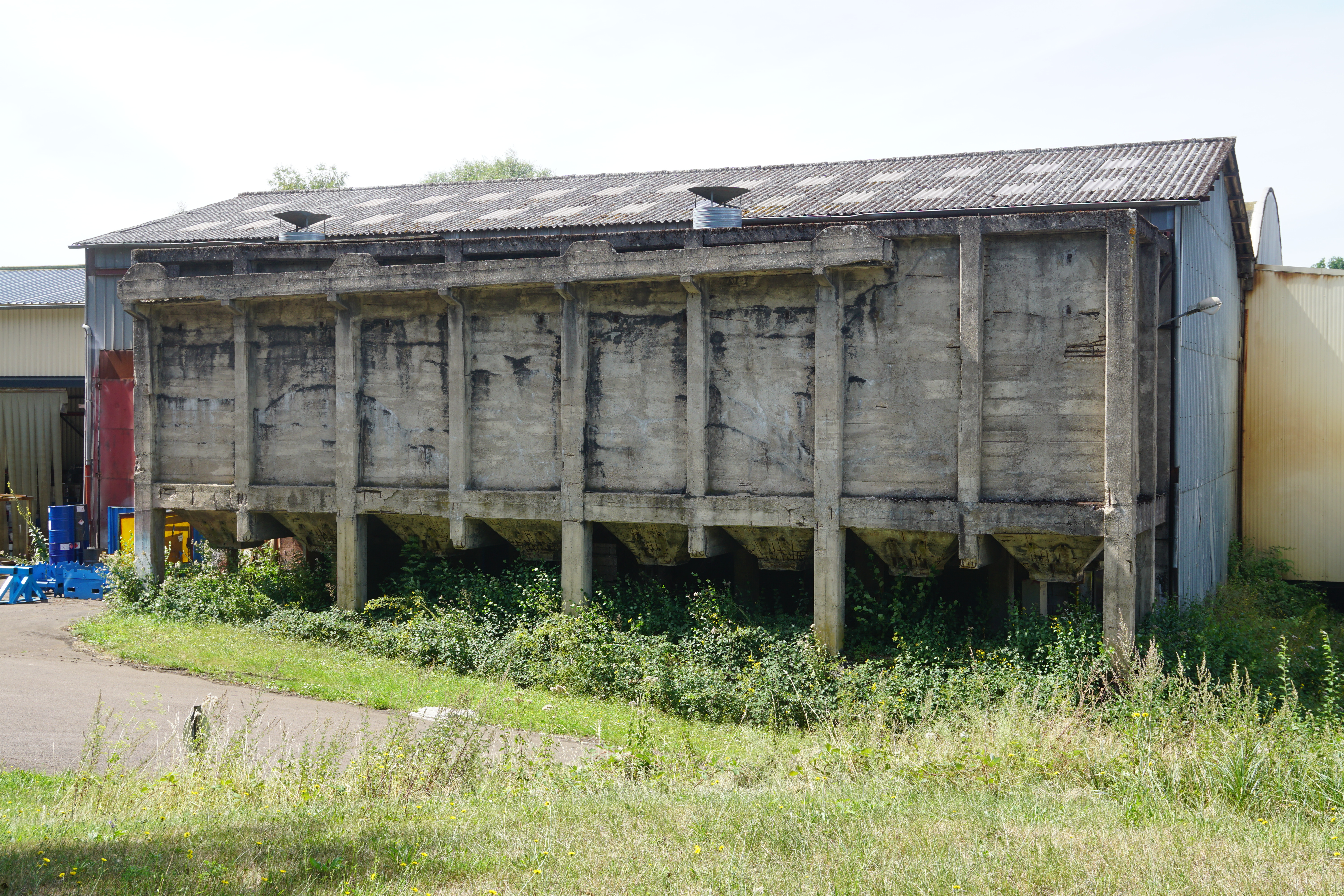
Trémies.

### Puits Fontaine-Bonnard
46° 59′ 21″ N, 4° 32′ 34″ E

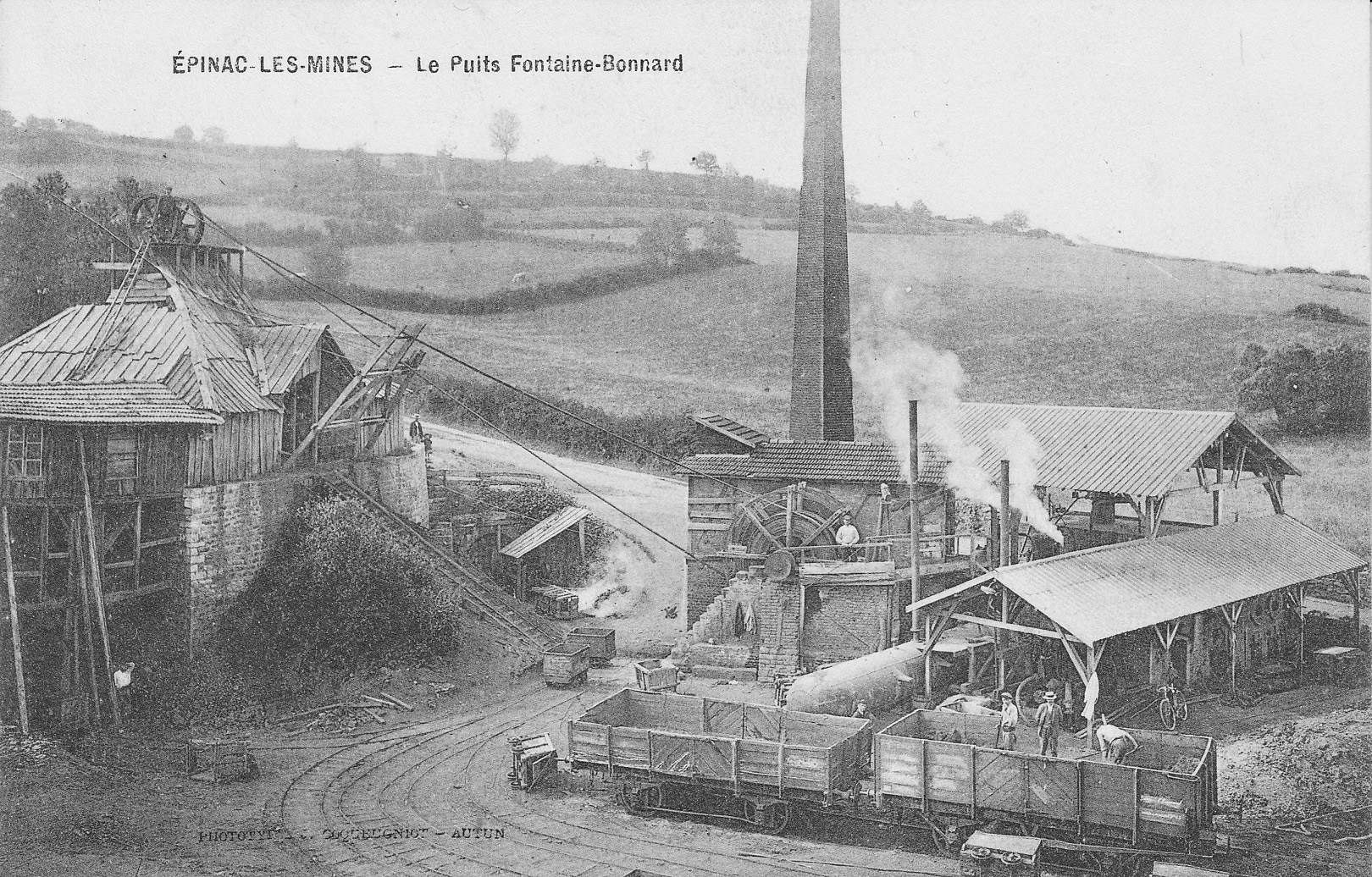
Le puits Fontaine-Bonnard.

Le puits mesurait 106 mètres de profondeur, il fut exploité de 1826 à 1928.

Vestiges du puits Fontaine-Bonnard.
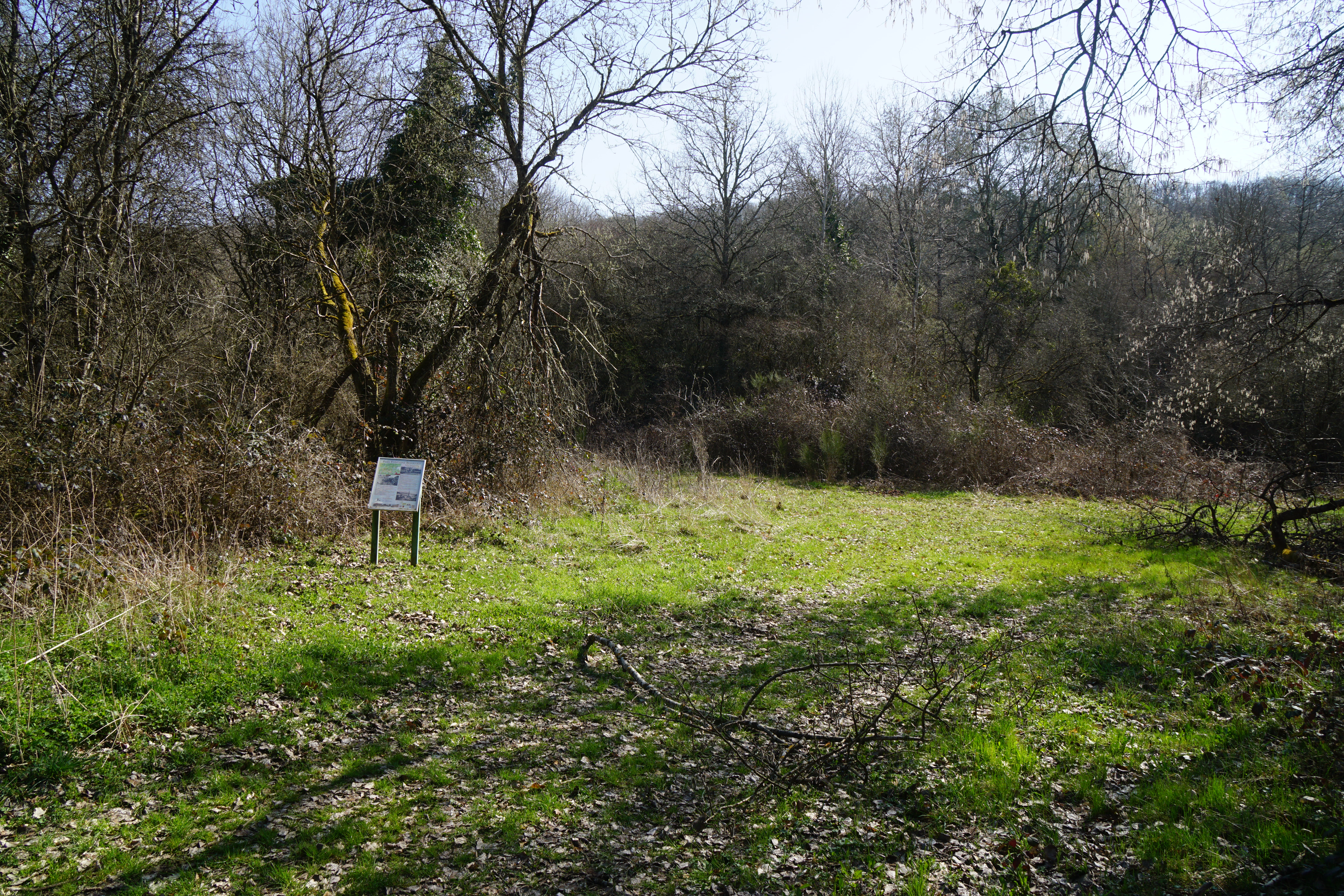
Site du puits.
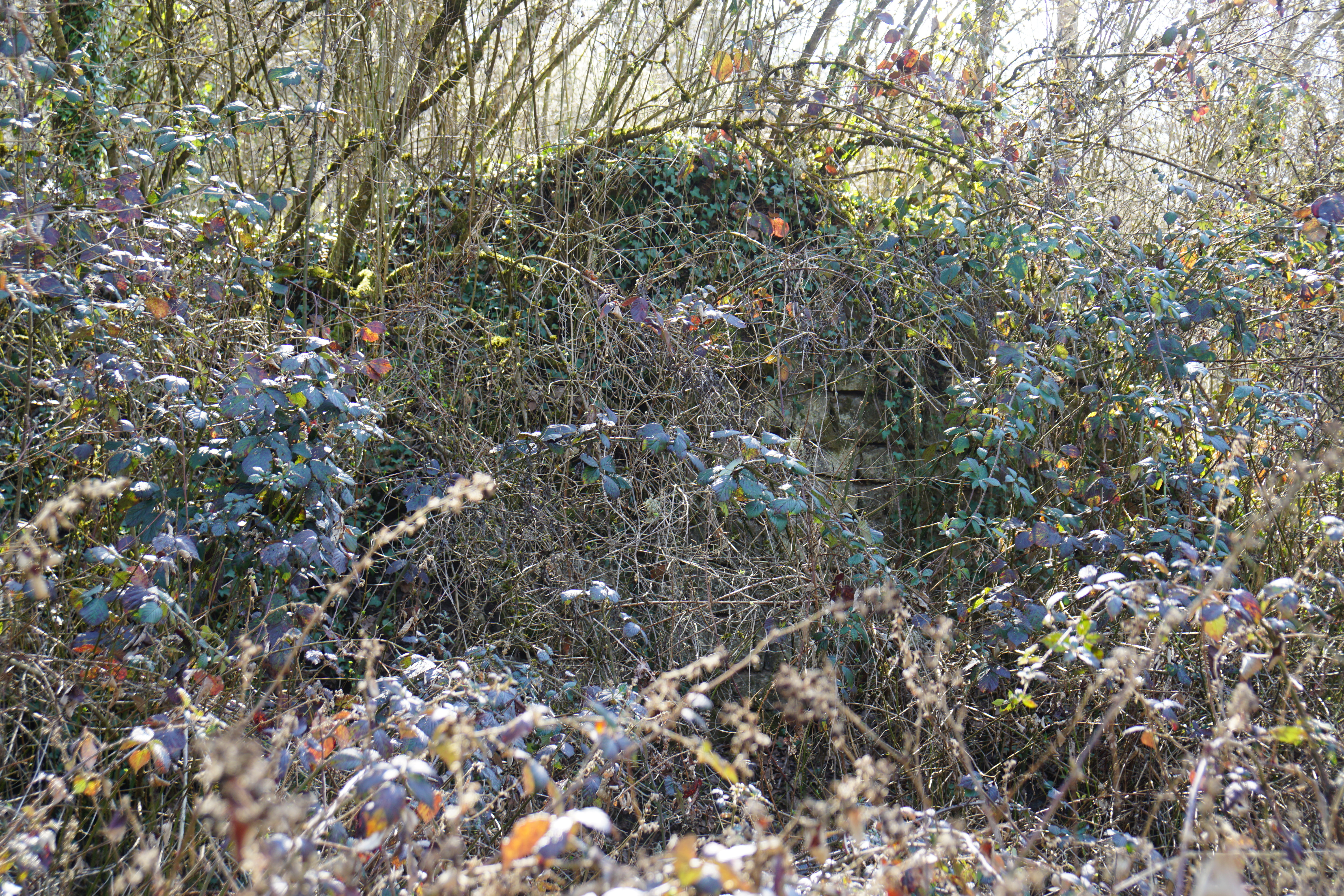
Ruines du bâtiment de recette.

### Puits du Curier
46° 55′ 05″ N, 4° 32′ 26″ E

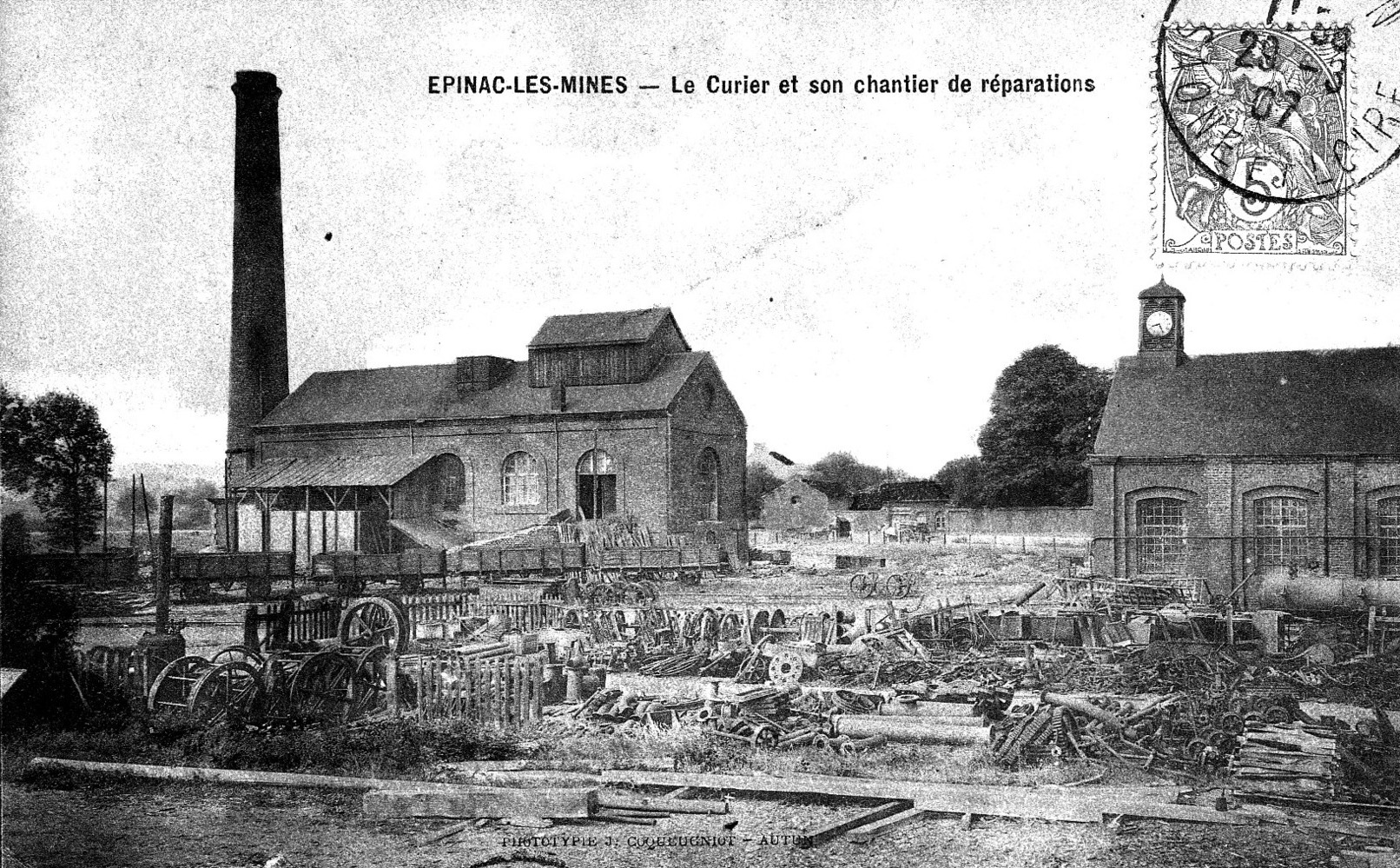
Le puits Curier.

Le puits du Currier est creusé en 1826 pour atteindre 300 mètres de profondeur. Outre l'extraction, le puits assurera également l'aérage et le service de la mine. La fosse fermera en 1942, les bâtiments subsistent toujours.

Vestiges du puits Curier.
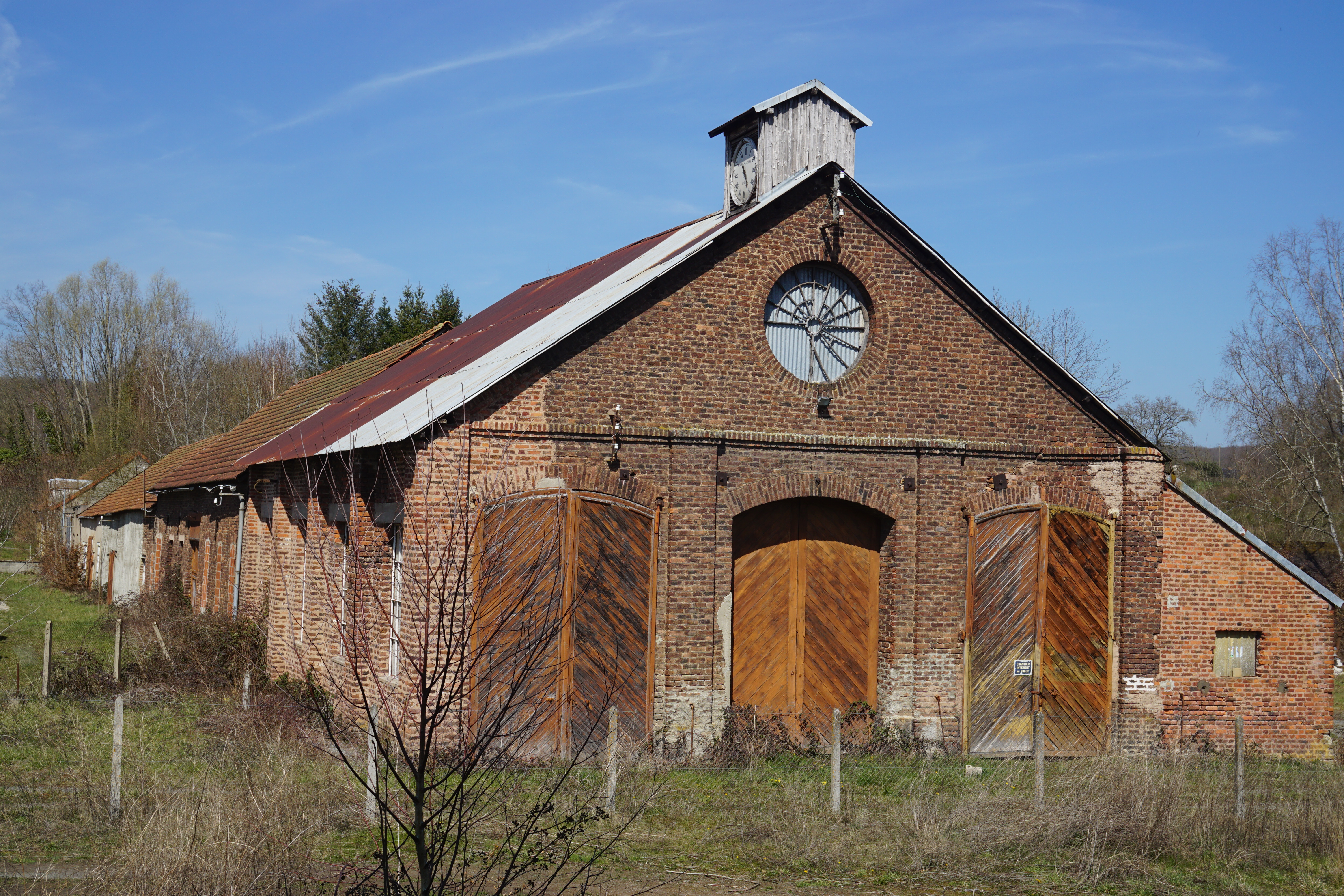
Bâtiment des ateliers.
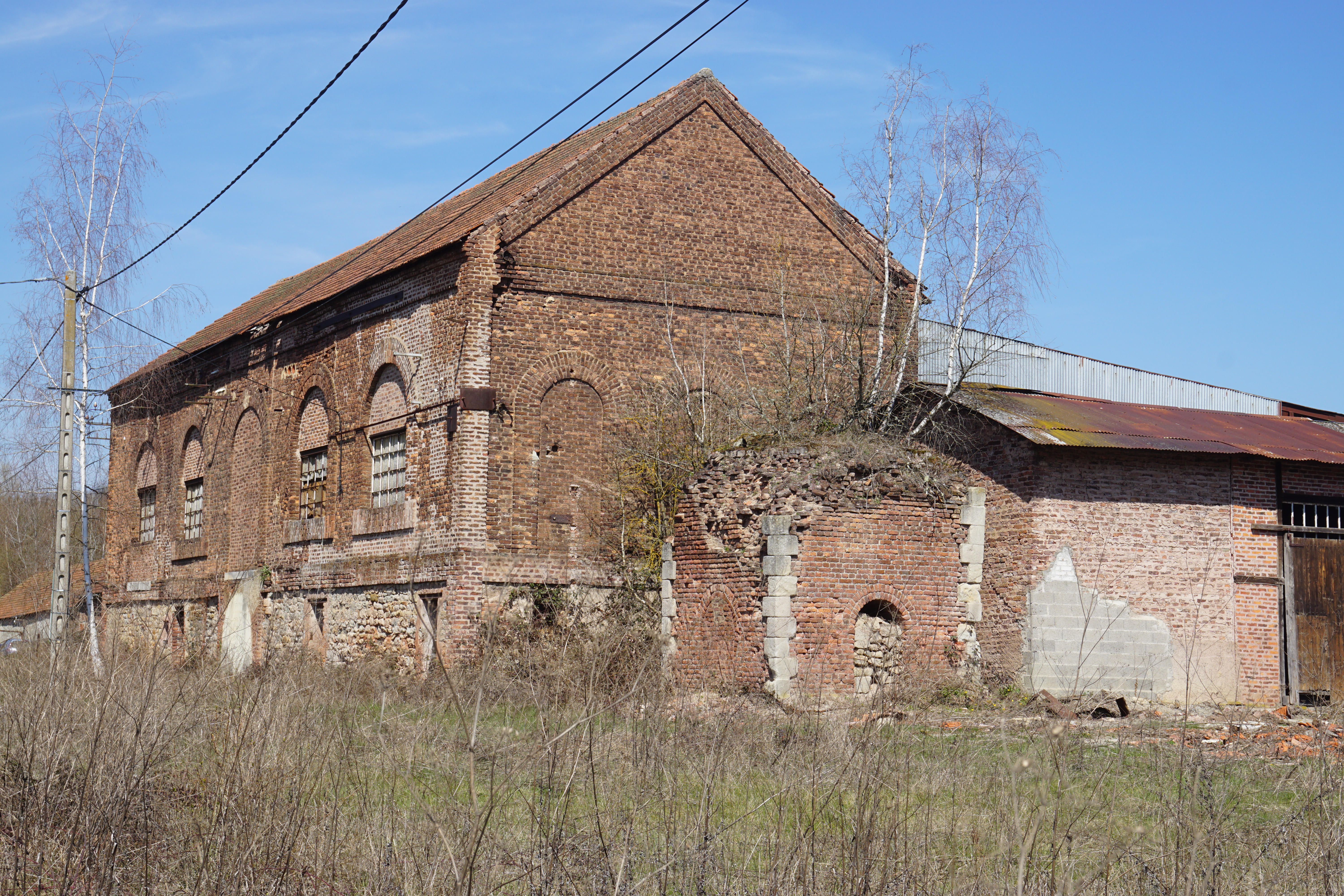
bâtiment d'extraction.
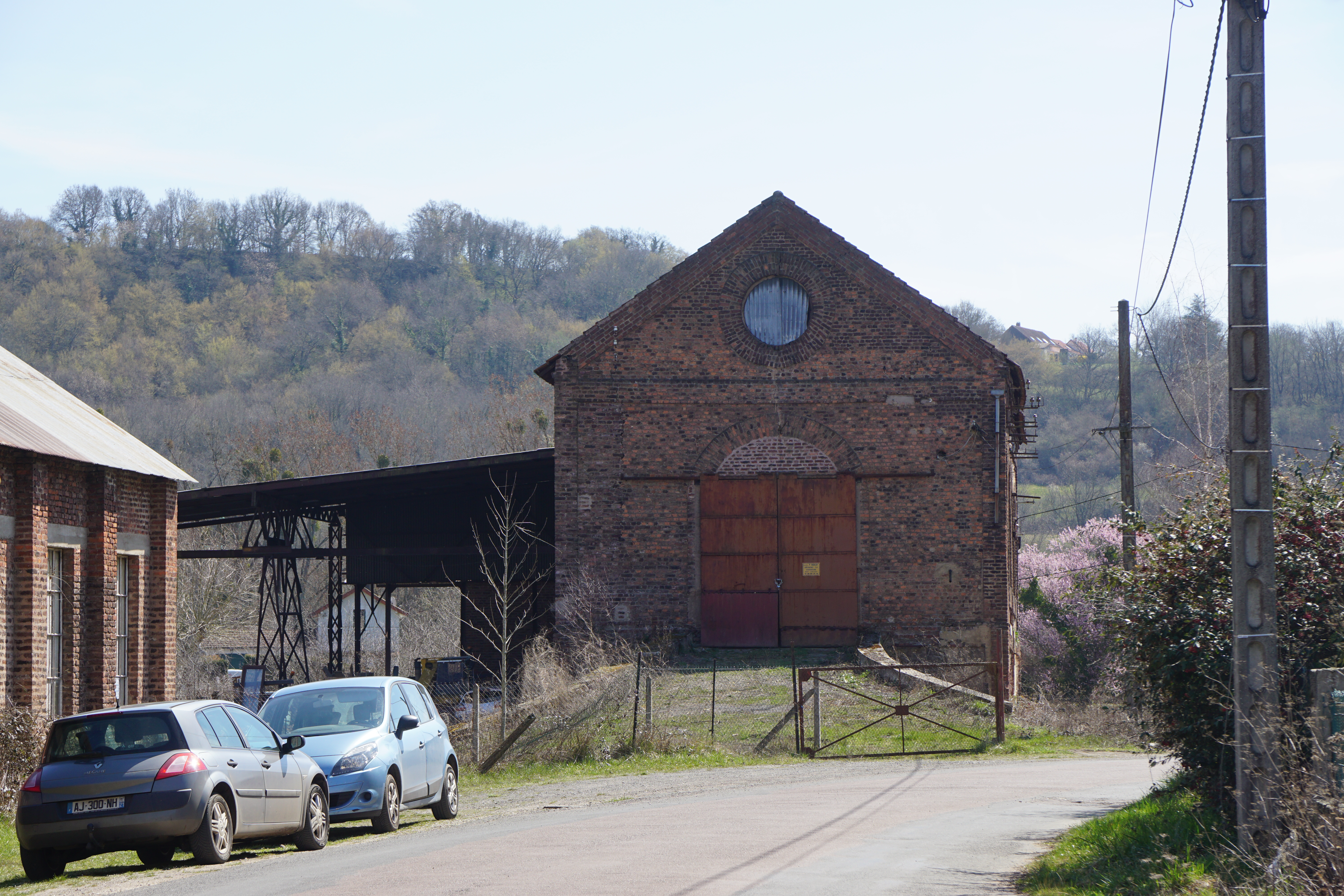
Autre façade.
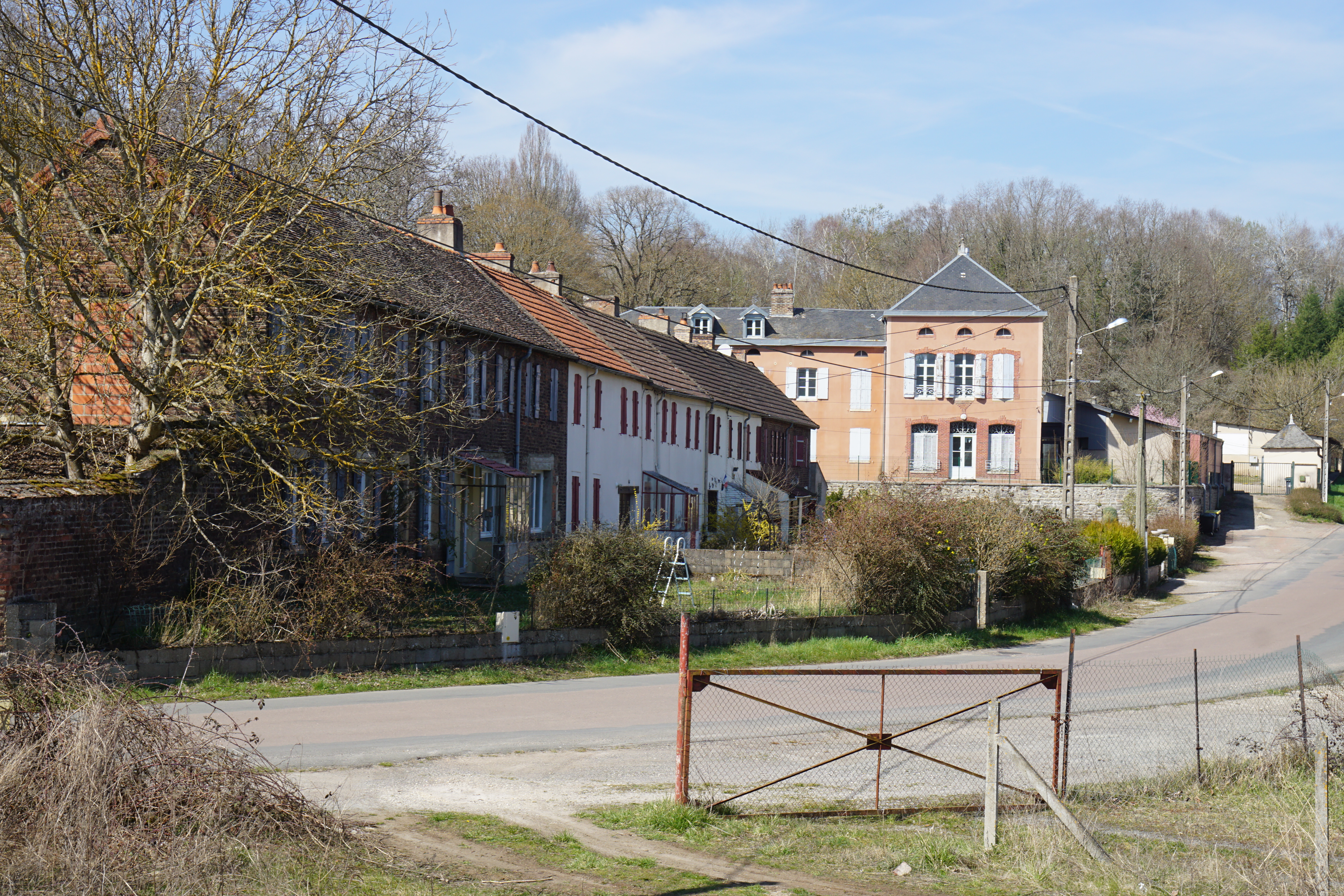
Logements et direction.

### Puits Champ-Pialay
46° 59′ 51″ N, 4° 32′ 40″ E

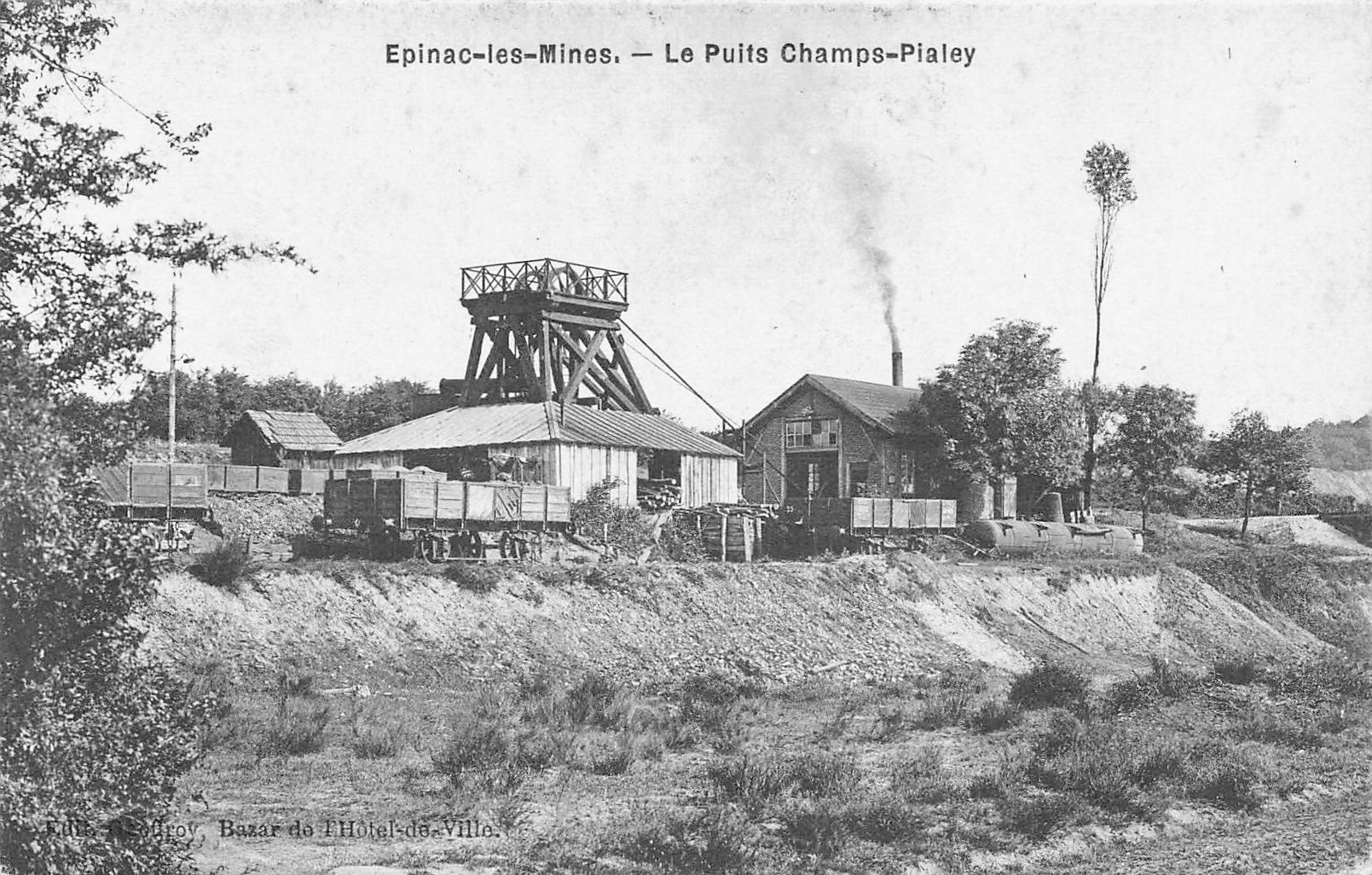
Le puits Champ-Pialay.

Le puits mesurait 86 mètres de profondeur, il sera en activité de 1891 à 1928.

Terrils du puits Champ-Pialay.
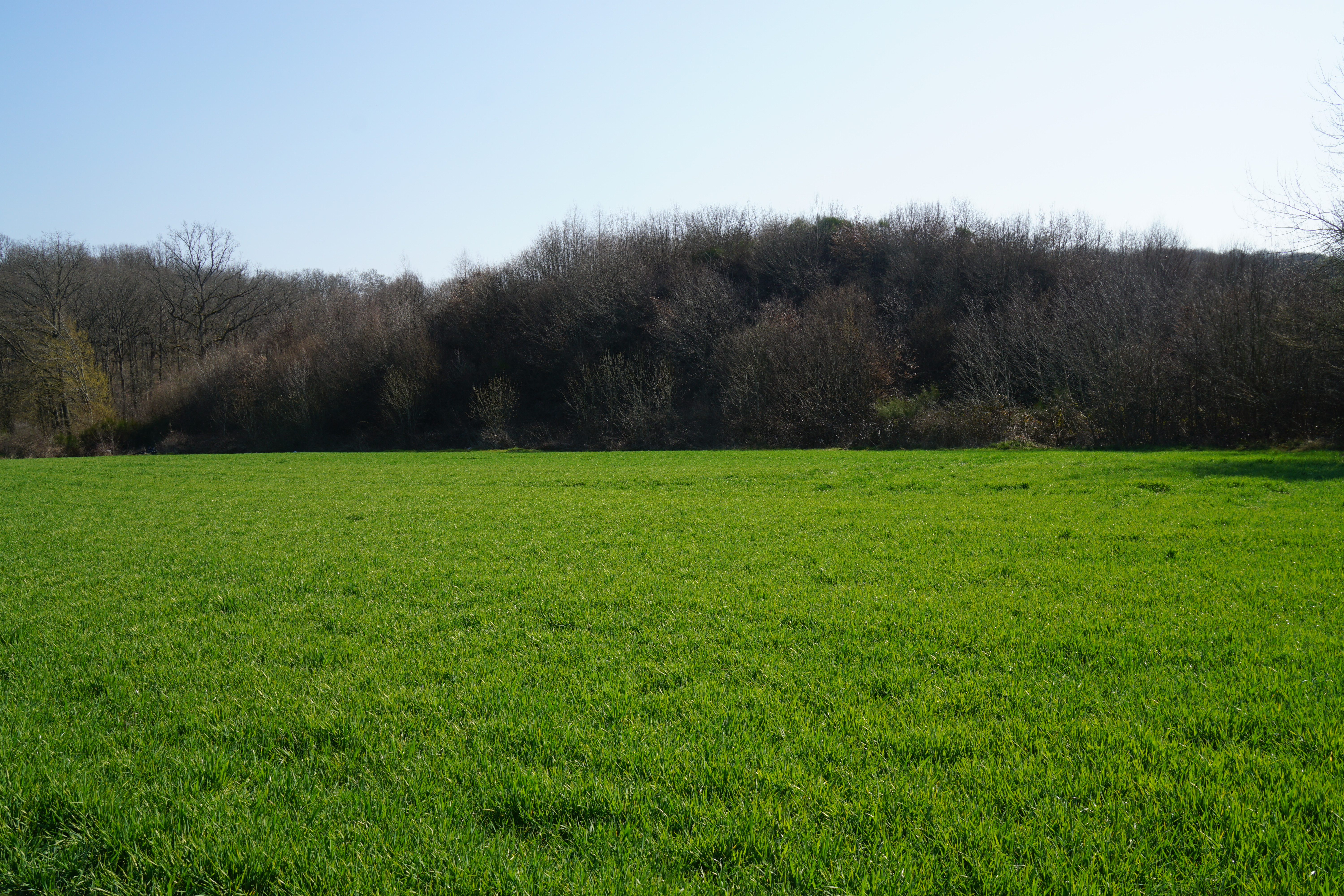
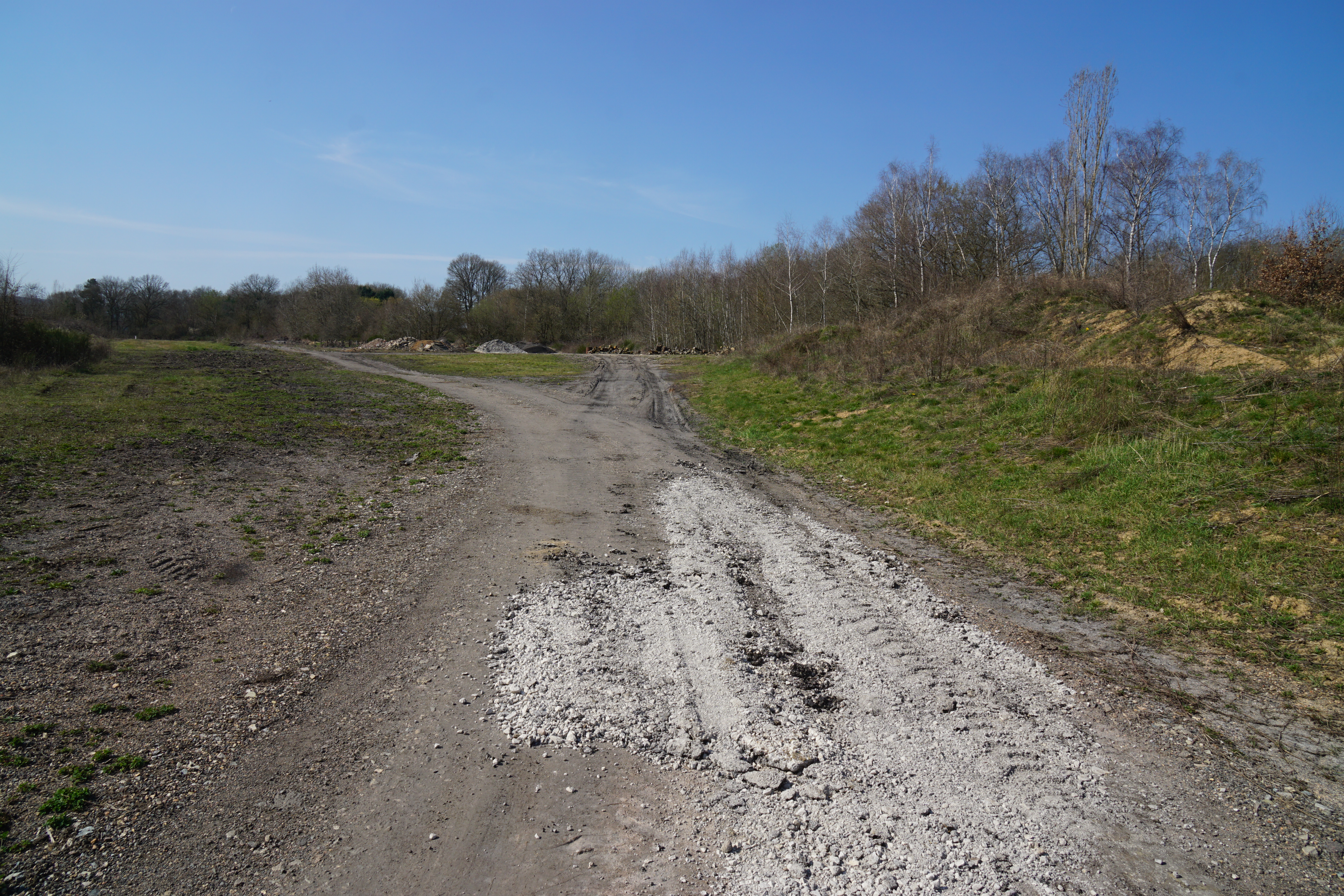
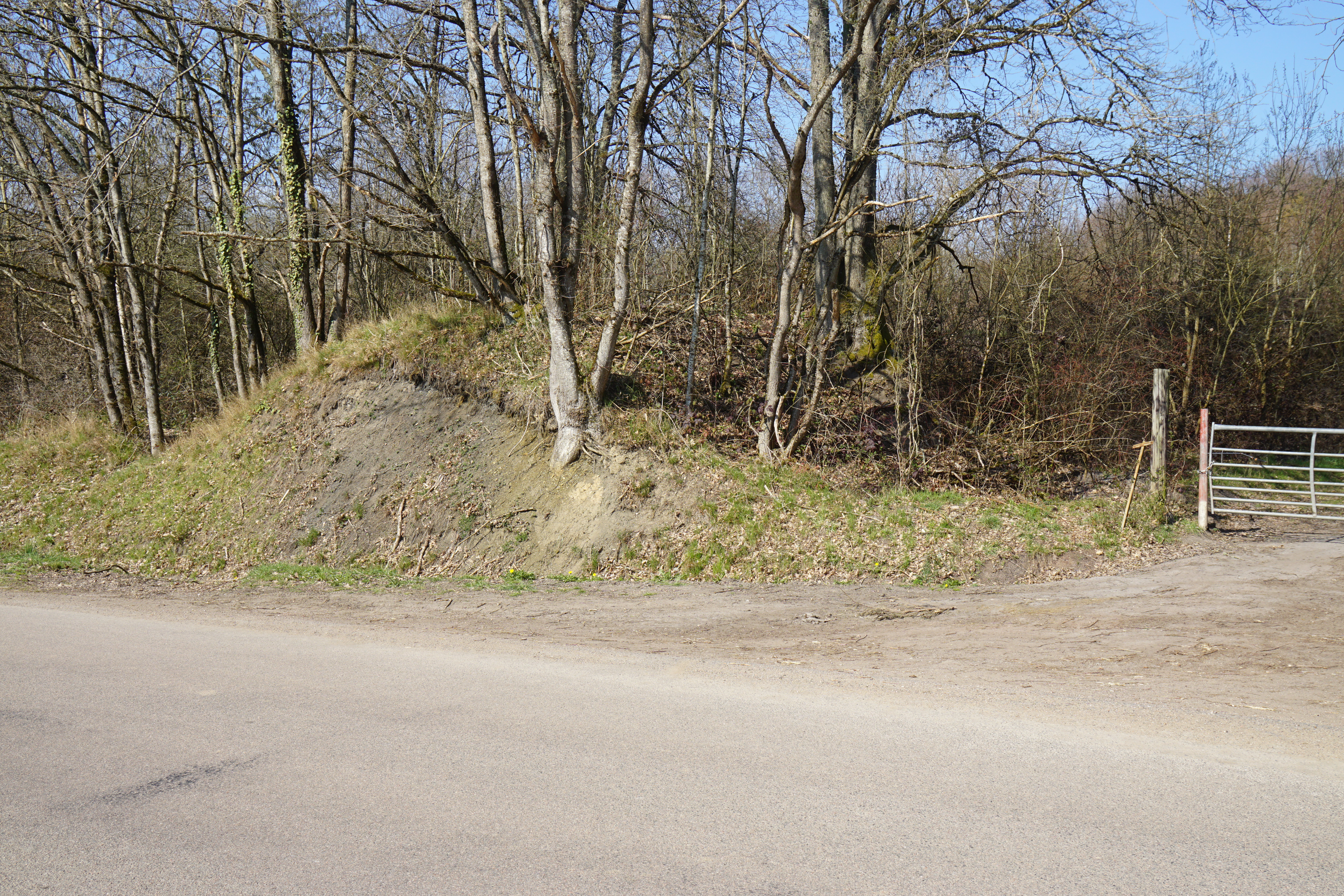
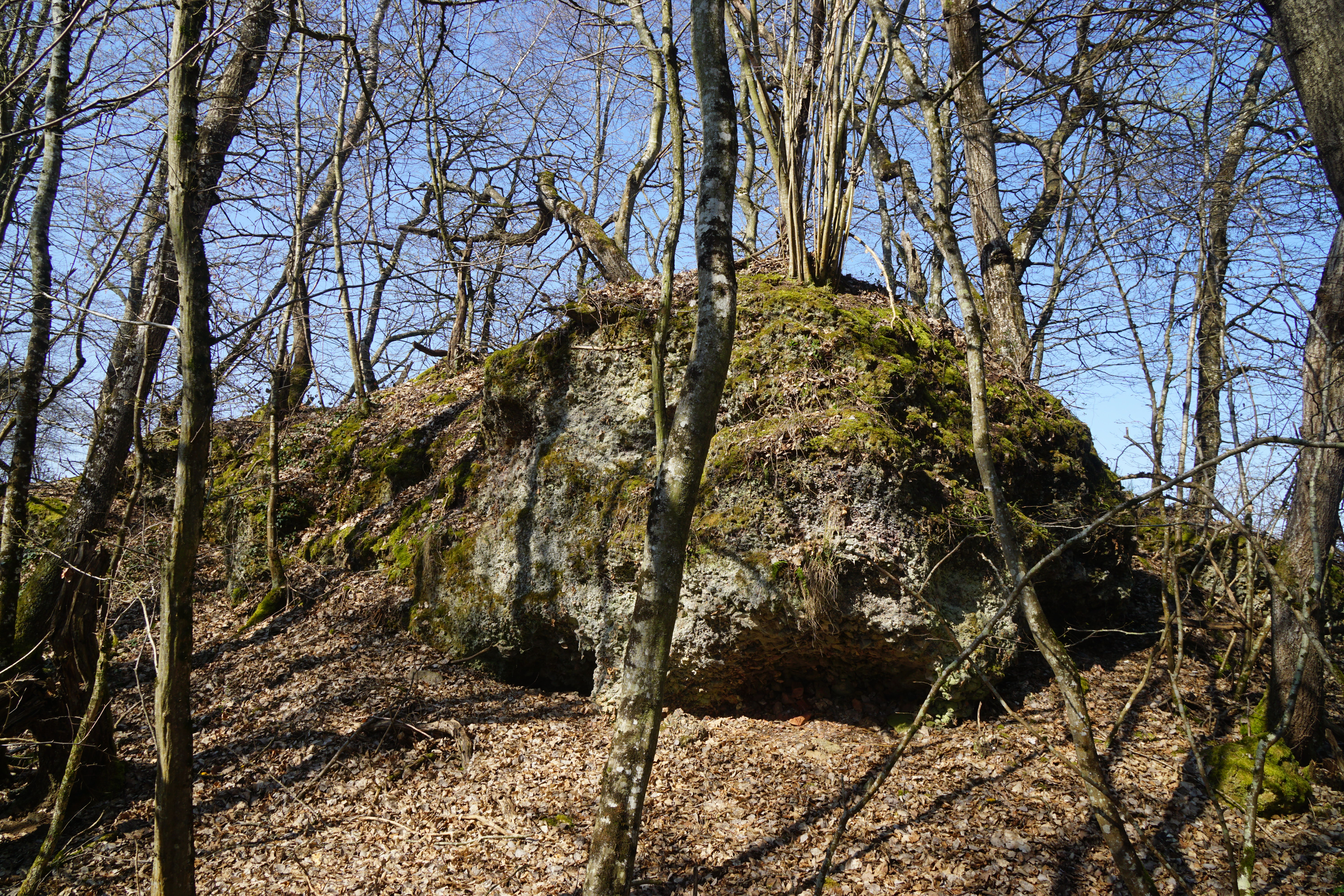

### Puits Sainte-Barbe
46° 59′ 42″ N, 4° 32′ 14″ E

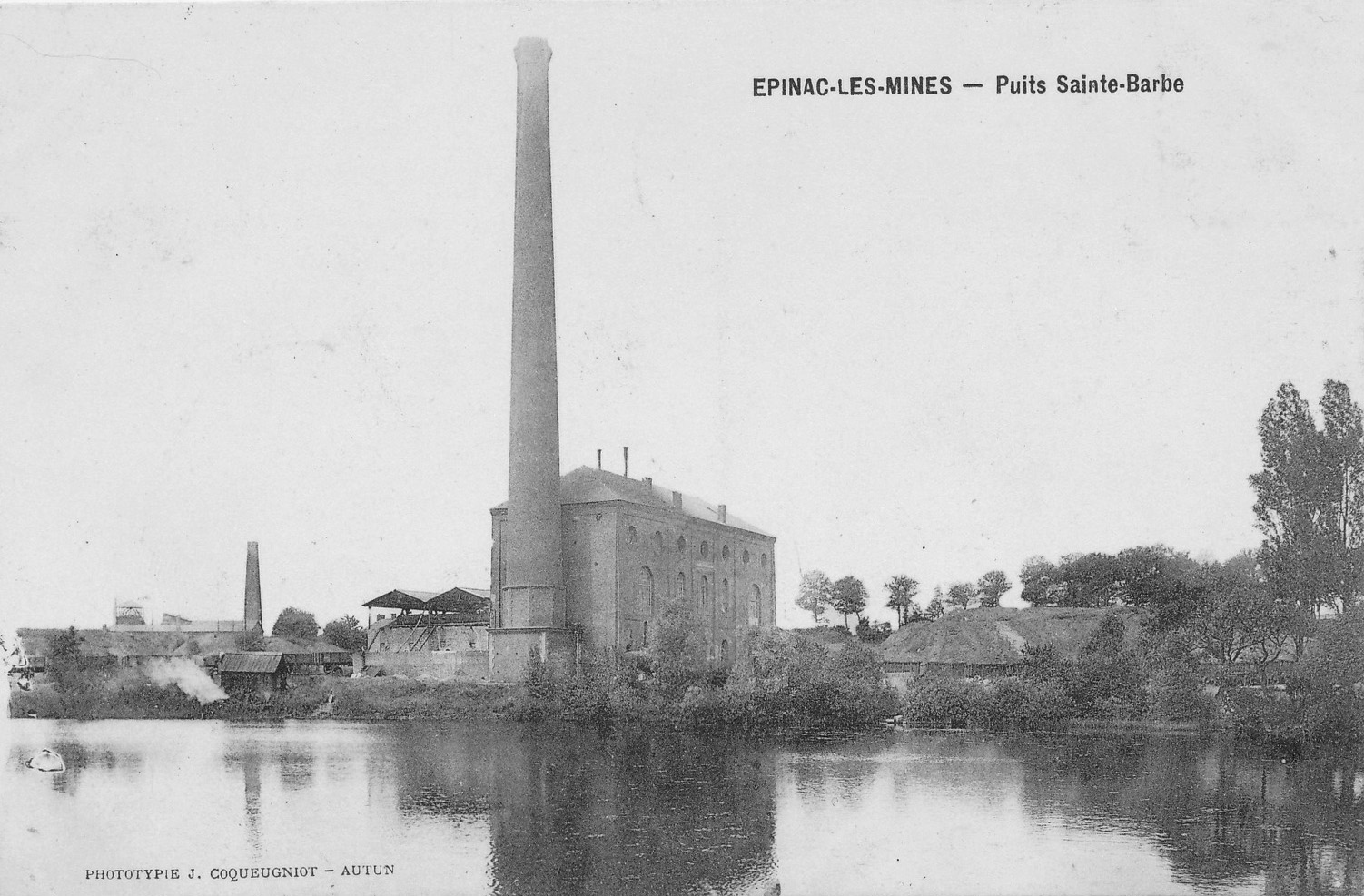
Le puits Sainte-Barbe.

Le puits Sainte-Barbe est creusé en 1832 pour atteindre la profondeur de 208,7 mètres. Il fermera ses portes un siècle plus tard, en 1932.
Dans les années 1880, le puits Sainte-Barbe devient le puits d'exhaure générale du bassin, il reçoit une nouvelle machine à vapeur identique à celle du puits de la Garenne.

Vestiges du puits Sainte-Barbe.
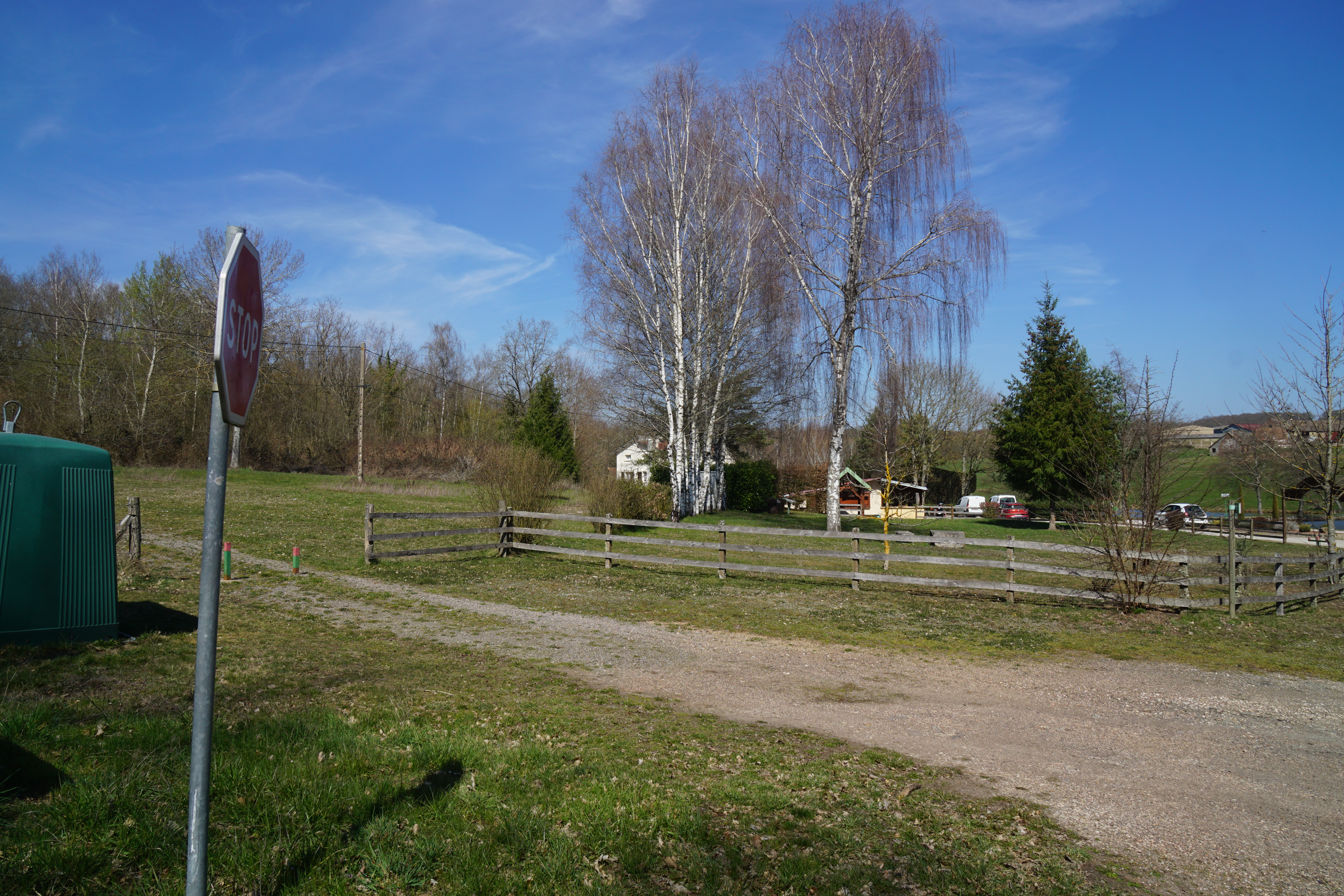
L’emplacement du puits.
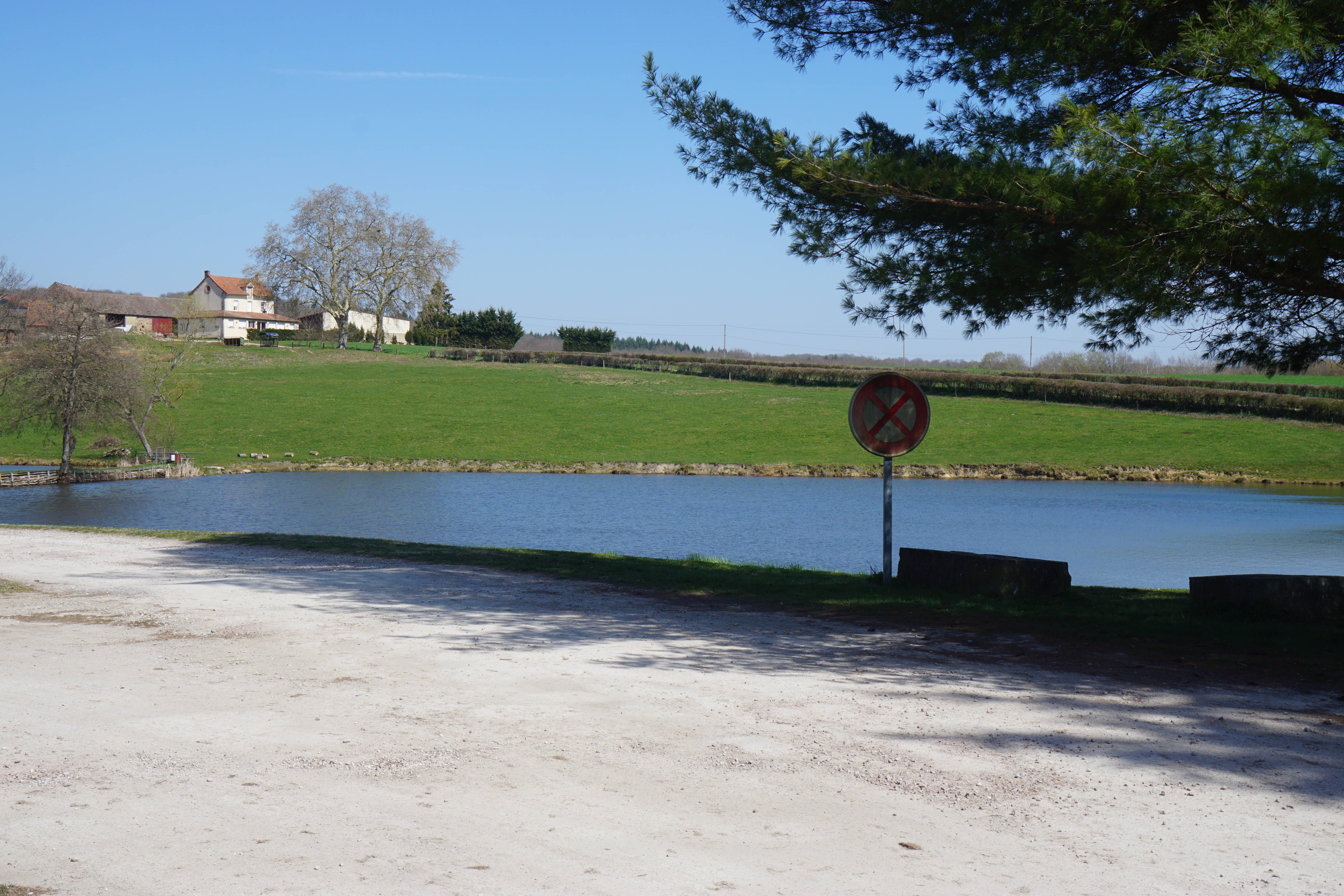
Le lac.
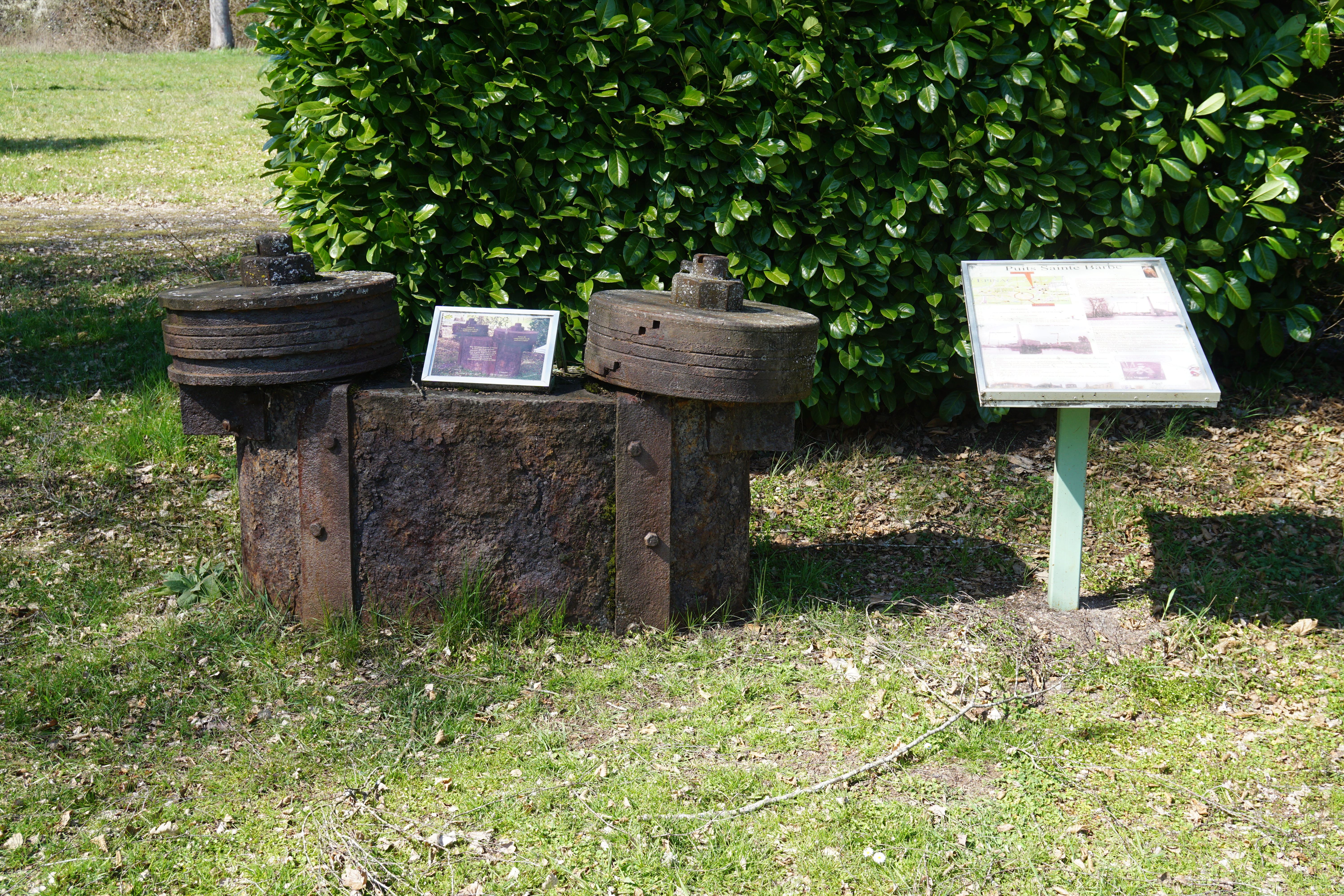
Panneaux explicatifs.
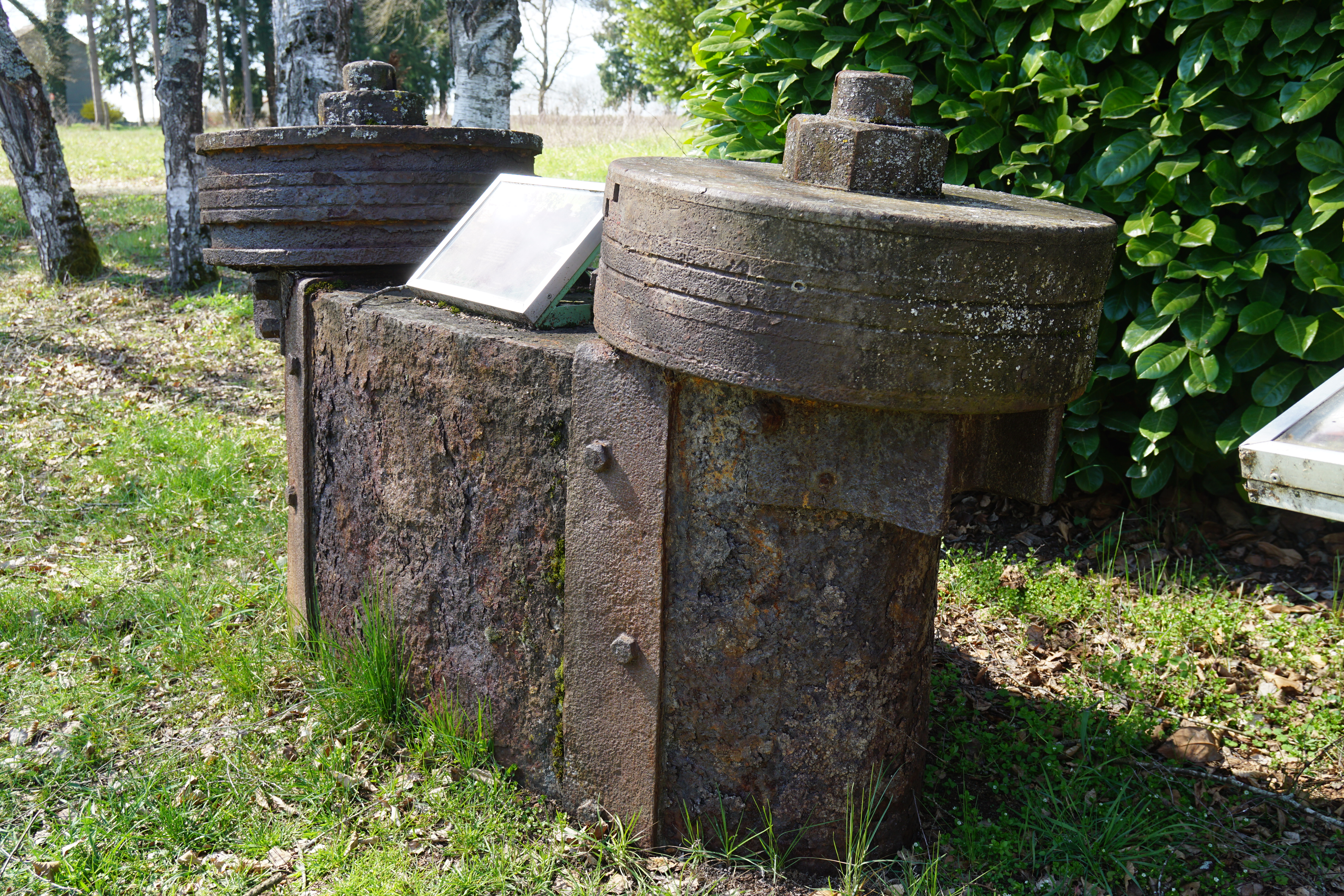
Contrepoids qui permettait la descente des cages dans le puits.

### Puits Hagerman
46° 59′ 37″ N, 4° 32′ 11″ E

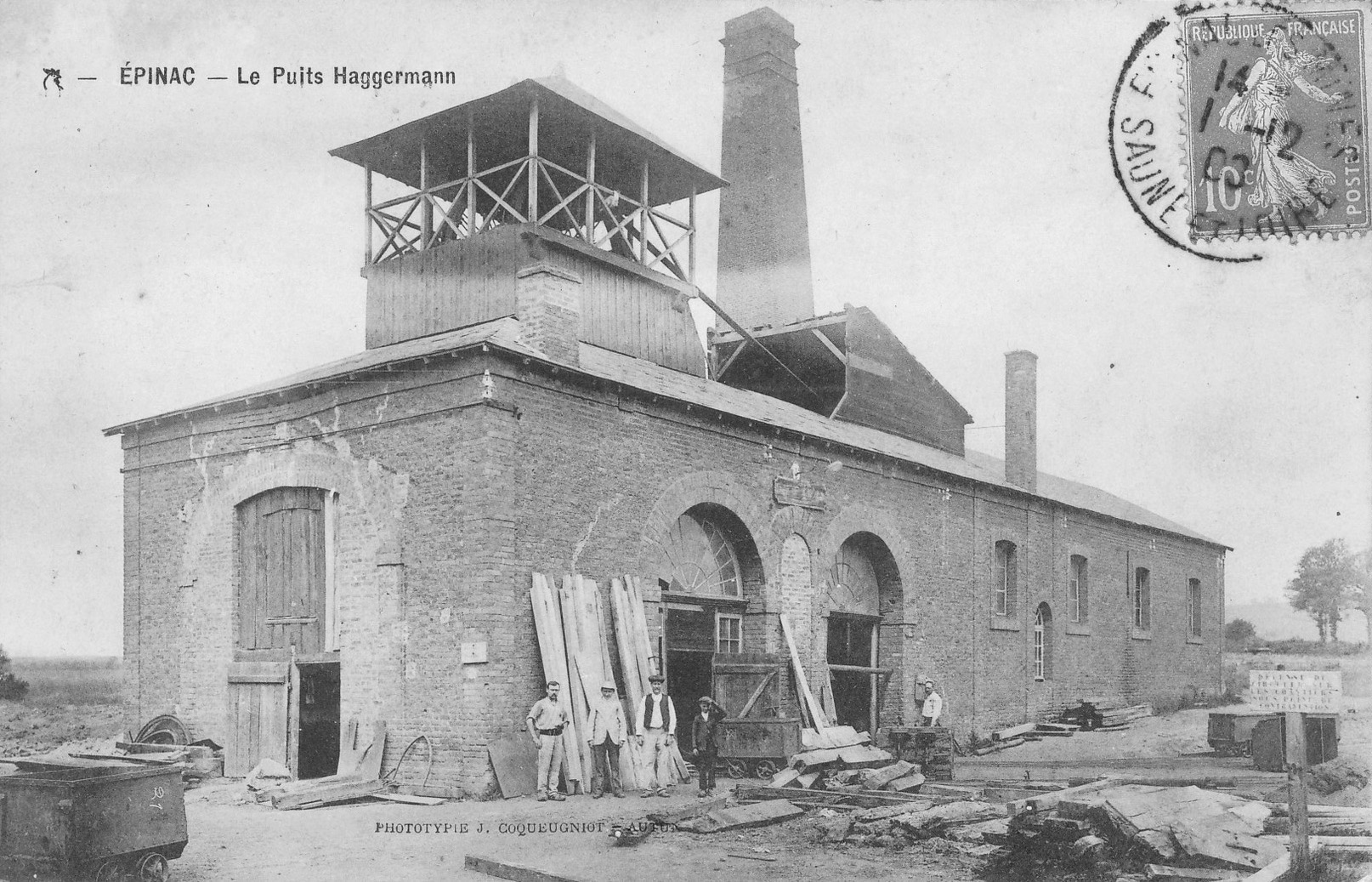
Le puits Hagerman.

Le puits Hagerman est foncé en 1836 jusqu’à 290 mètres de profondeur. Il sera démoli après sa fermeture.

Vestiges du puits Hagerman.
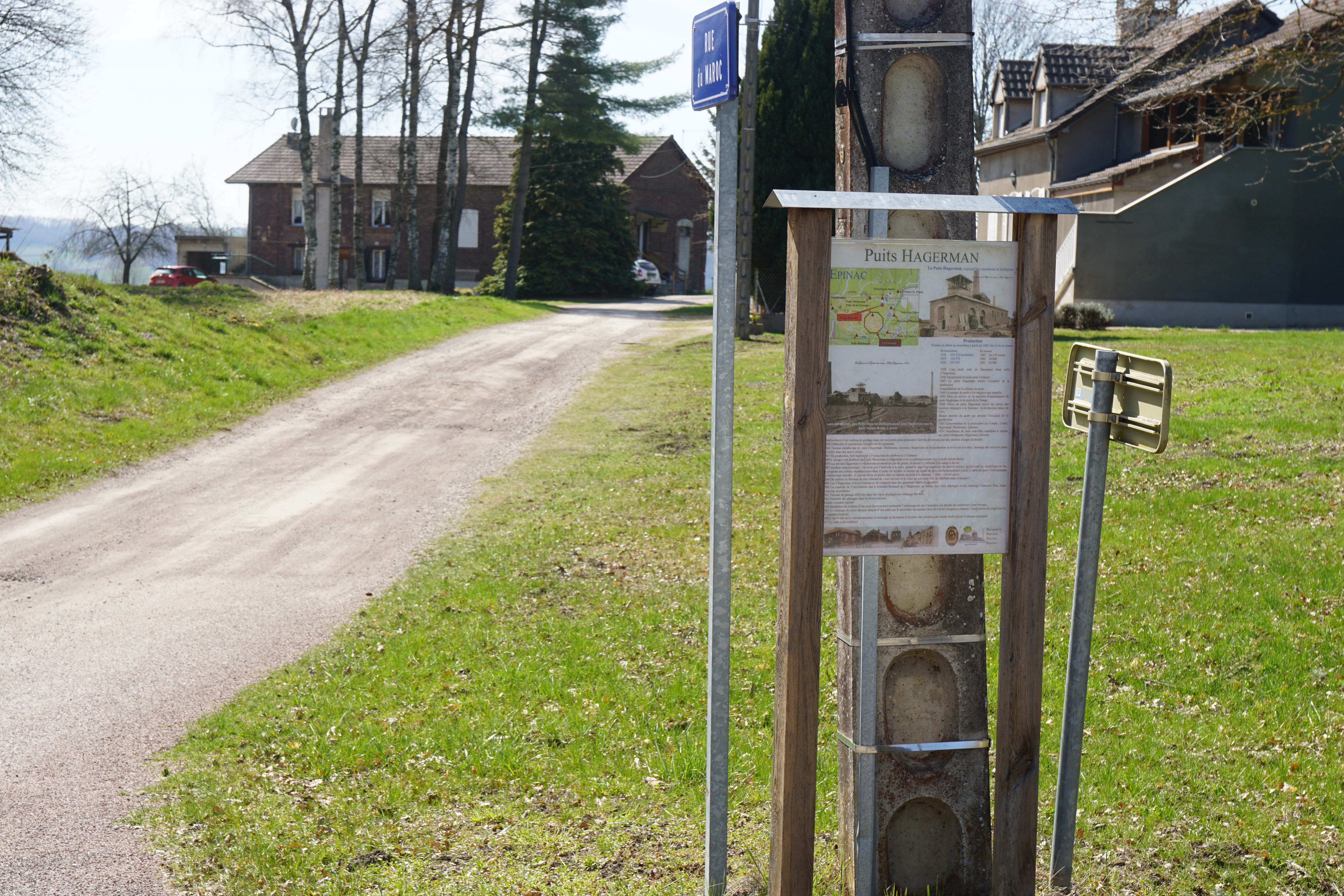
Vue éloignée du bâtiment d'extraction converti en habitation.
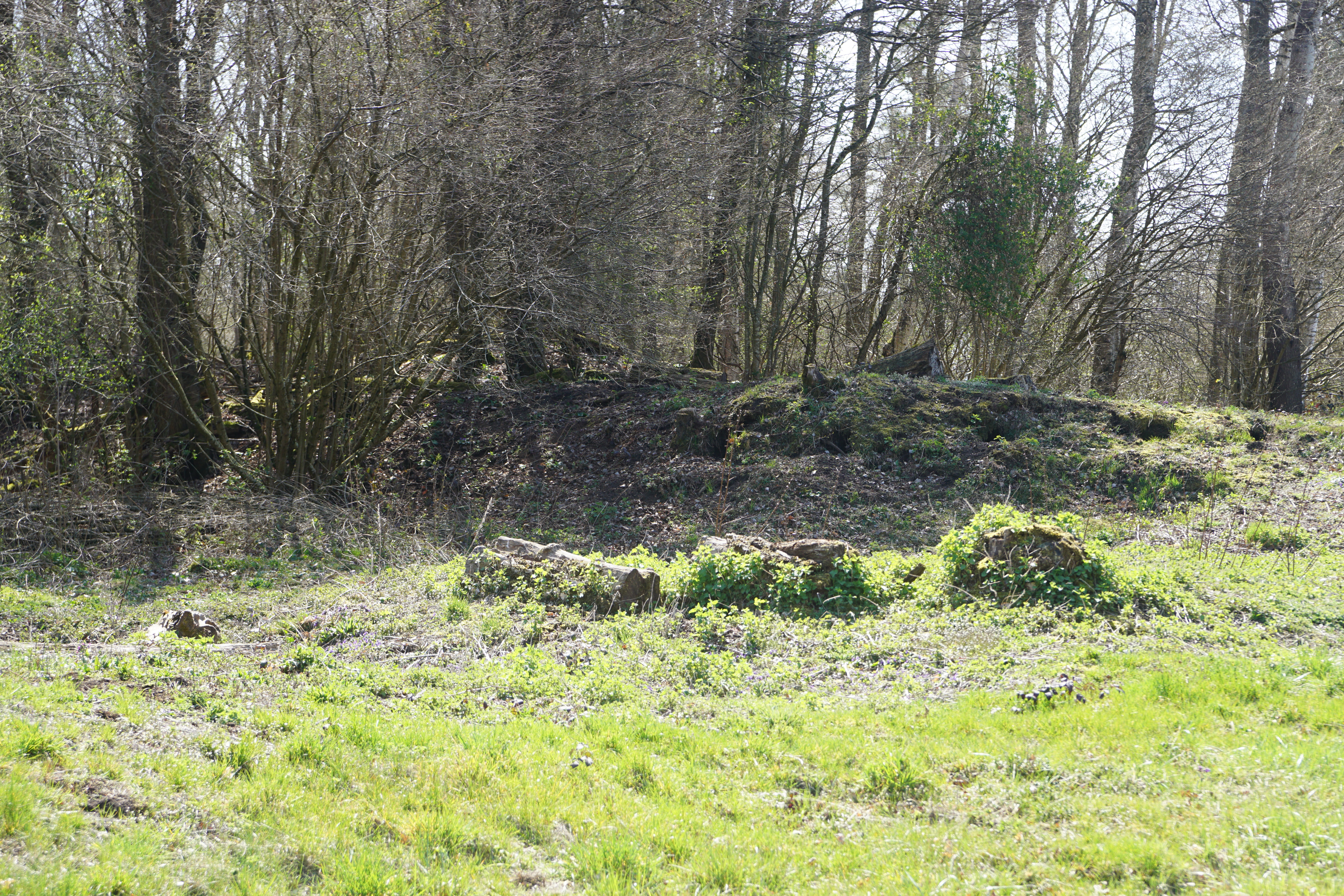
Le terril.

### Puits Michenaux
46° 59′ 45″ N, 4° 31′ 44″ E

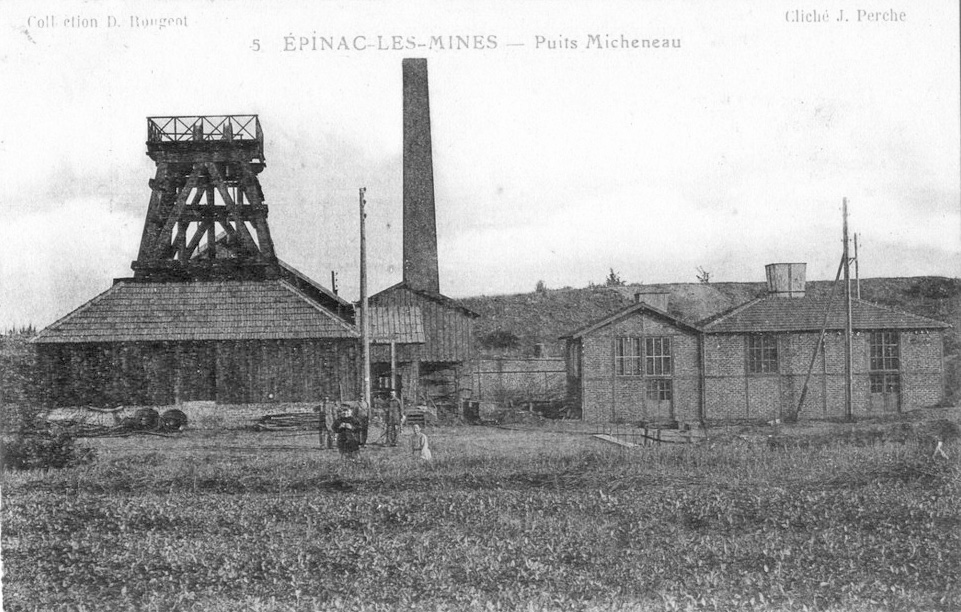
Le puits Michenaux.

Le puits mesure 350 mètres de profondeur, il exploitera la houille de 1837 à 1928.

Vestiges du puits Michenaux.
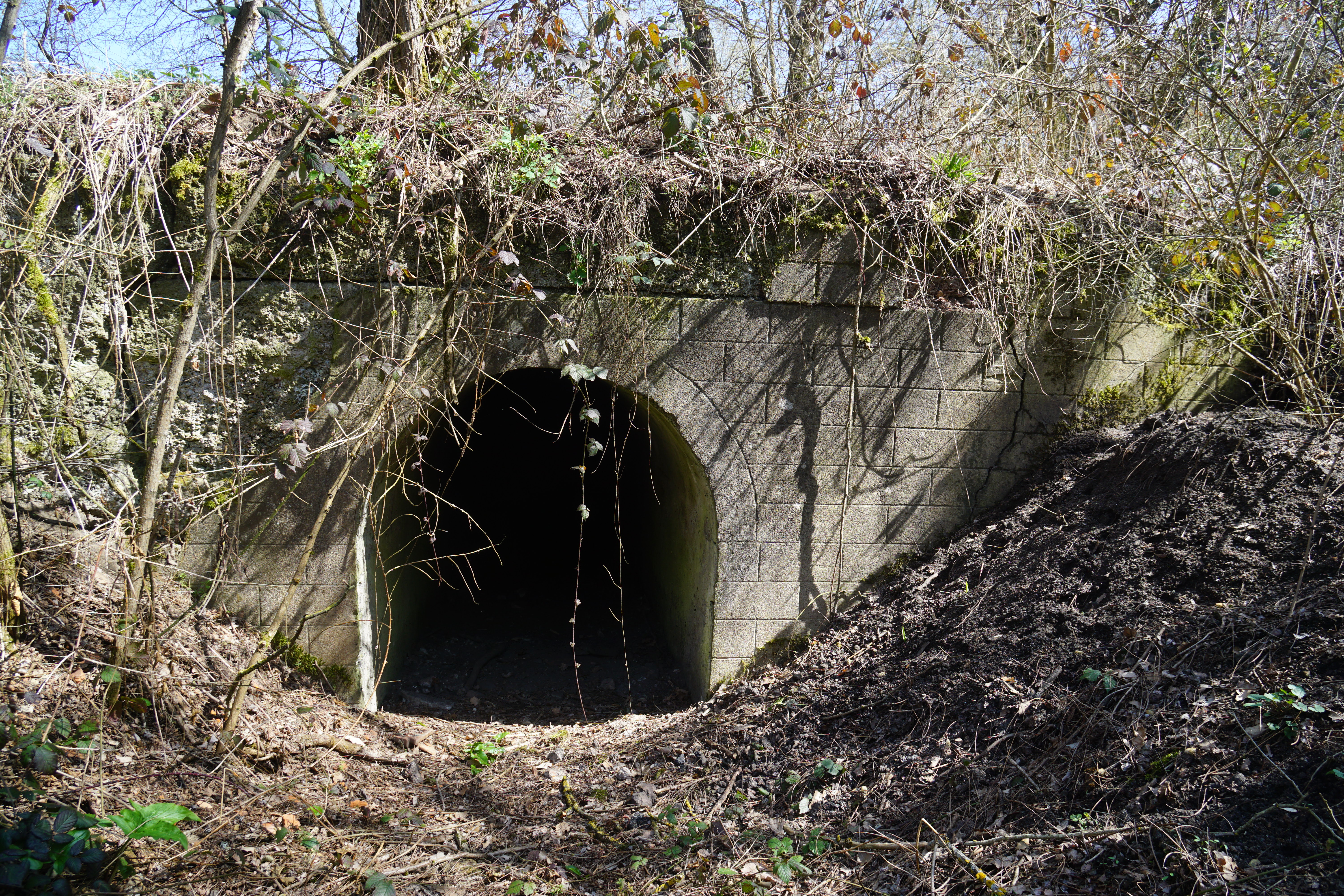
L'entrée du tunnel.
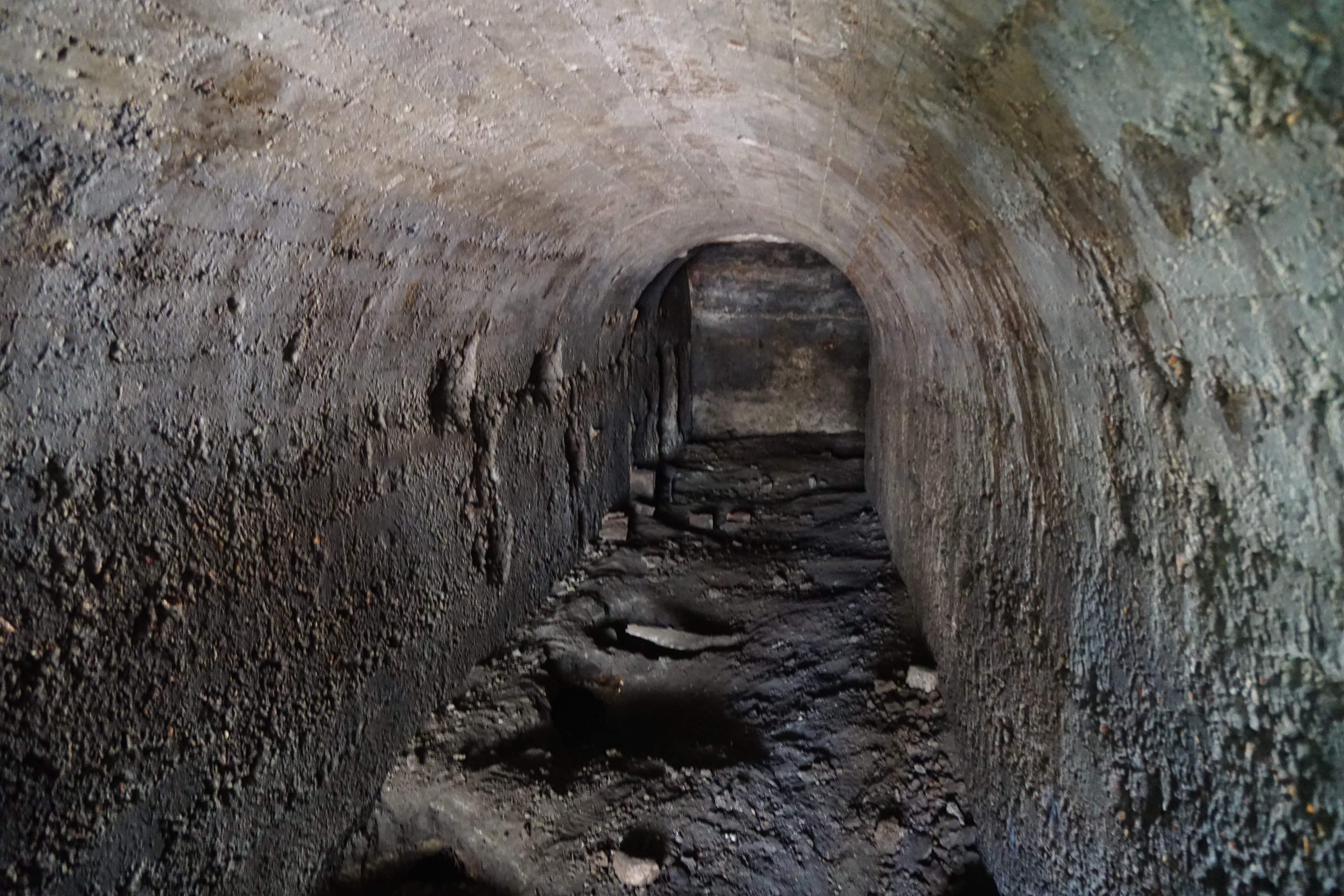
L'intérieur du tunnel.
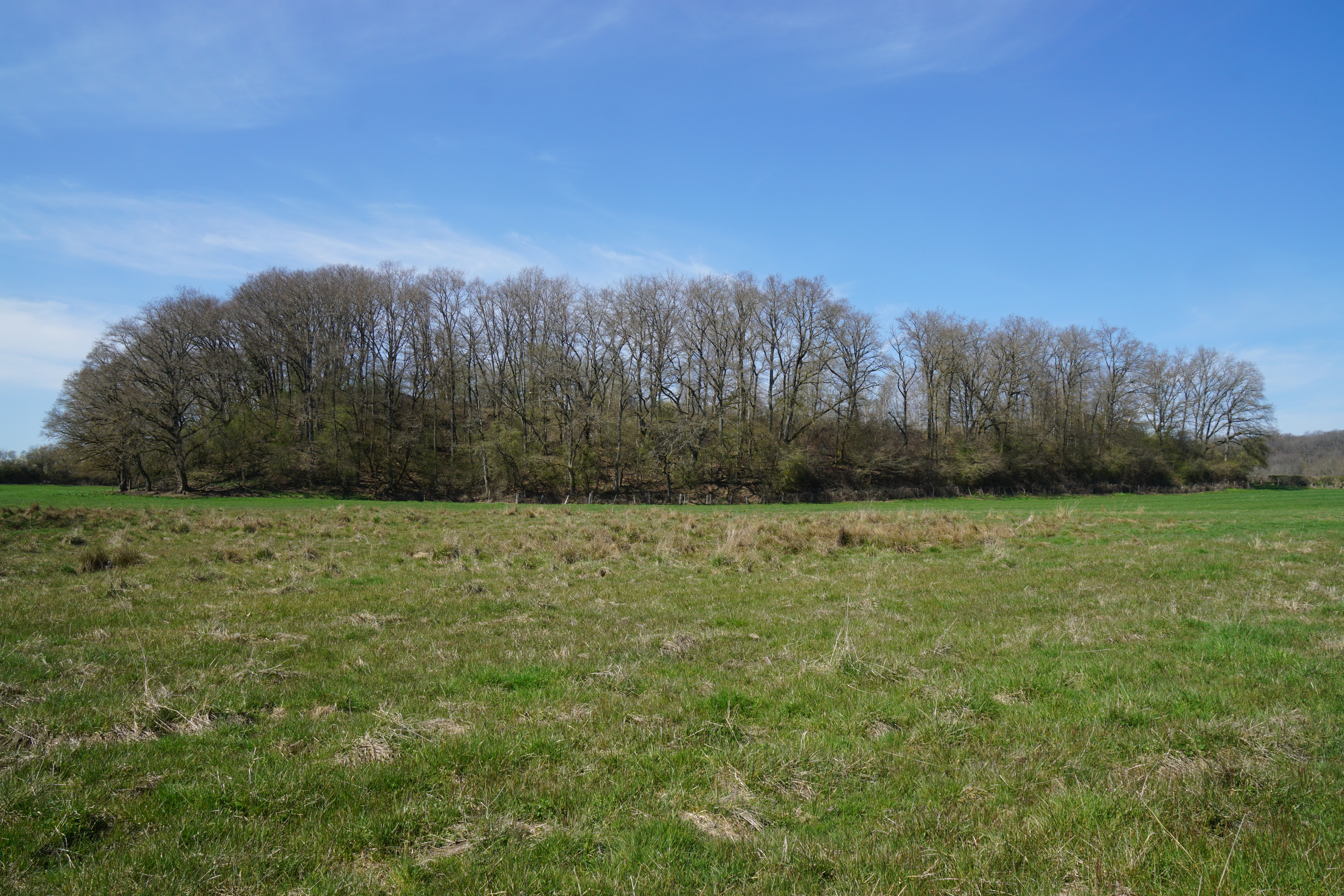
Le terril vue sur la longueur.
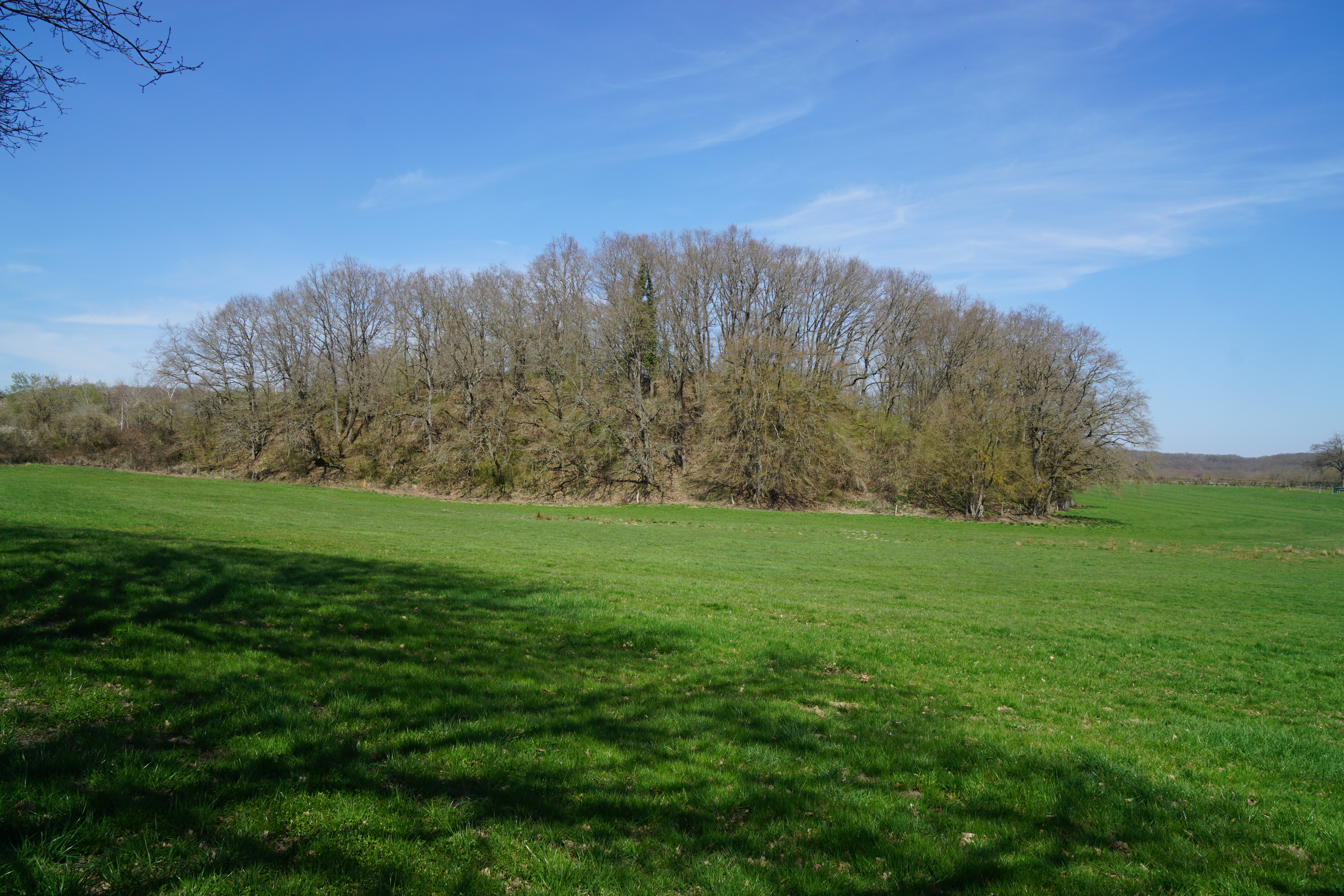
L'extrémité du terril.

### Puits Lestiboudois
46° 59′ 42″ N, 4° 30′ 27″ E

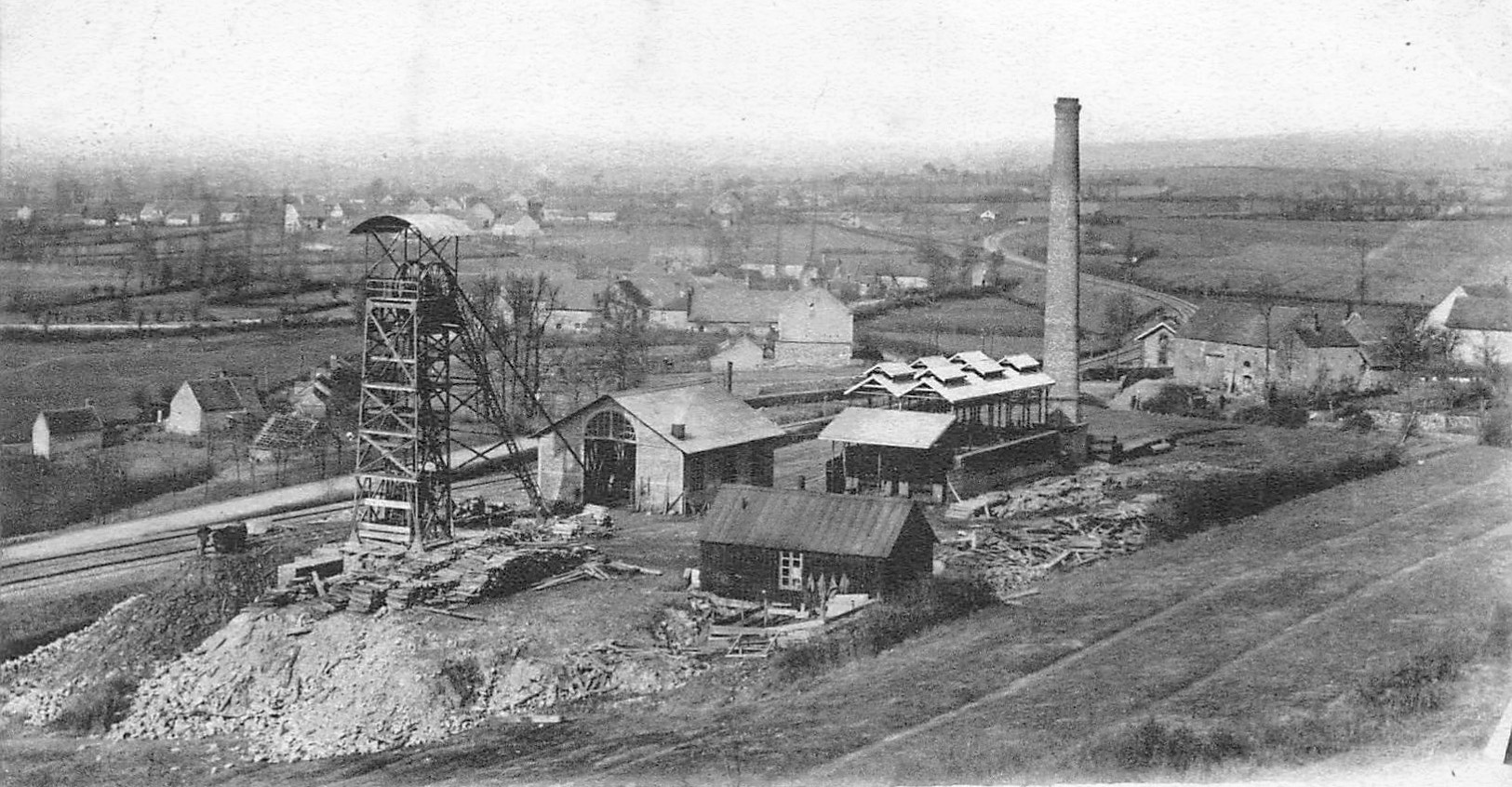
Le puits Lestiboudois.

Le puits est foncé au pied du château d'Épinac. Il rencontre le prolongement des couches exploitées par les puits Haggerman, de la Garenne et Micheneau à 600 mètres de profondeur.

Vestiges du puits Lestiboudois.
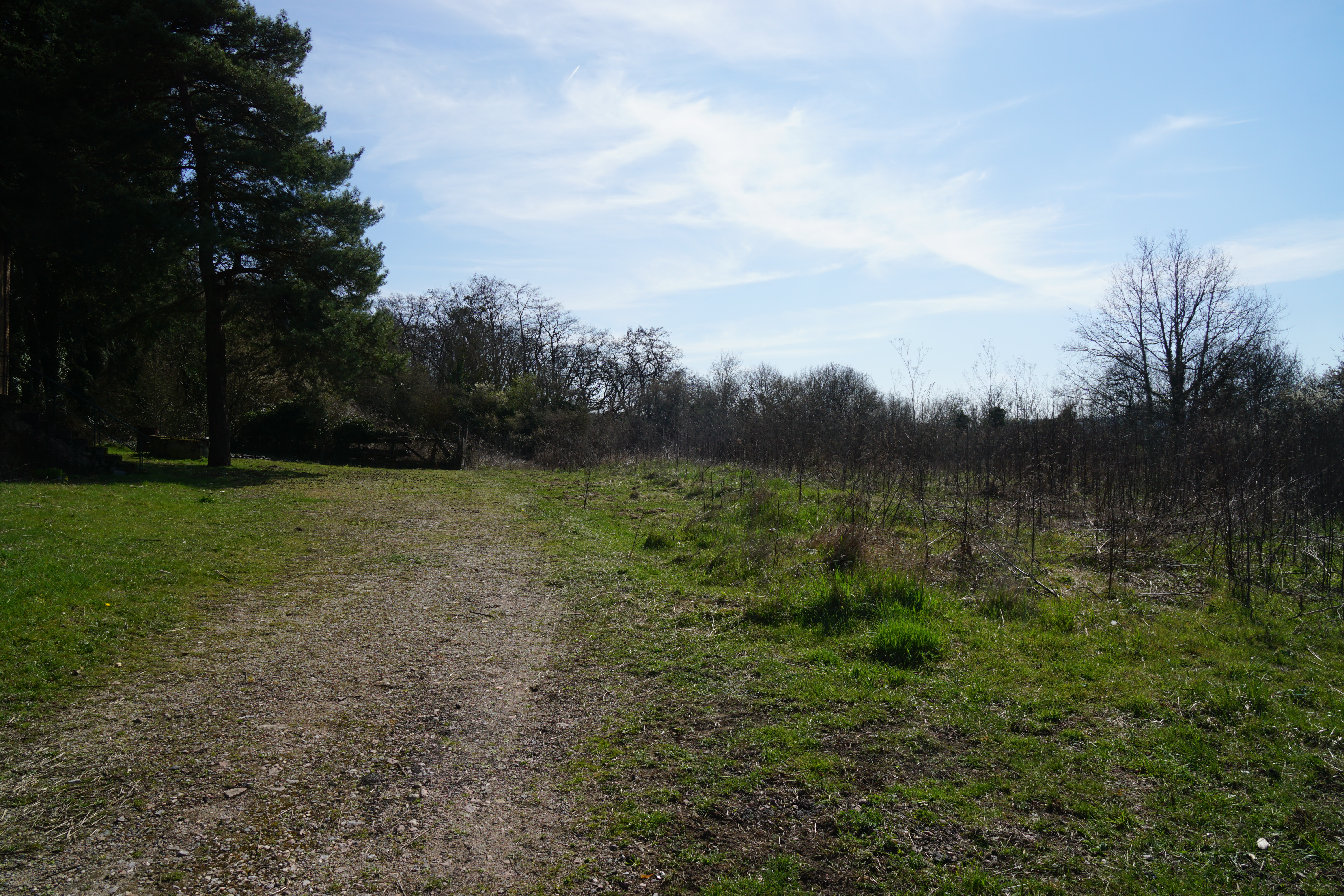
Emplacement du puits.
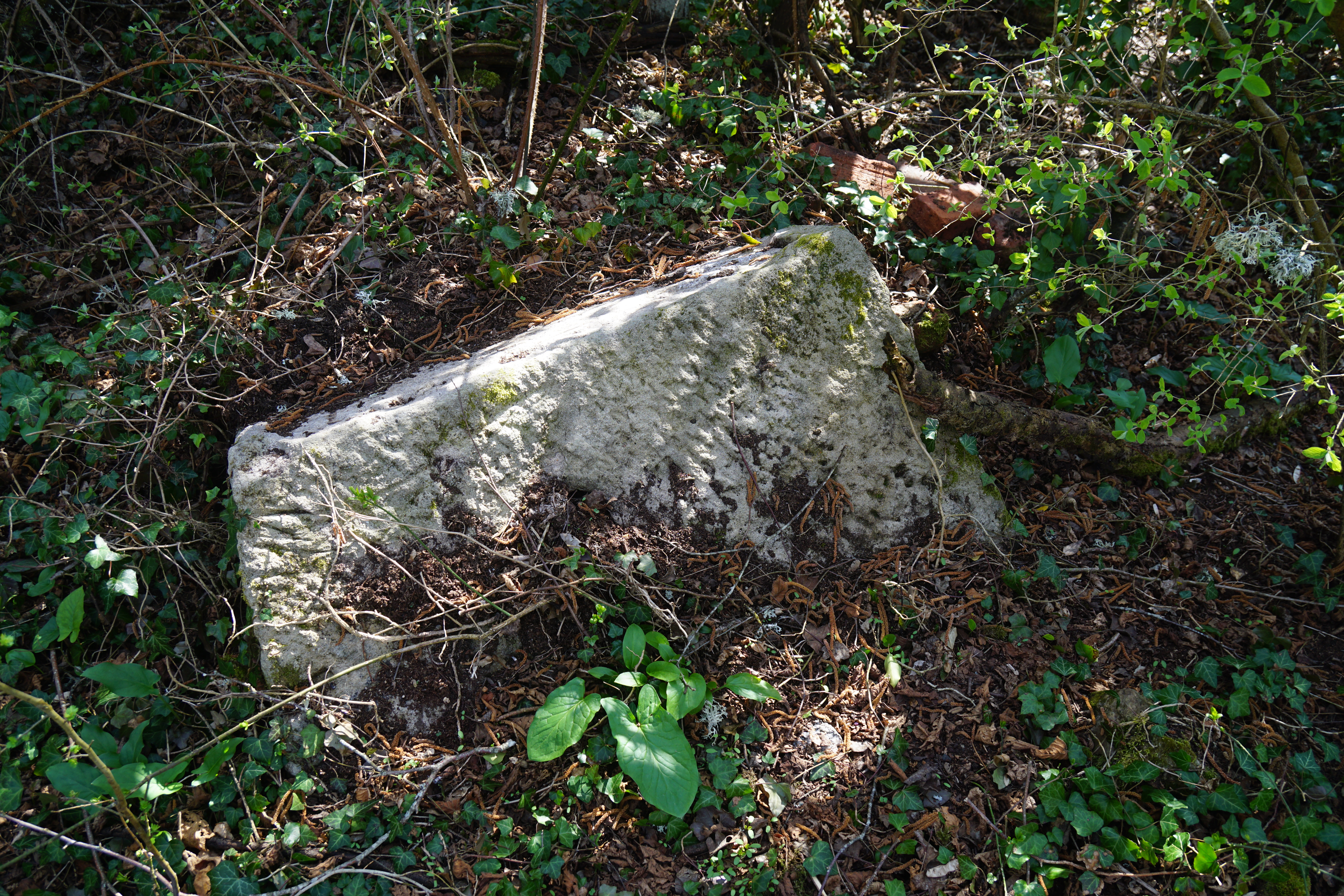
Pied du chevalement.
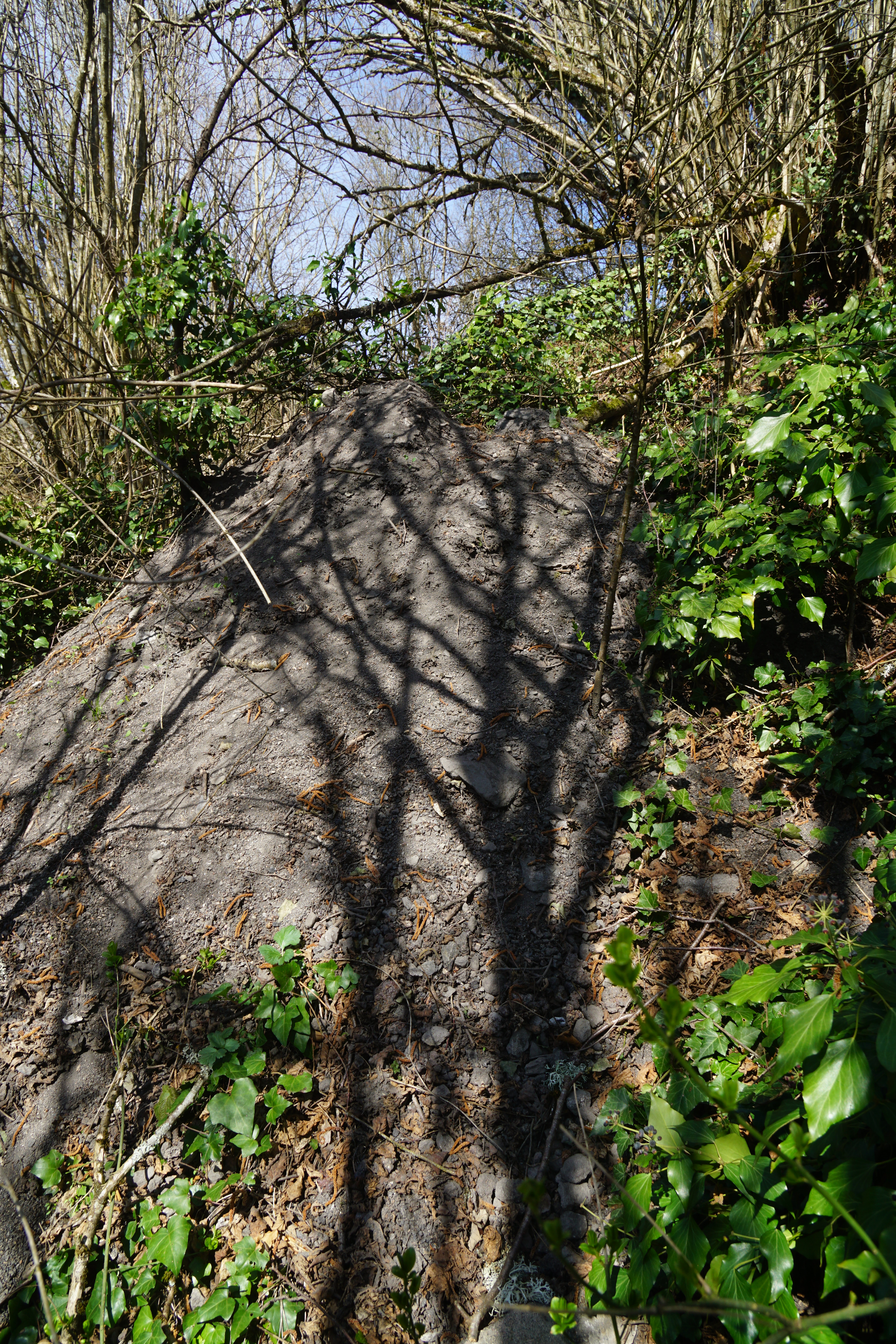
Le terril.

### Puits Hottinguer
46° 59′ 01″ N, 4° 31′ 15″ E

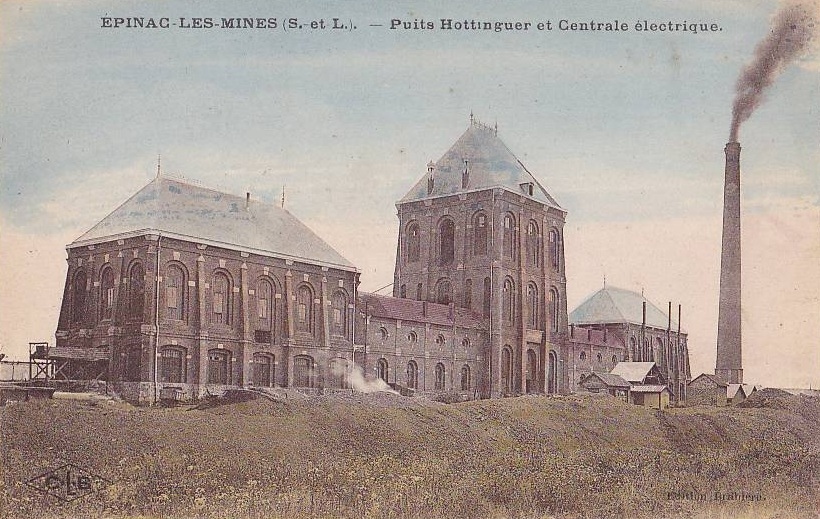
Le puits Hottinguer.

Les bâtiments du puits sont construits entre 1872 et 1876, ils abritaient un mode d’extraction par un système atmosphérique révolutionnaire : un piston se déplaçant dans un tube de 558 m de hauteur, usiné au Creusot (technique originale de l’ingénieur Zulma Blanchet) et non par câbles traditionnels qui ne permettaient pas à cette époque de descendre aussi bas (plus de 600 mètres). Après sa fermeture en 1936, il est reconverti en usine de peinture avant de se retrouver à l’abandon à la fin du XXe siècle à la suite d'un incendie. Il est inscrit comme monument historique le 26 novembre 1992. La tour Malakoff et ses ailes sont en rénovation depuis fin 2012. La construction d'une centrale photovoltaïque à proximité des anciens bâtiments est prévue pour 2016.

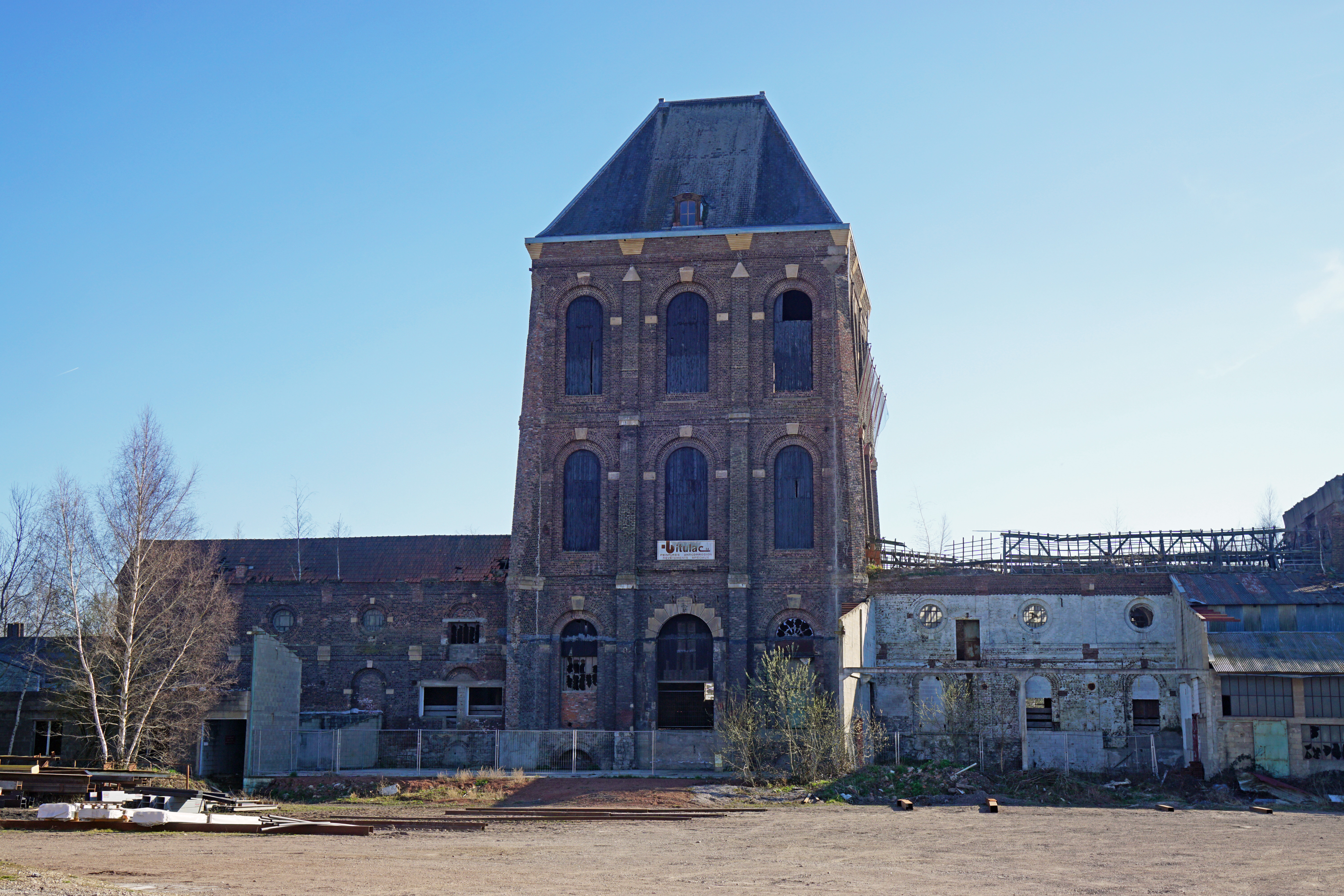
La tour Malakoff en travaux en 2019.
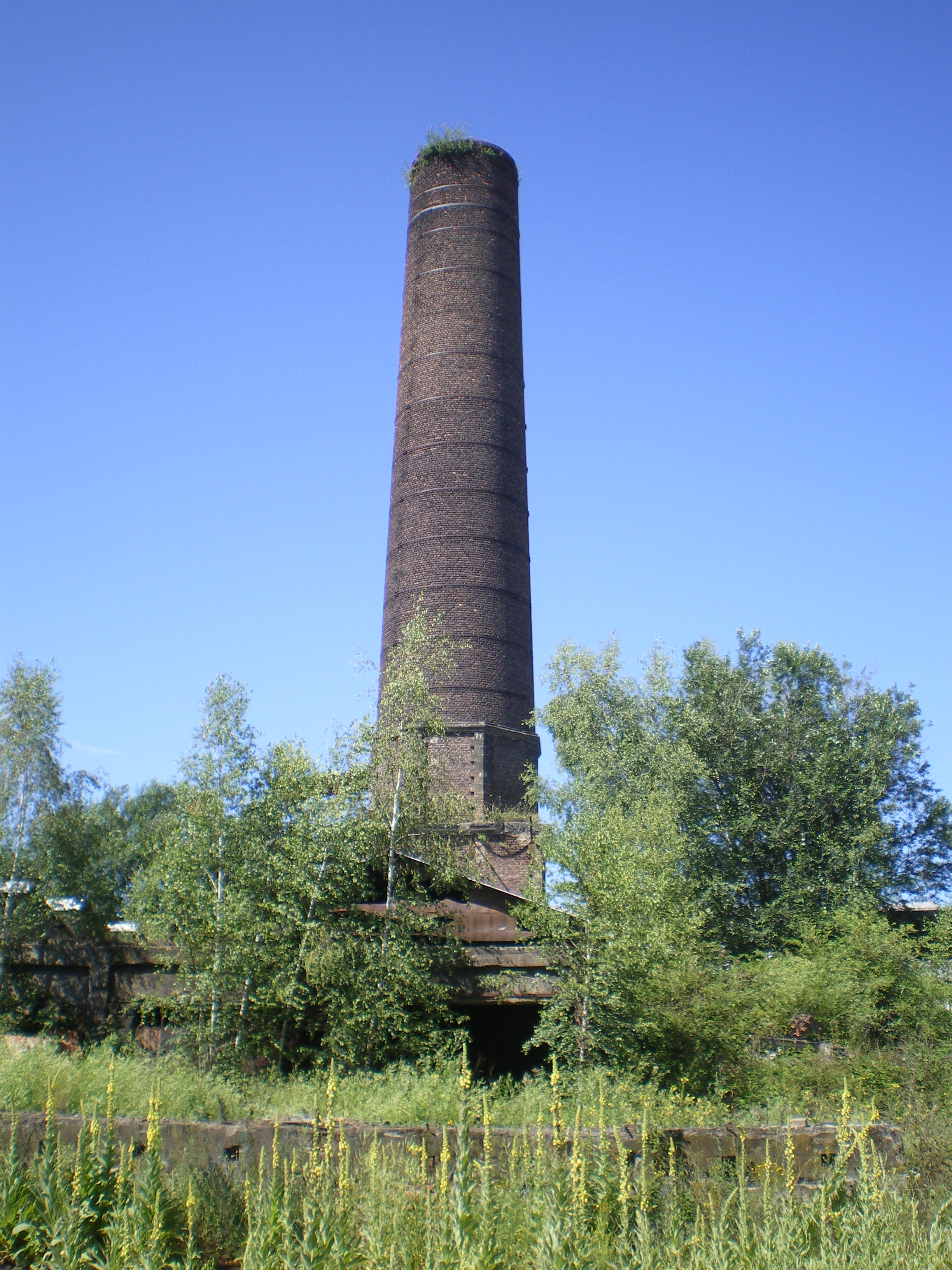
La cheminée de la centrale.
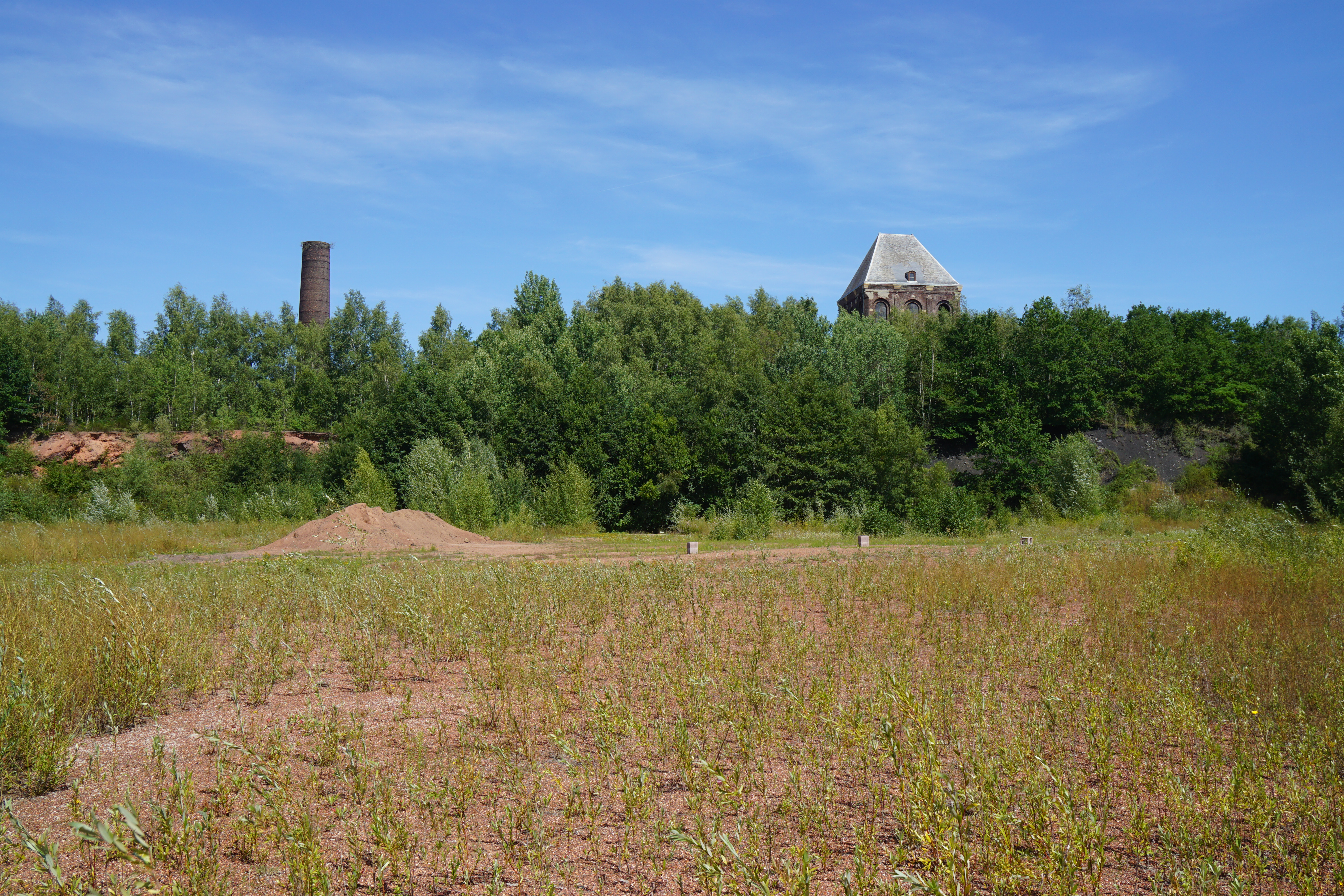
La tour et la cheminée vus depuis le terril.

### Puits de Ressille

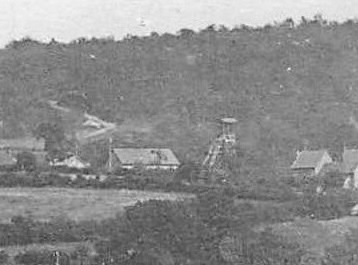
Le puits de Ressille.

### Puits de l’Ouche
L'activité du puits débute en 1774.

Le terril du puits de l’Ouche.
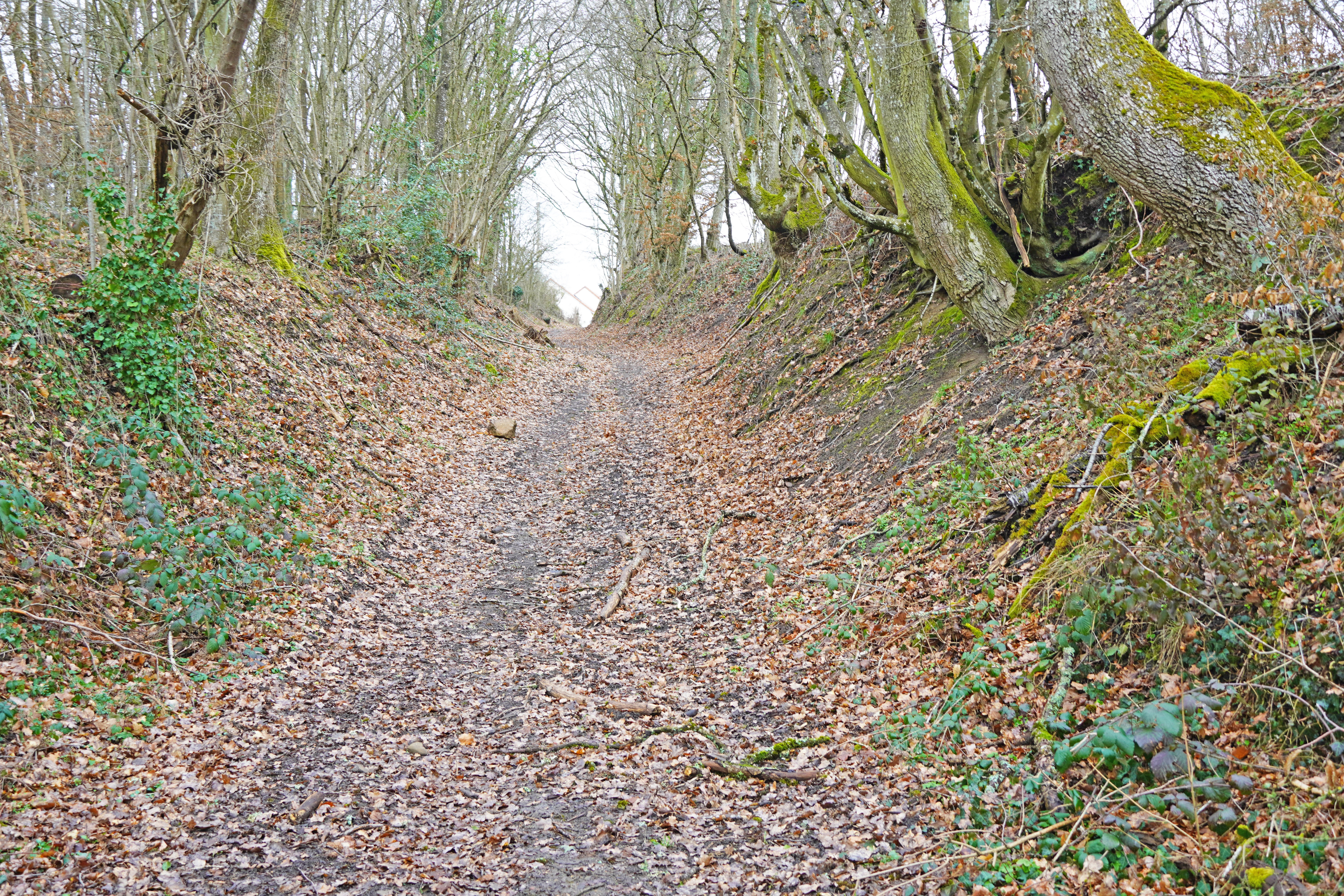
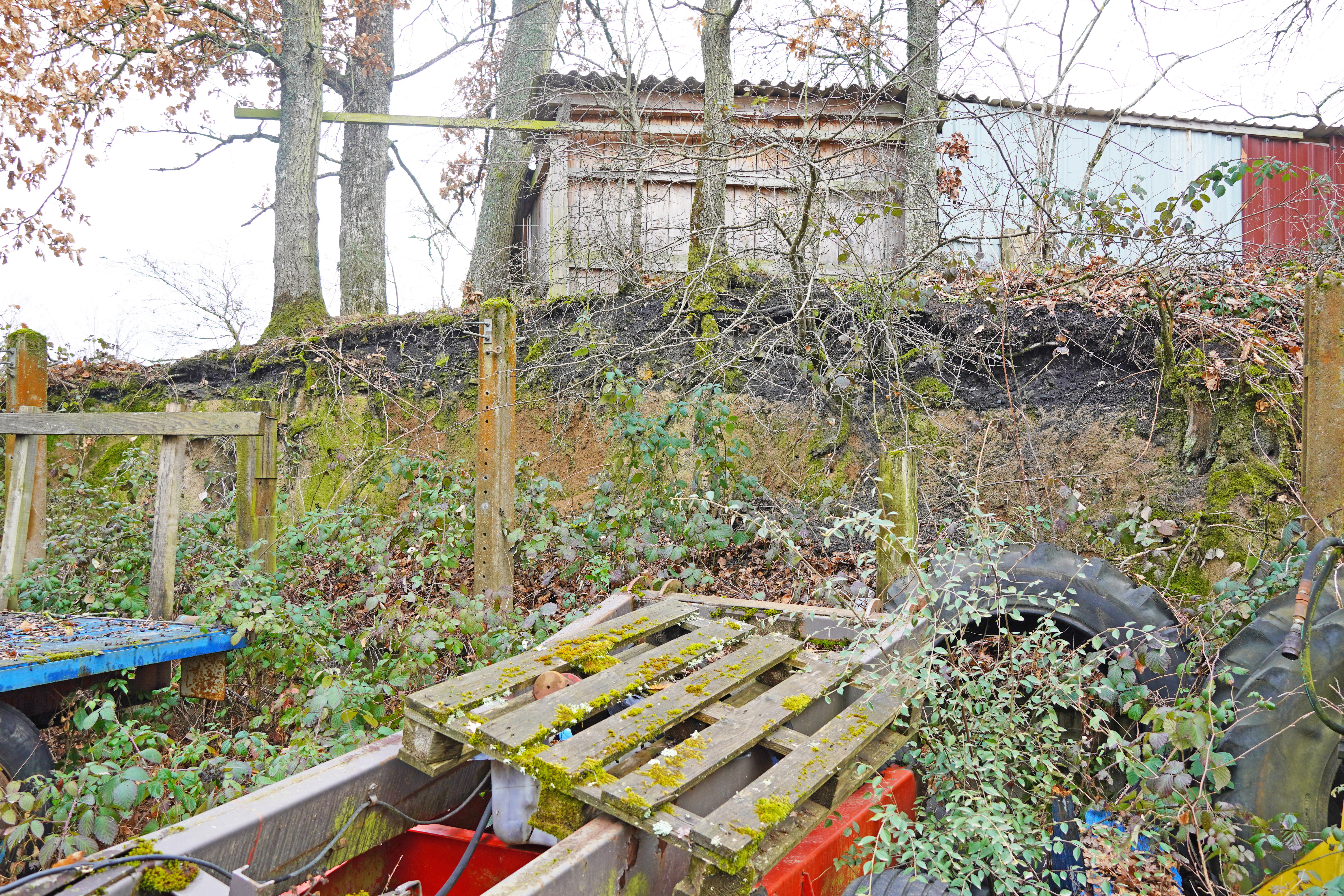
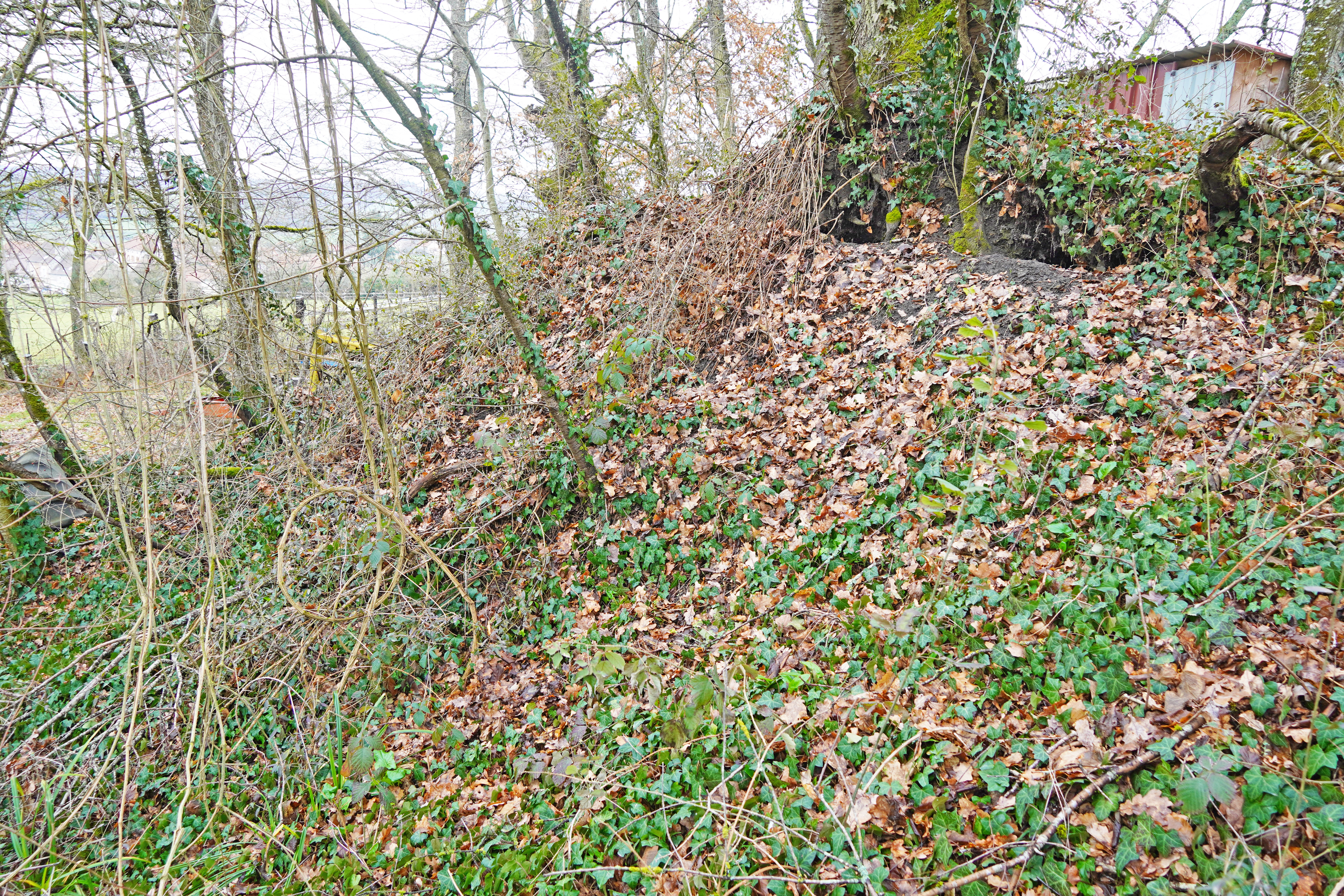

## Autres puits

### Puits Souachère
Un puits d'aérage.

Vestiges du puits d'aérage du secteur Souachère.
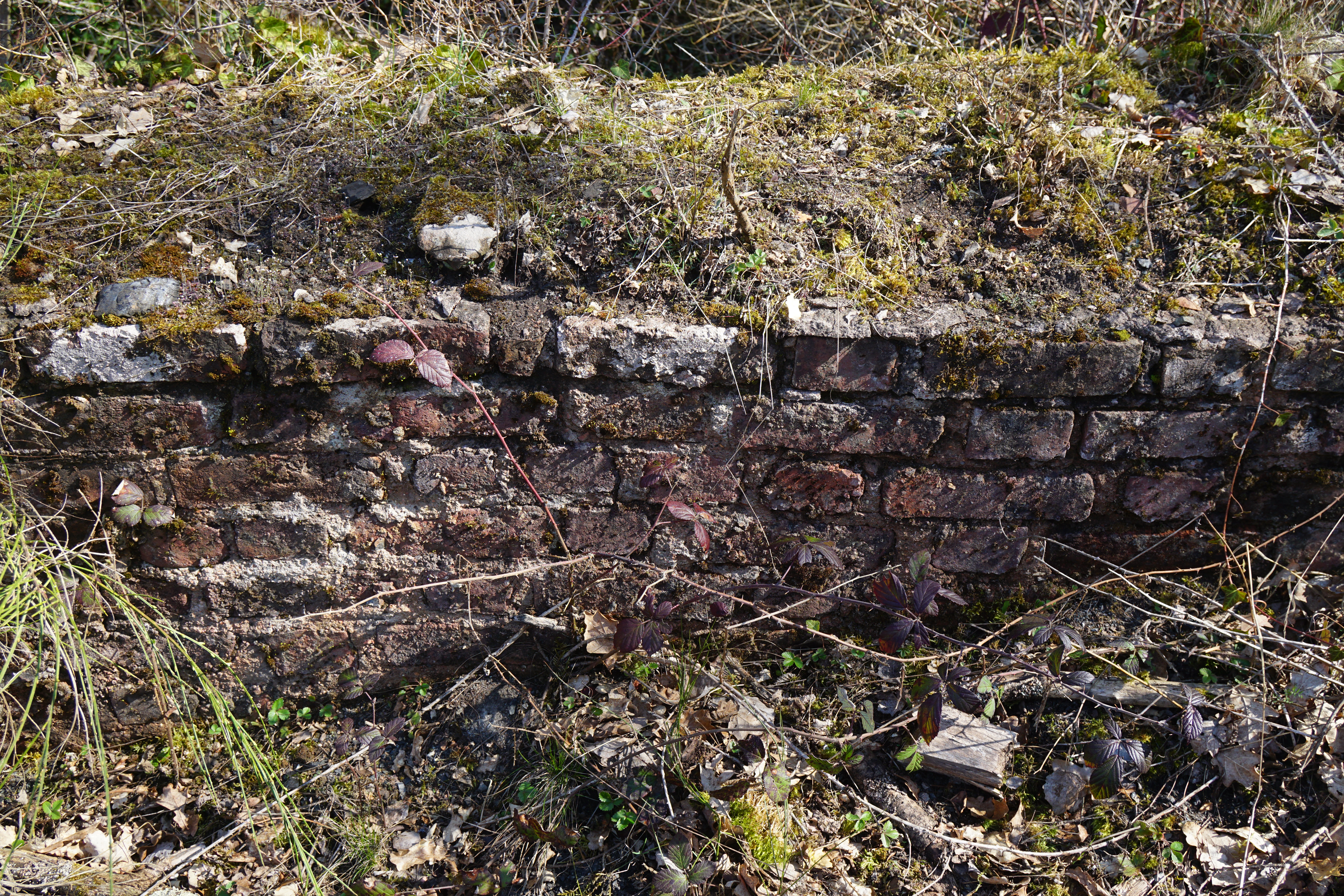
Ruine de bâtiments.
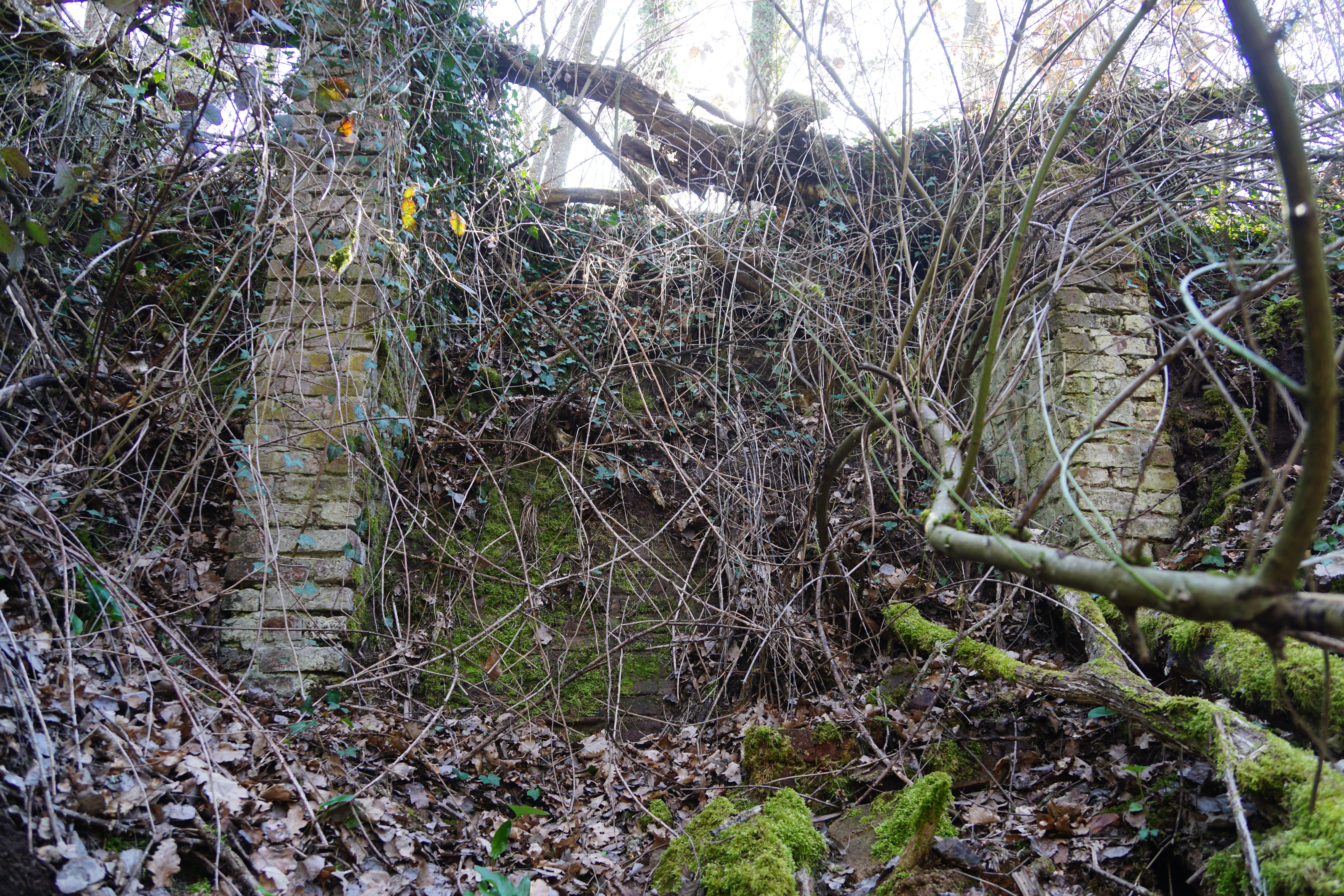
Ruines.
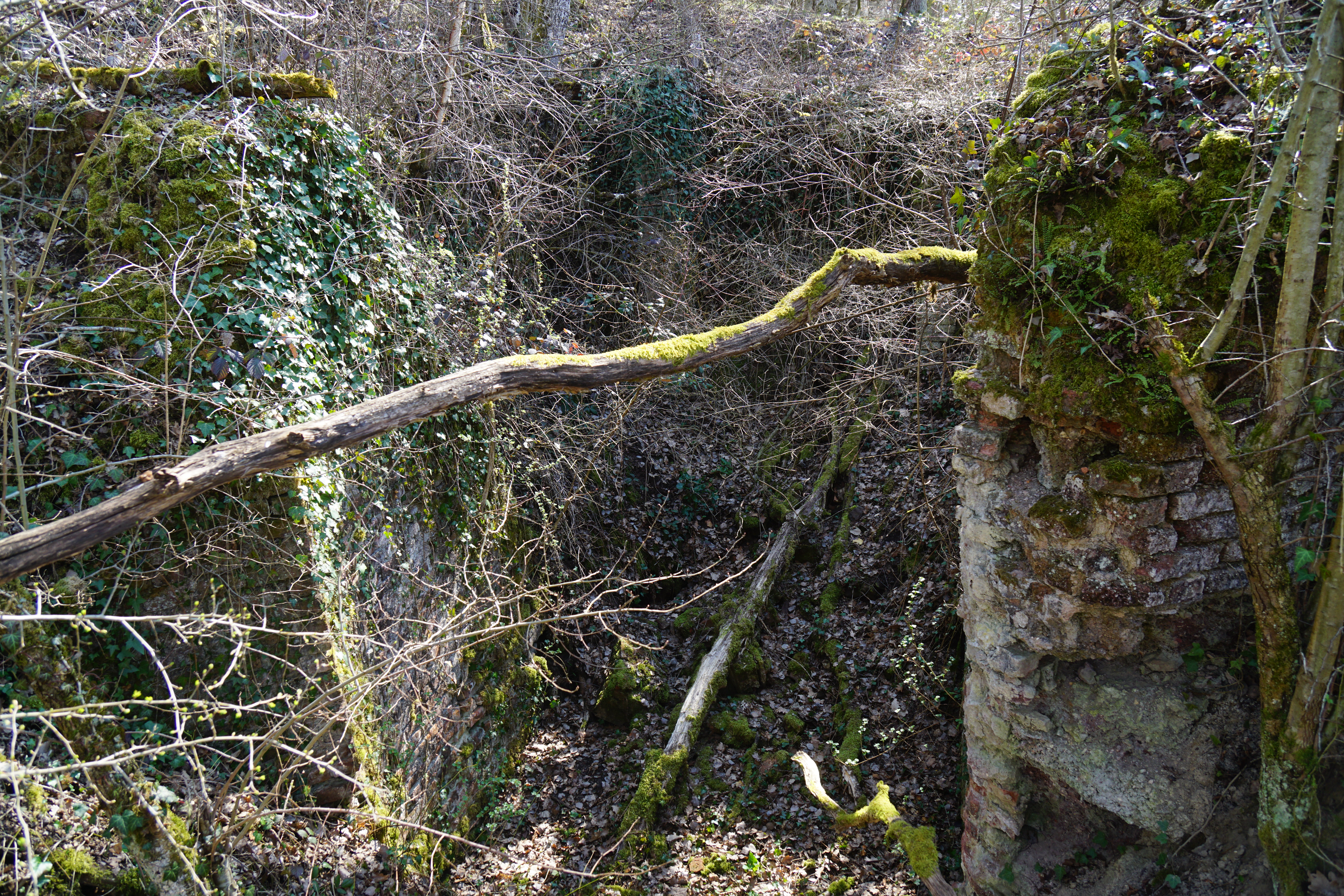
Le puits.
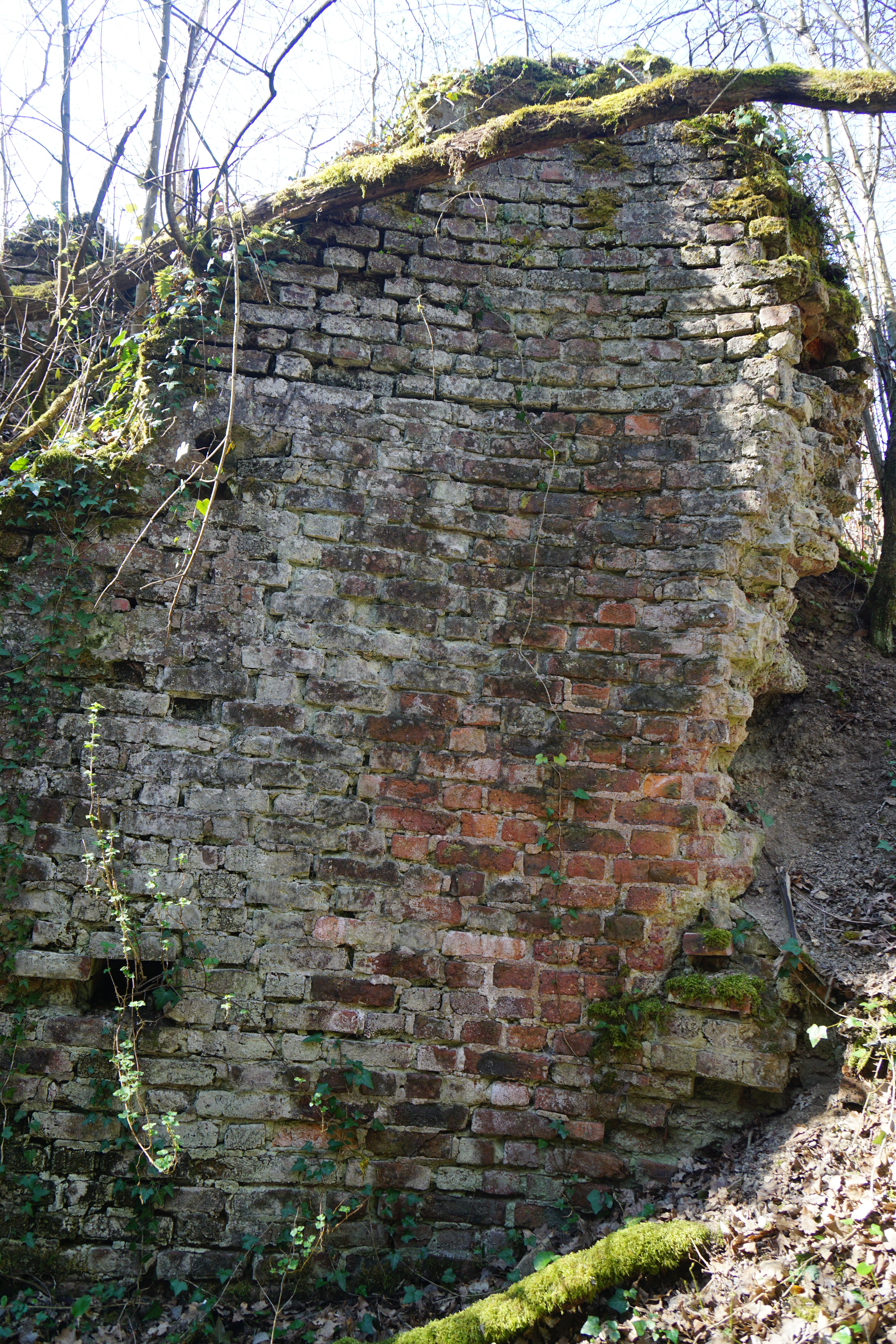
parois du puits.
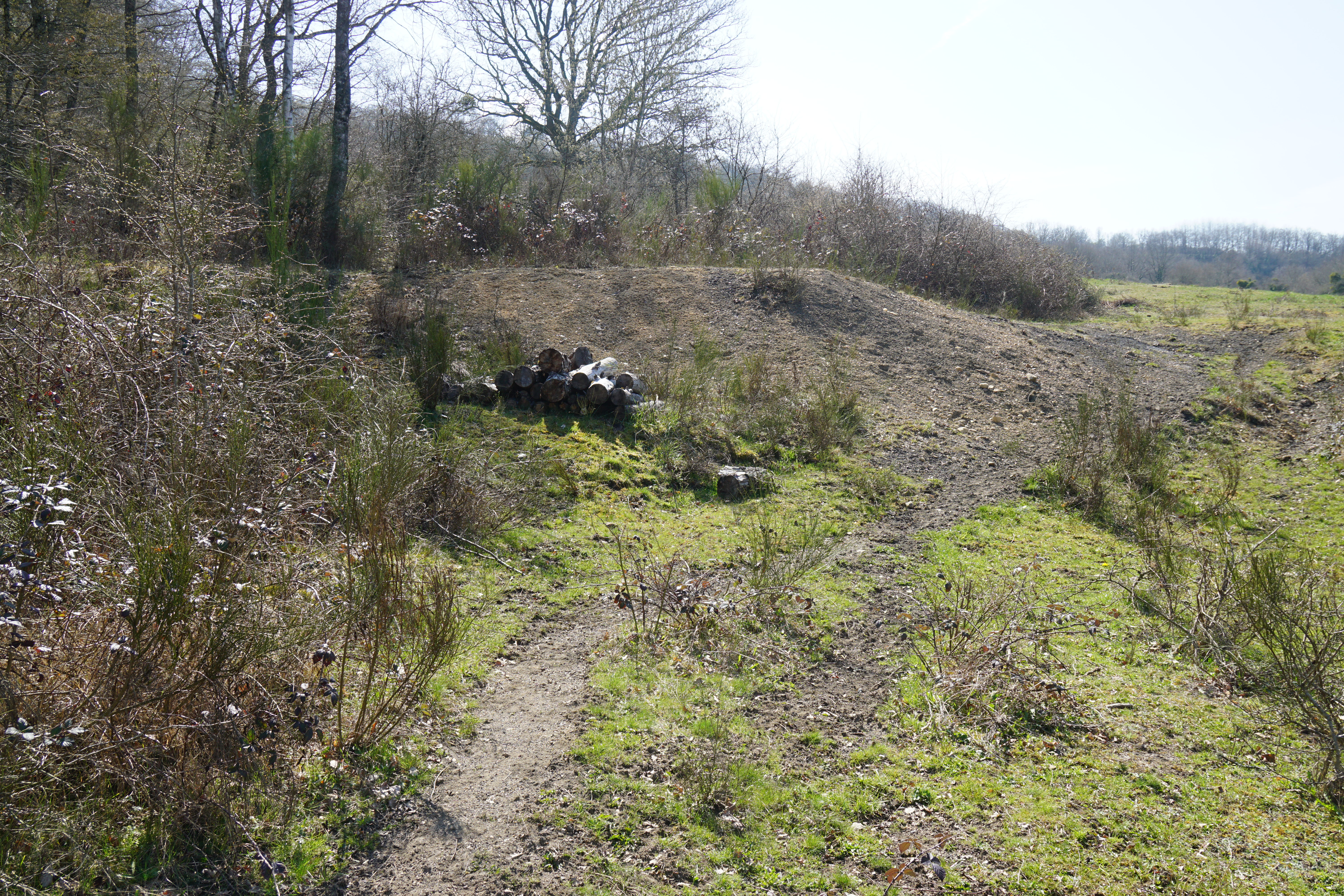
Le terril.

### Puits des Fourneaux
47° 01′ 02″ N, 4° 27′ 32″ E

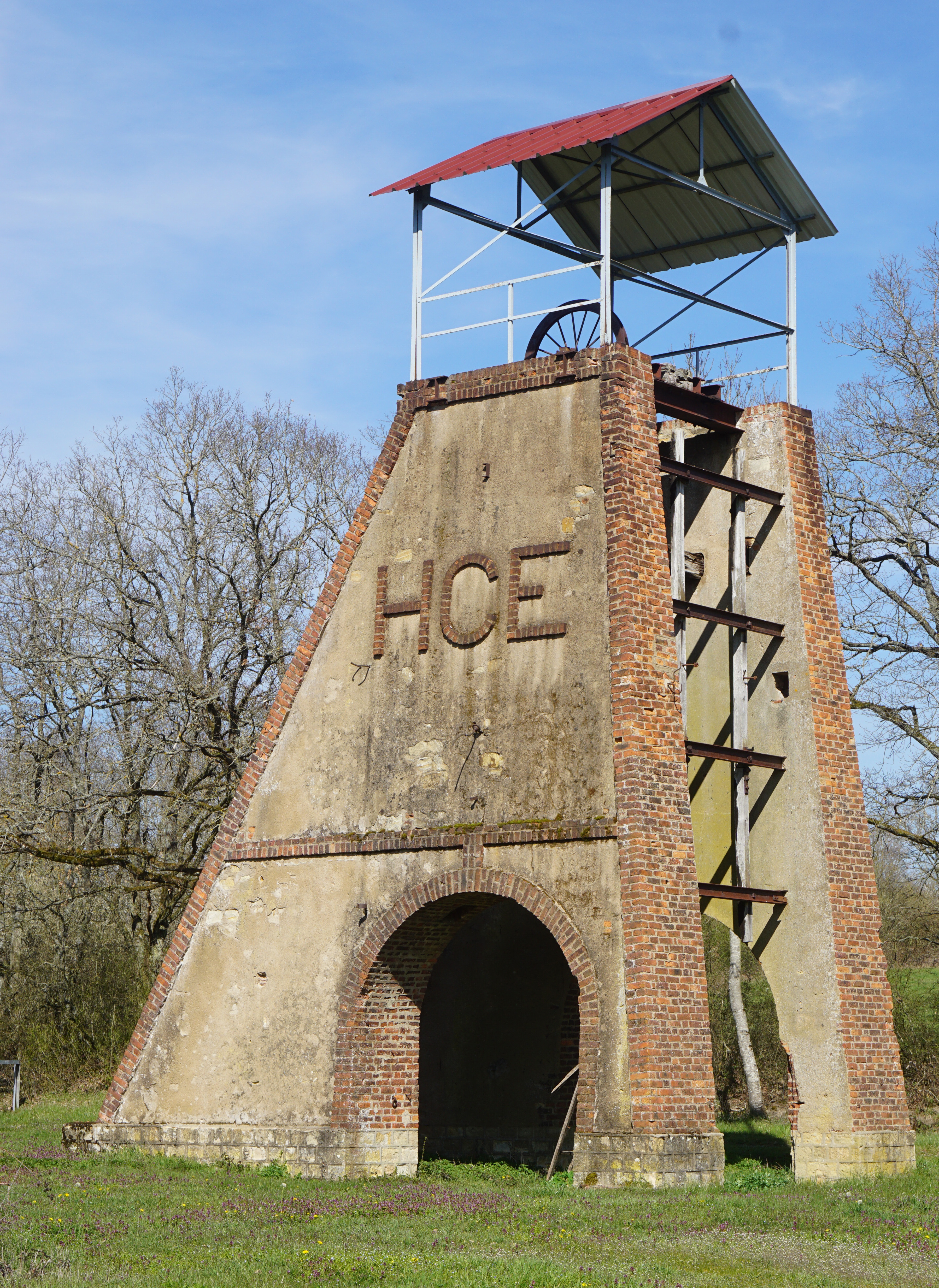
Le chevalement du puits des Fourneaux.

Le puits des Fourneaux est creusé jusqu’à 130 mètres de profondeur par la Société des Houillères du Grand Moloy sur la commune de Saint-Léger-du-Bois. Il entre en exploitation en 1928 puis est racheté par la Société des Houillères et Chemins de fer d'Épinac. La Société Minière des Schistes Bitumeux (SMSB) rachète la mine en 1943 pour alimenter son usine de distillation d'huile de schiste avant de fermer le puits en 1950.

Le puis des Fourneaux en activité.
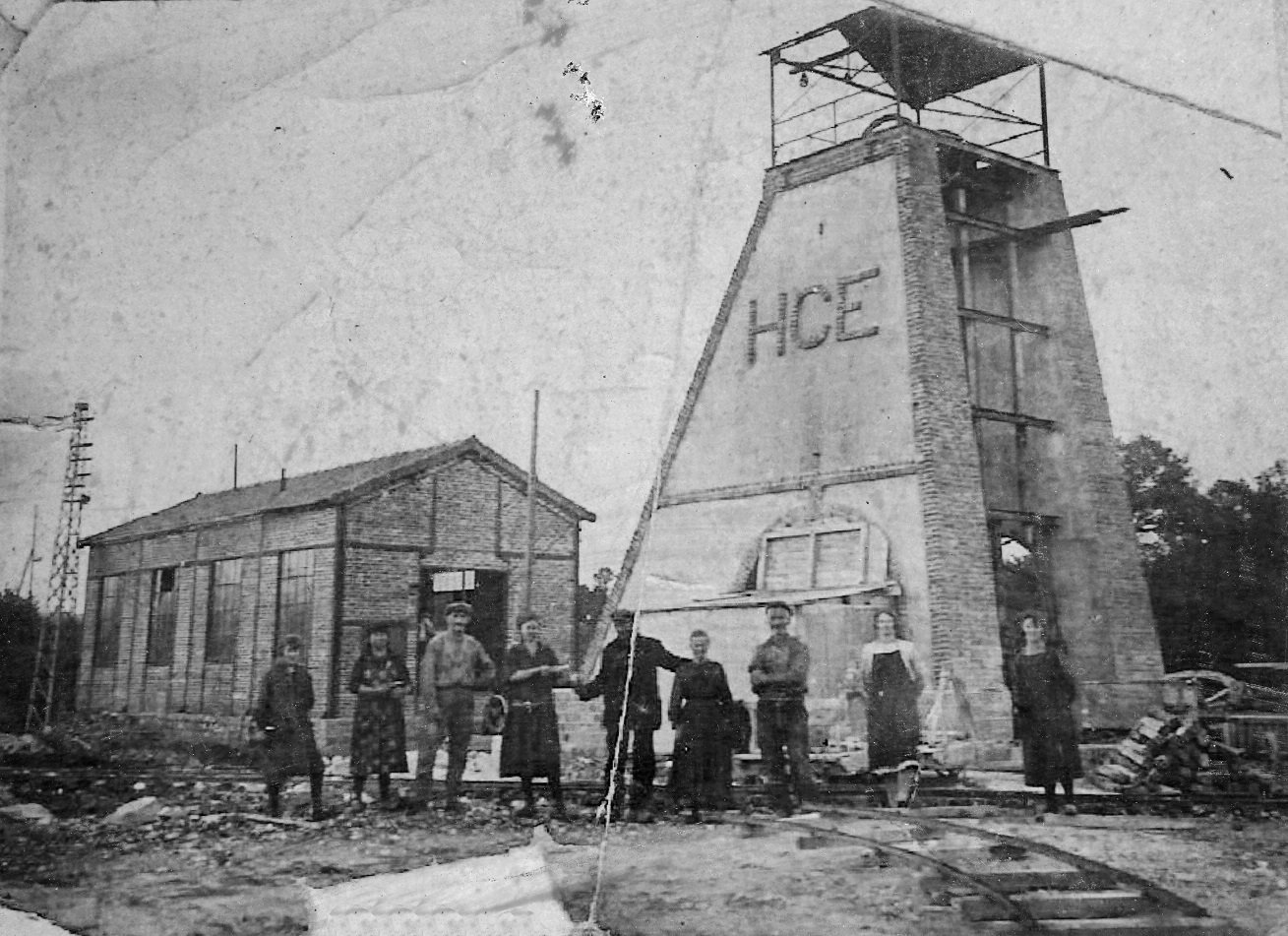
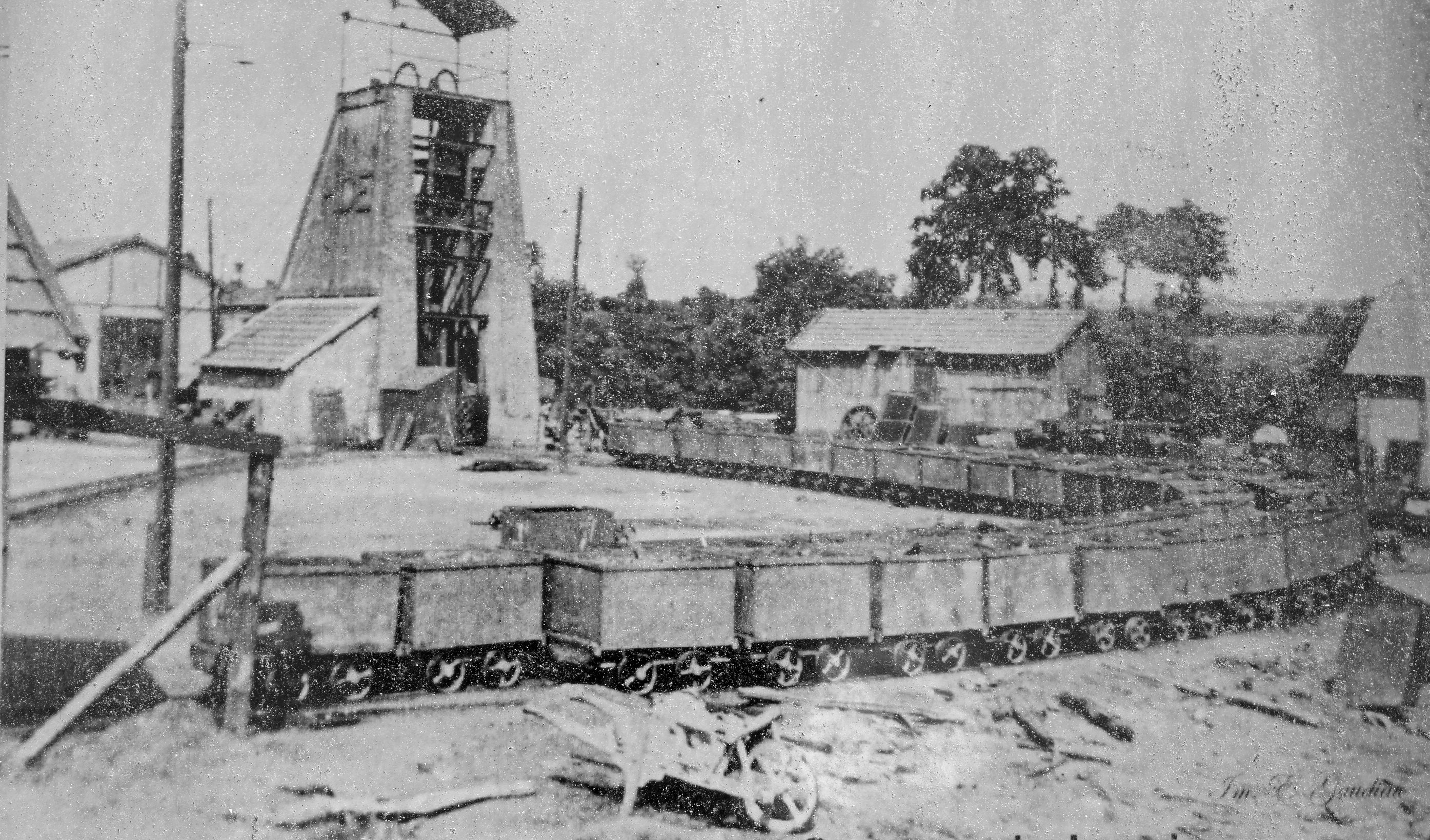
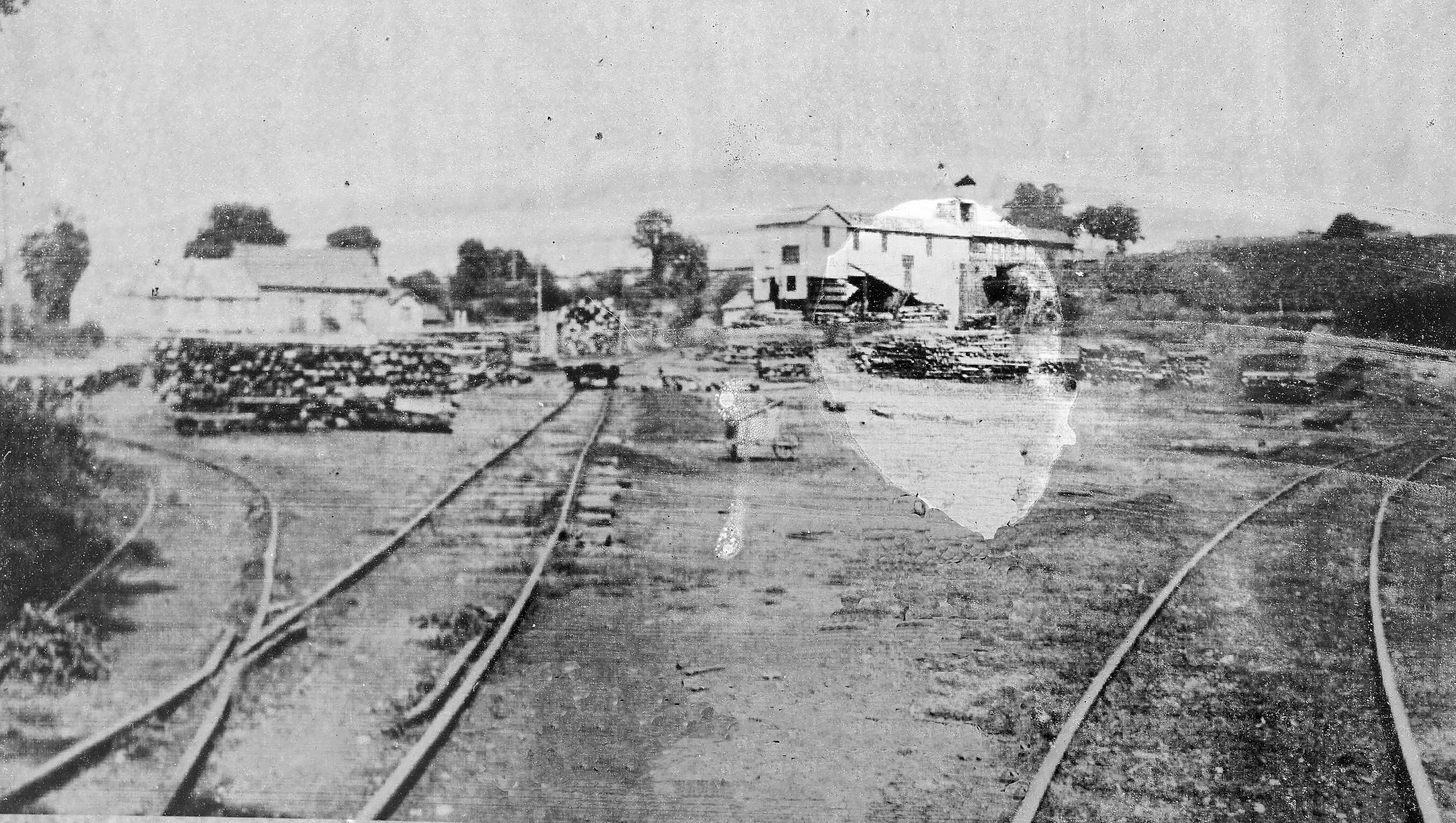

Vestiges du puits des Fourneaux.
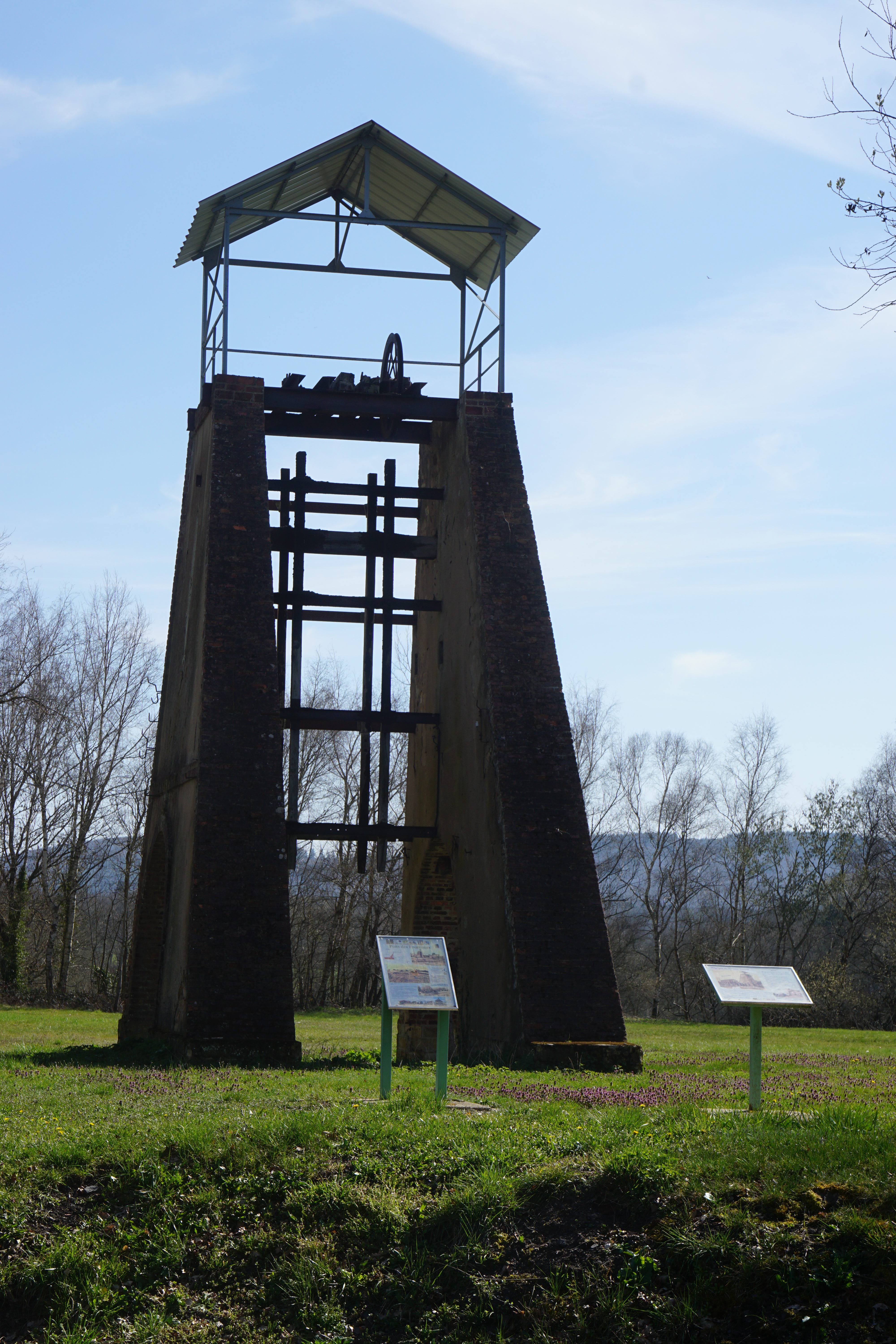
Panneaux explicatifs.
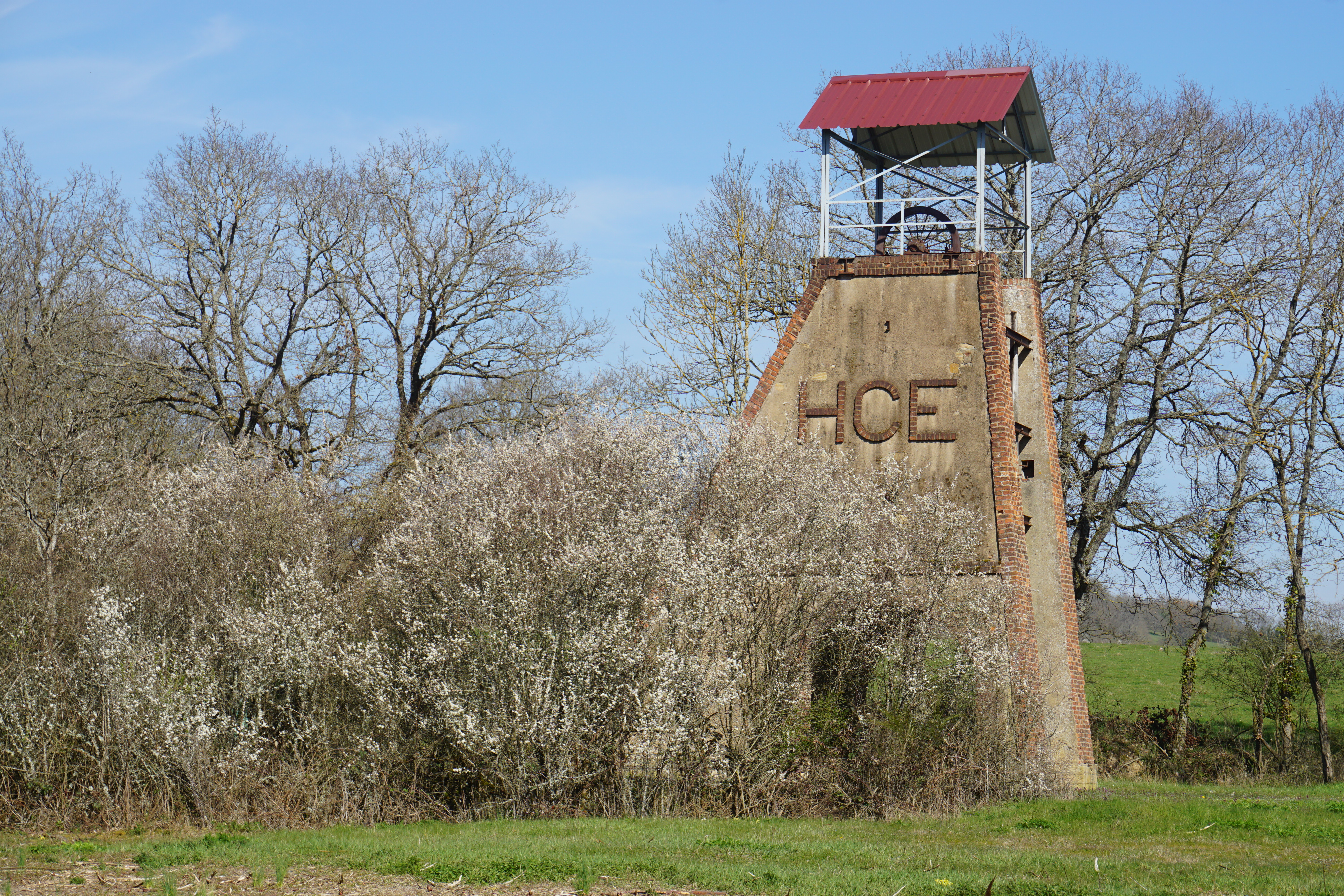
Vue éloignée.
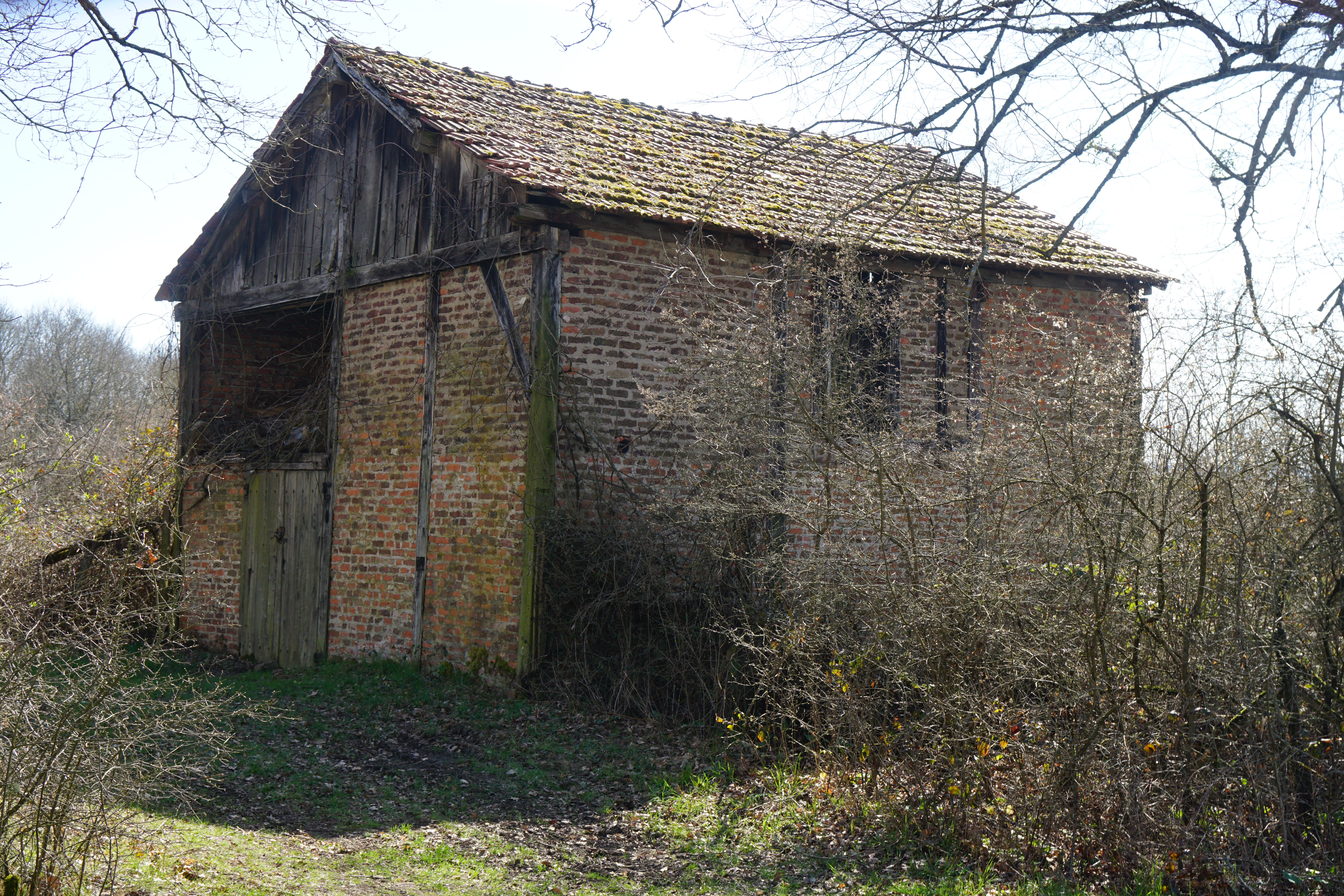
Bâtiment annexe.
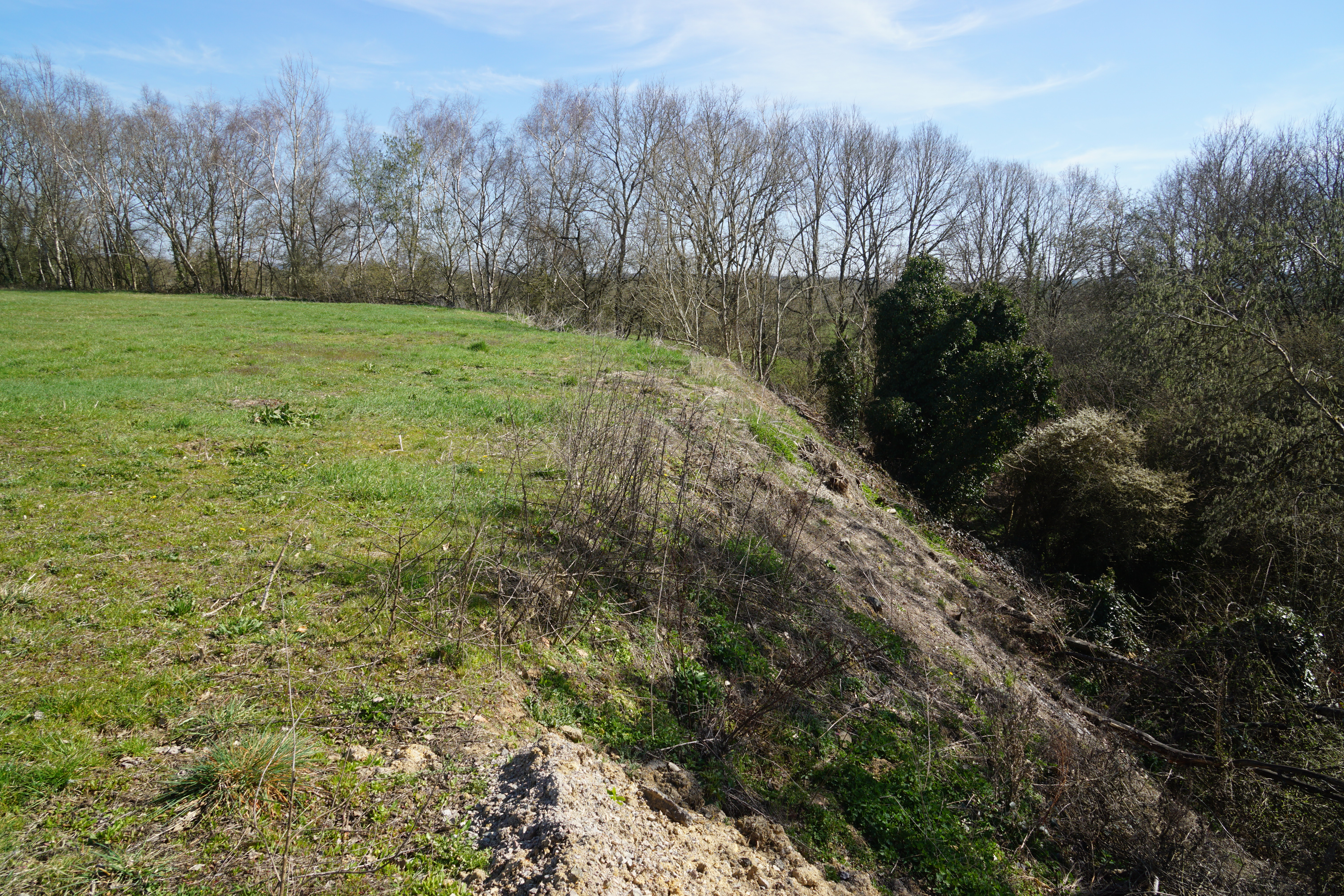
L'extrémité du terril.

### Puits François-Mathieu
Le puits coupe la houille à 700 mètres de profondeur dans une zone alors inexploitée du bassin, sans perturbations géologiques.

Le terril du puits François-Mathieu.
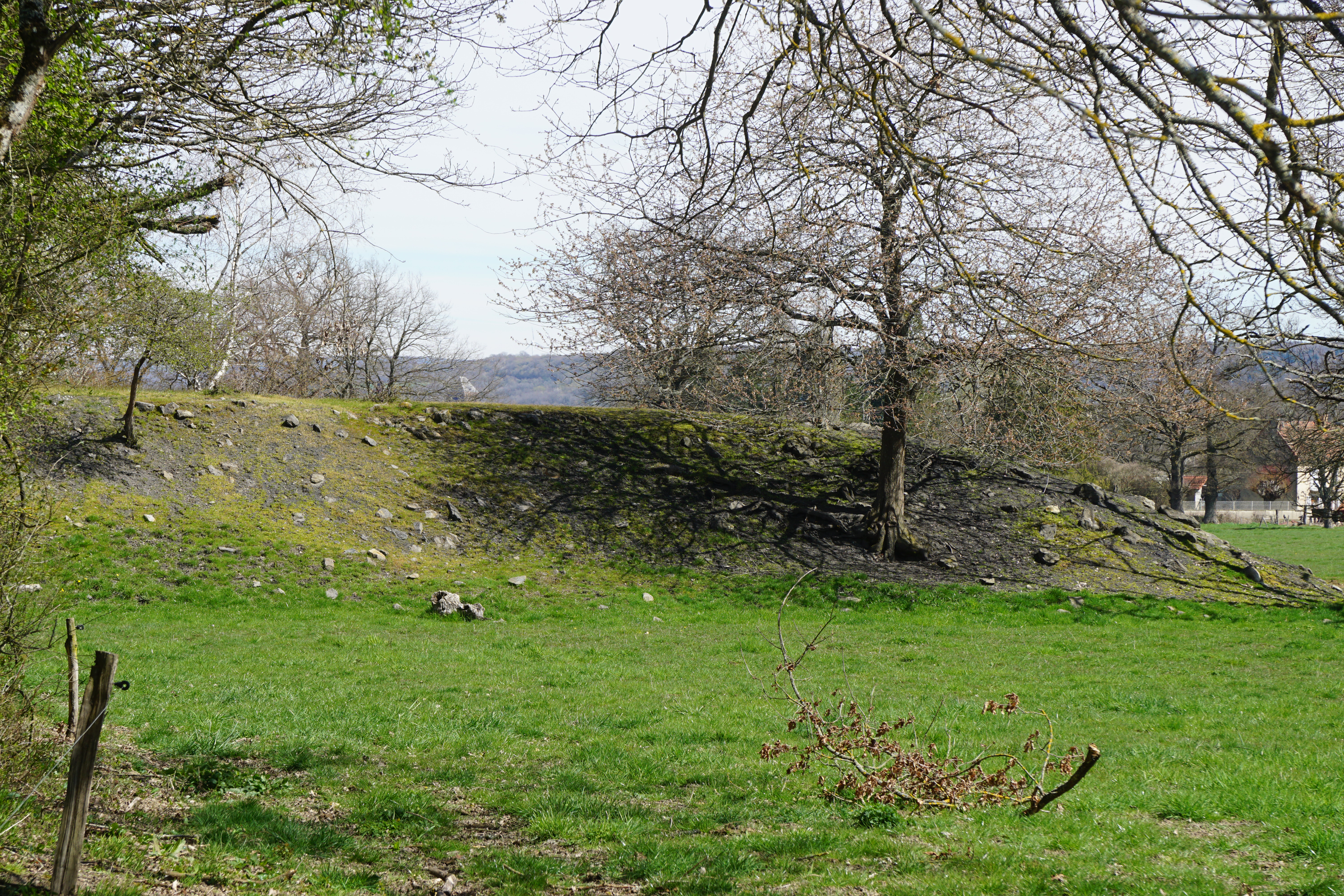
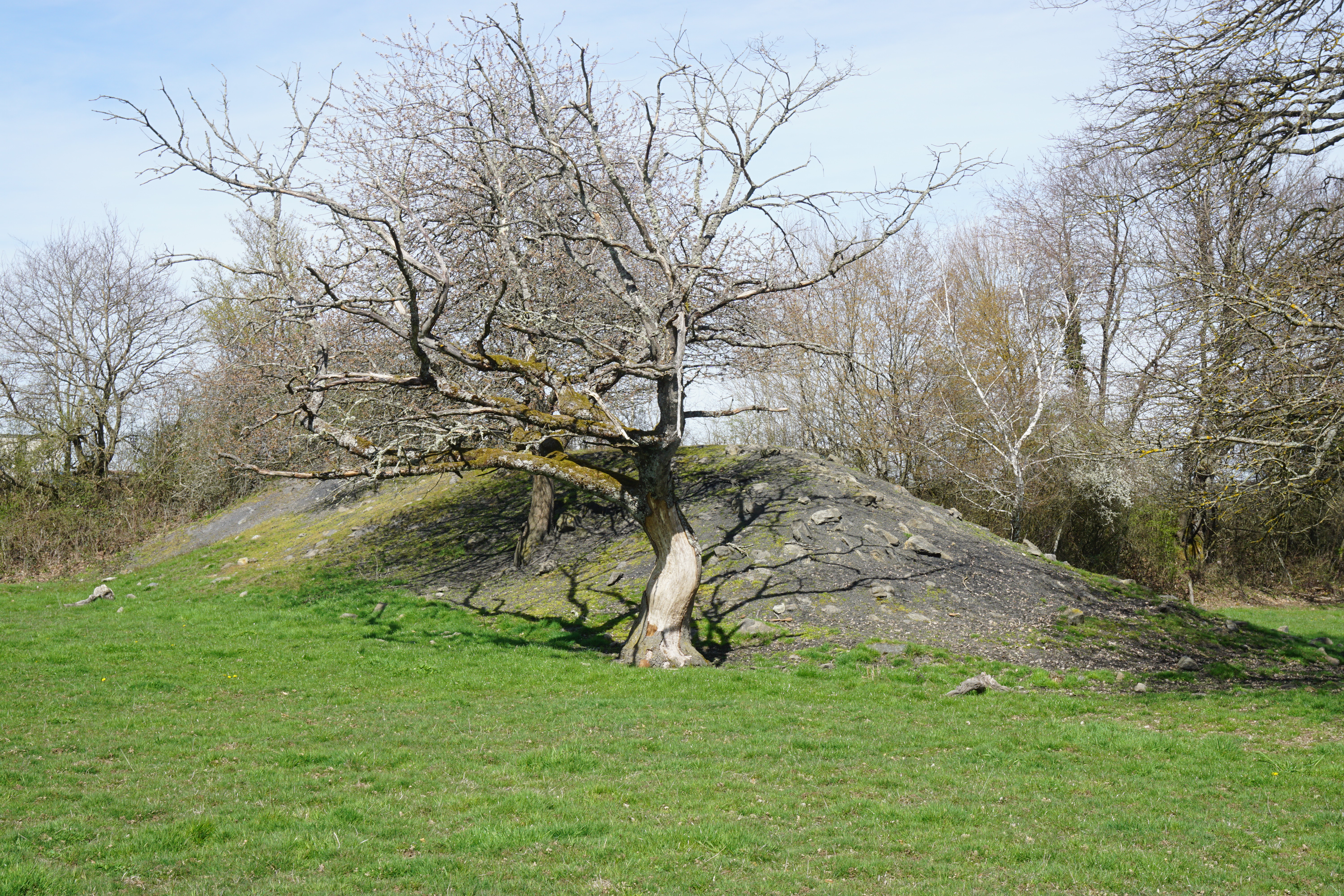
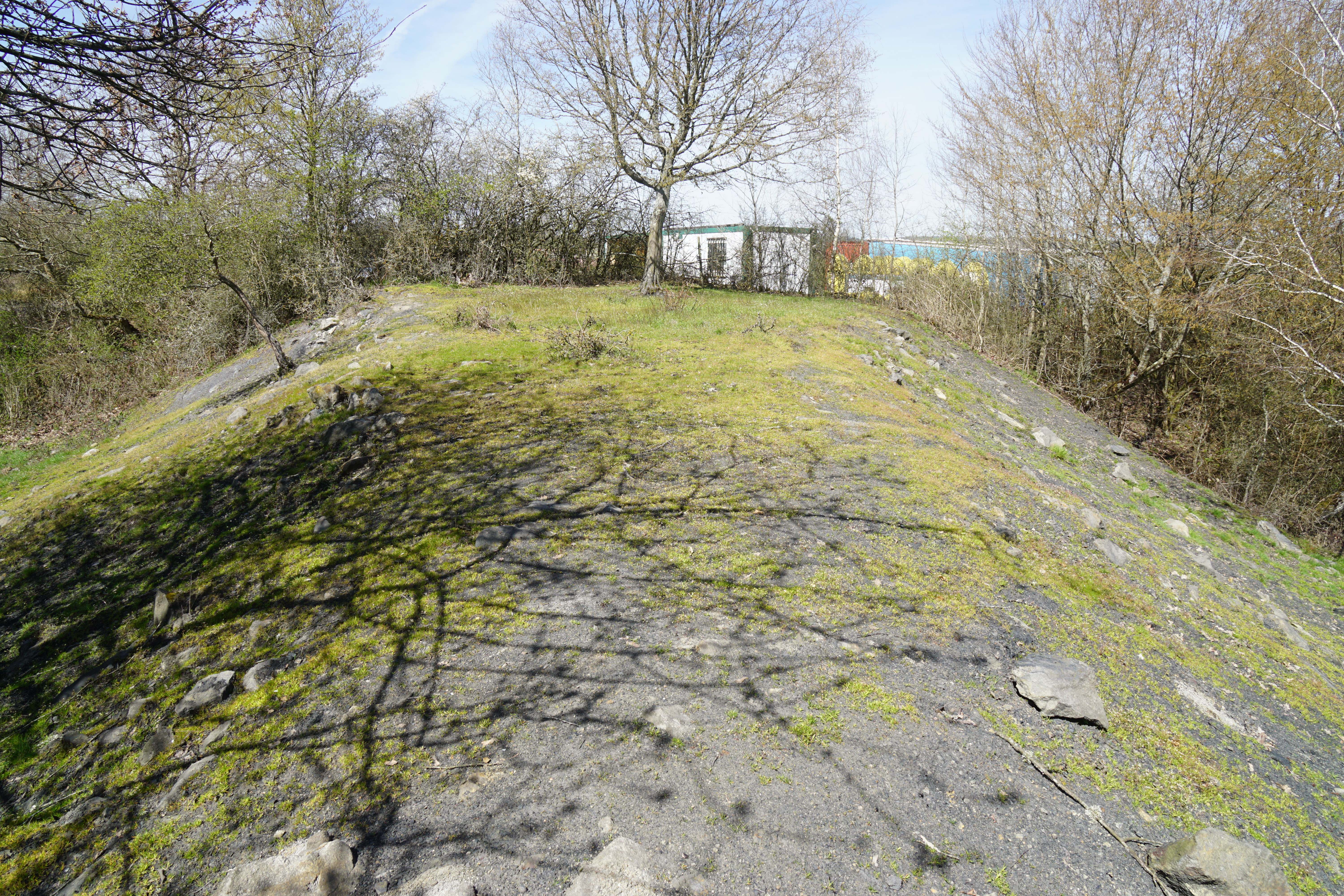

### Puits de Marvelay

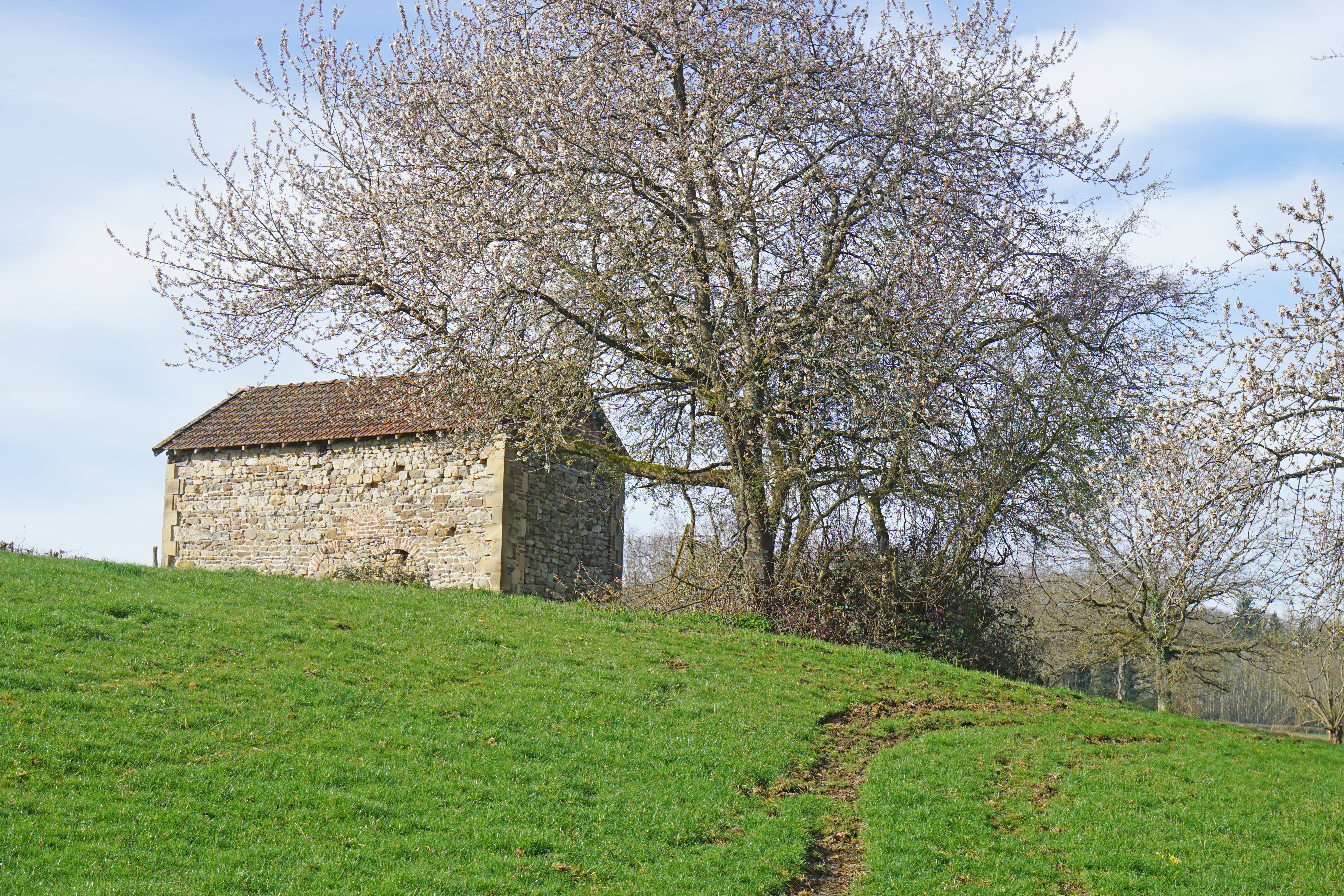
Le puits Marveley.
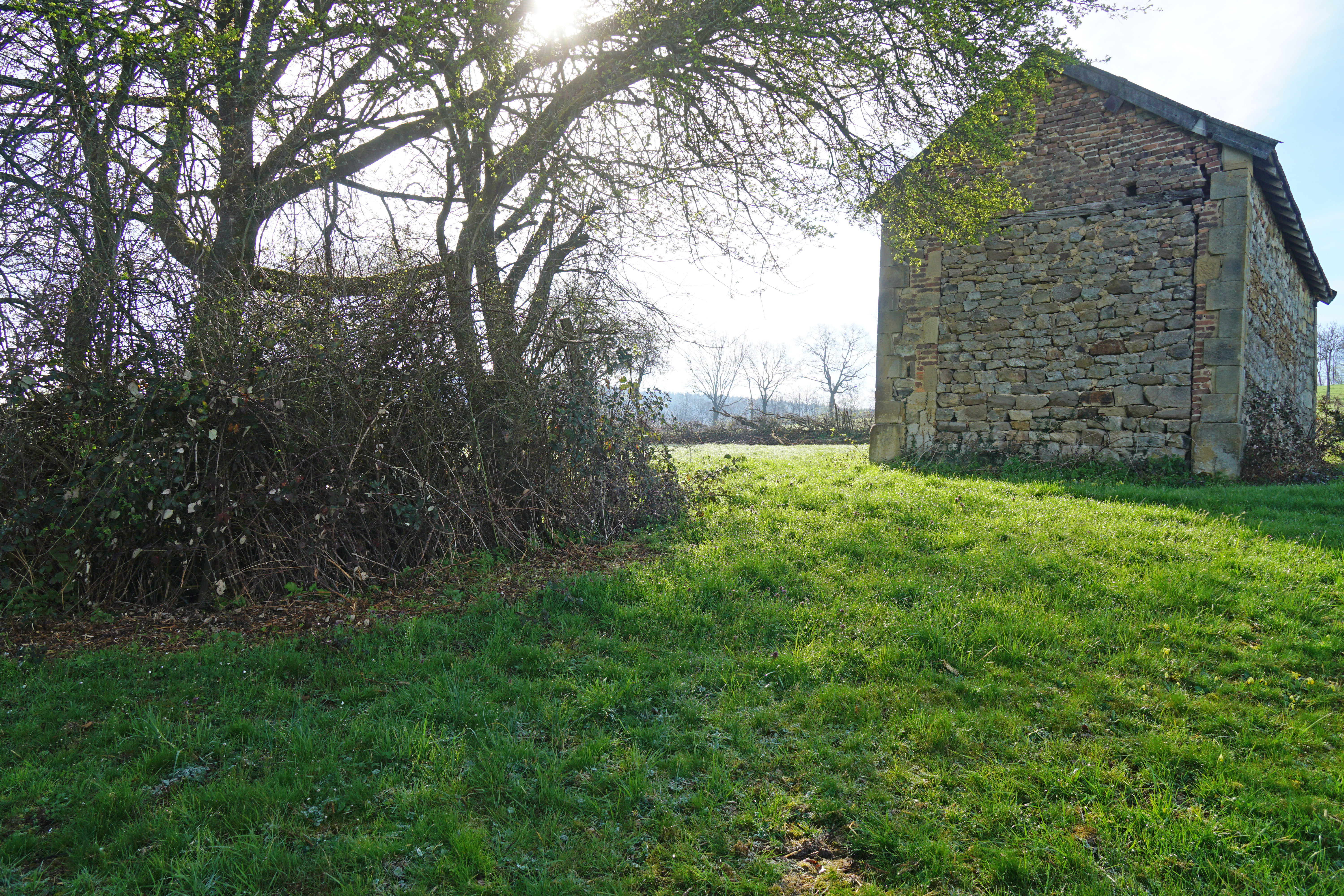
Vue raprochée.
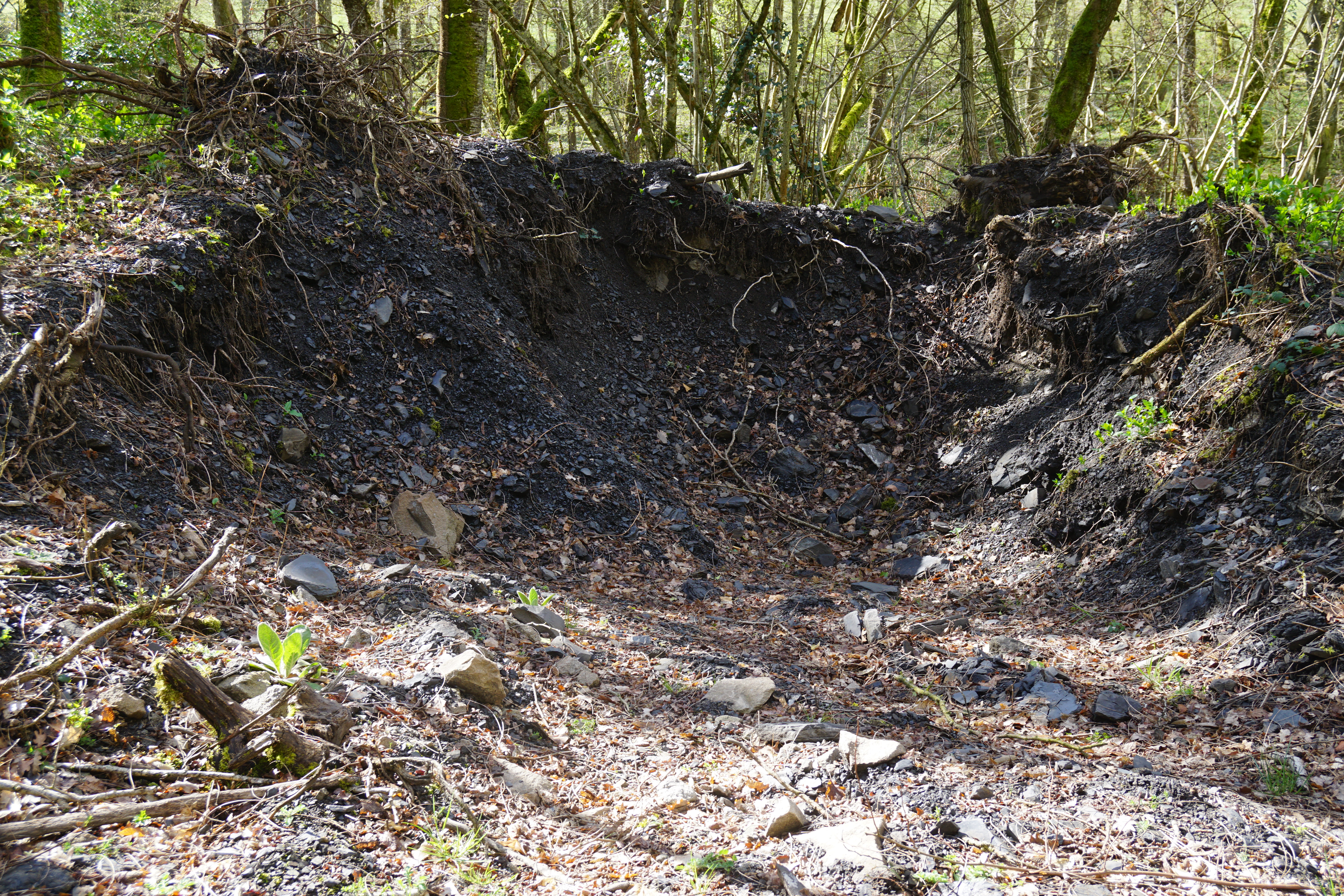
Schiste de Creusefond.

### Puits Caullet
Le puits coupe la couche de houille à 220 mètres de profondeur dans une zone restée inexplorée du bassin minier, sans perturbations géologiques.

### Puits Mallet
46° 58′ 01″ N, 4° 29′ 07″ E
Le puits se situe sur la commune d’Épinac, à la lisière méridionale du bassin vers le ruisseau de la Drée. Profond de 70 mètres, il rencontrera la première couche de houille à 14 mètres de profondeur.

Vestiges du puits Mallet.
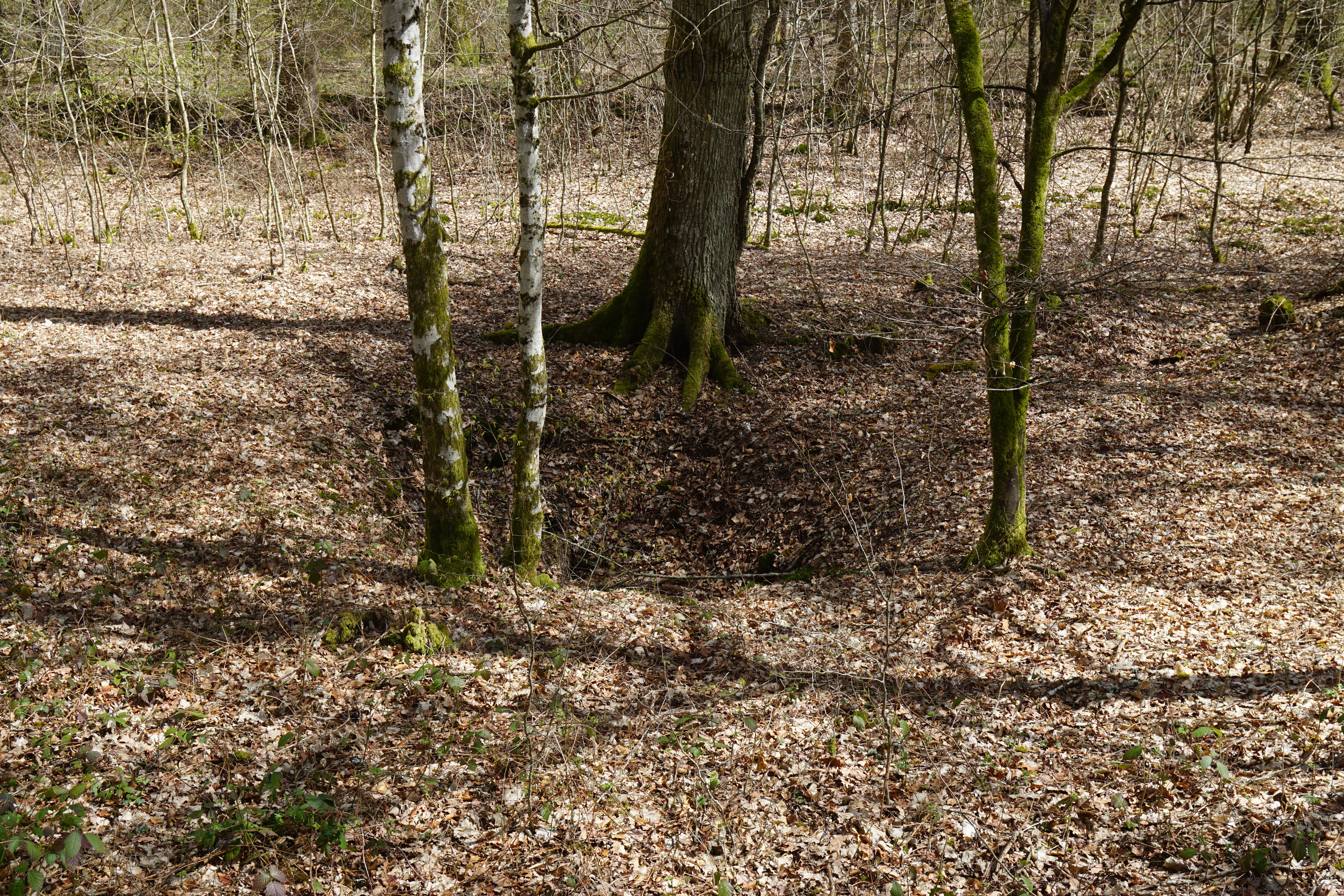
L’entonnoir formé par le puits.
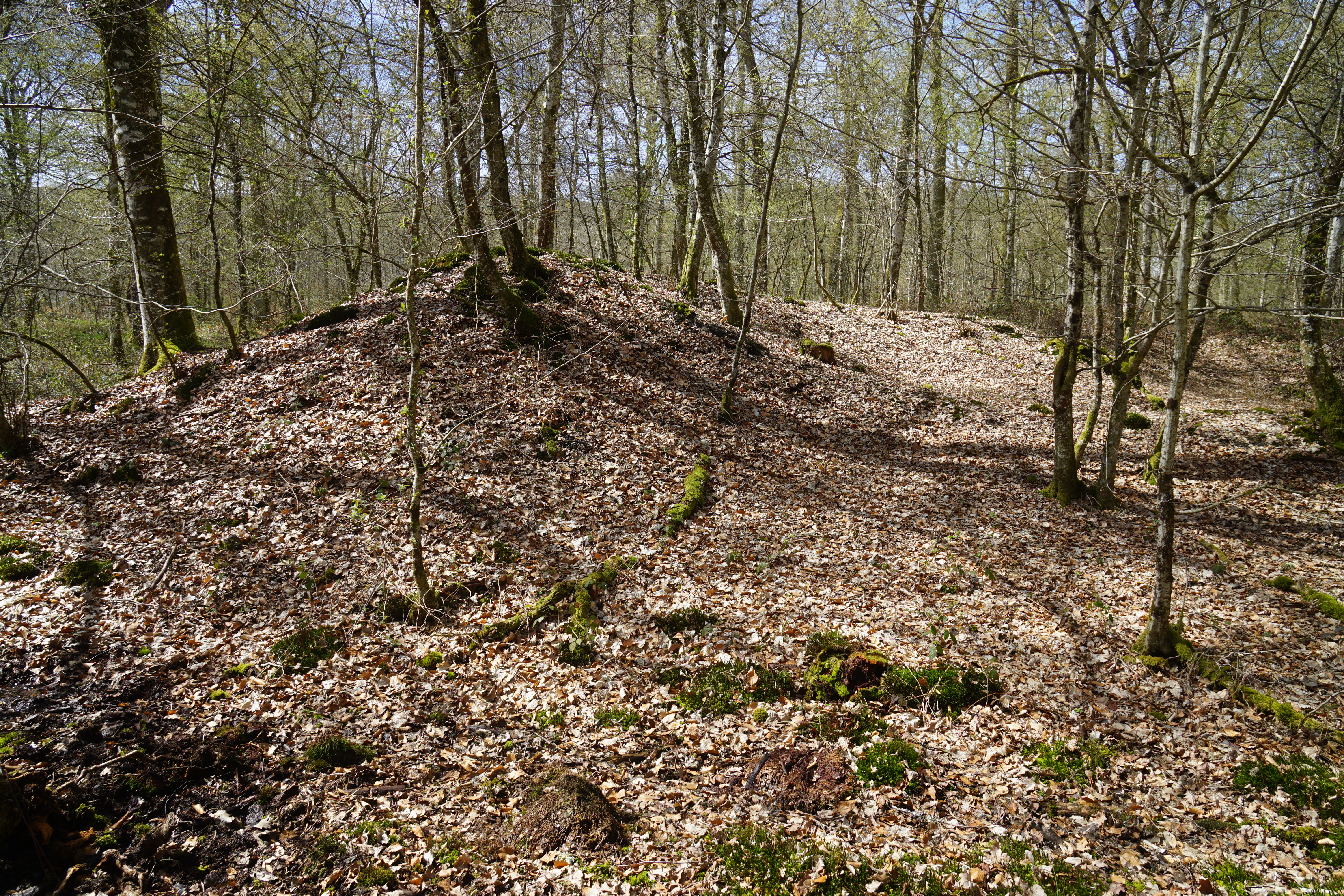
Le terril.
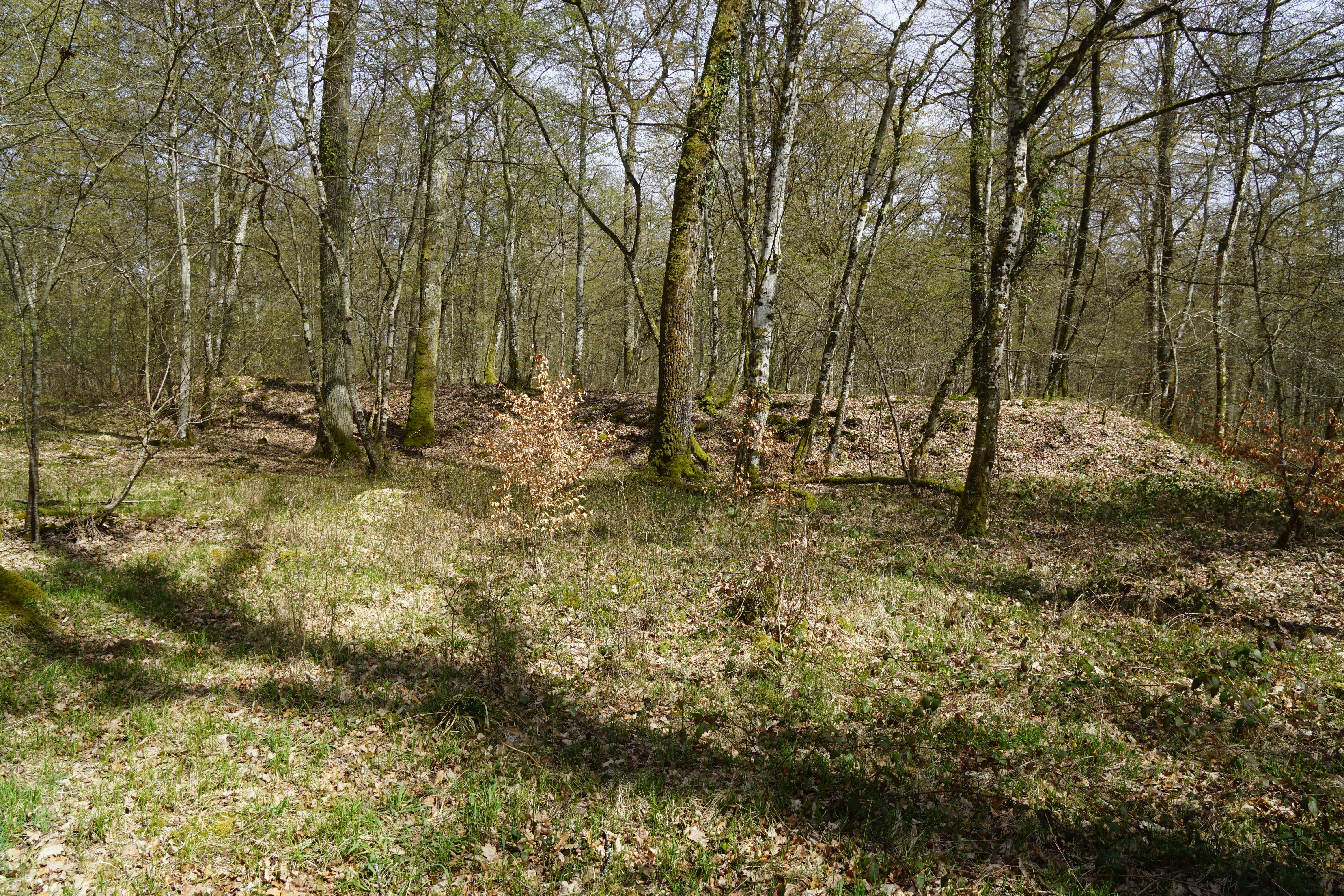
Vue éloignée du terril.

### Descenderie Saïd

Vestiges de la descenderie Saïd.
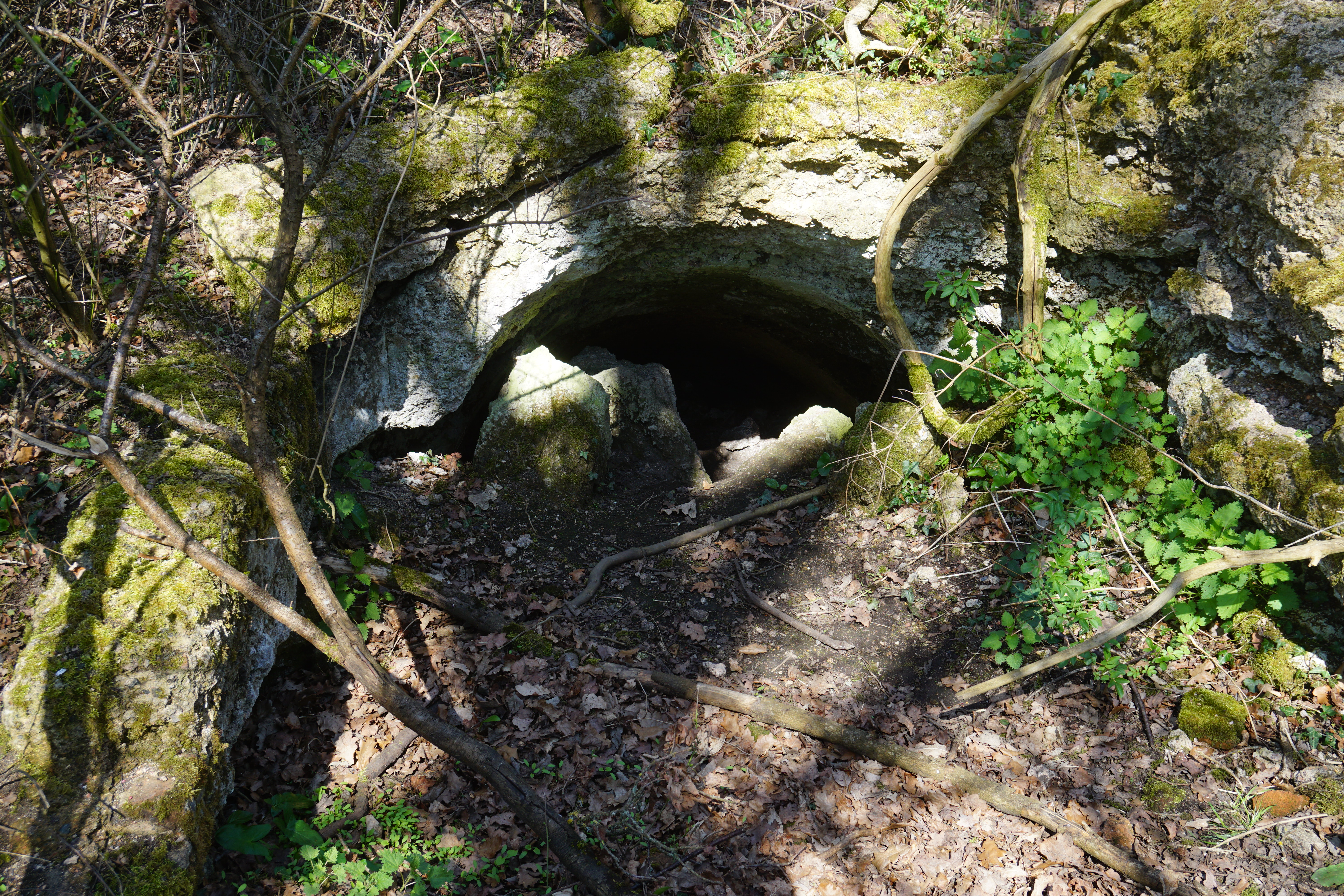
Entrée de la descenderie.
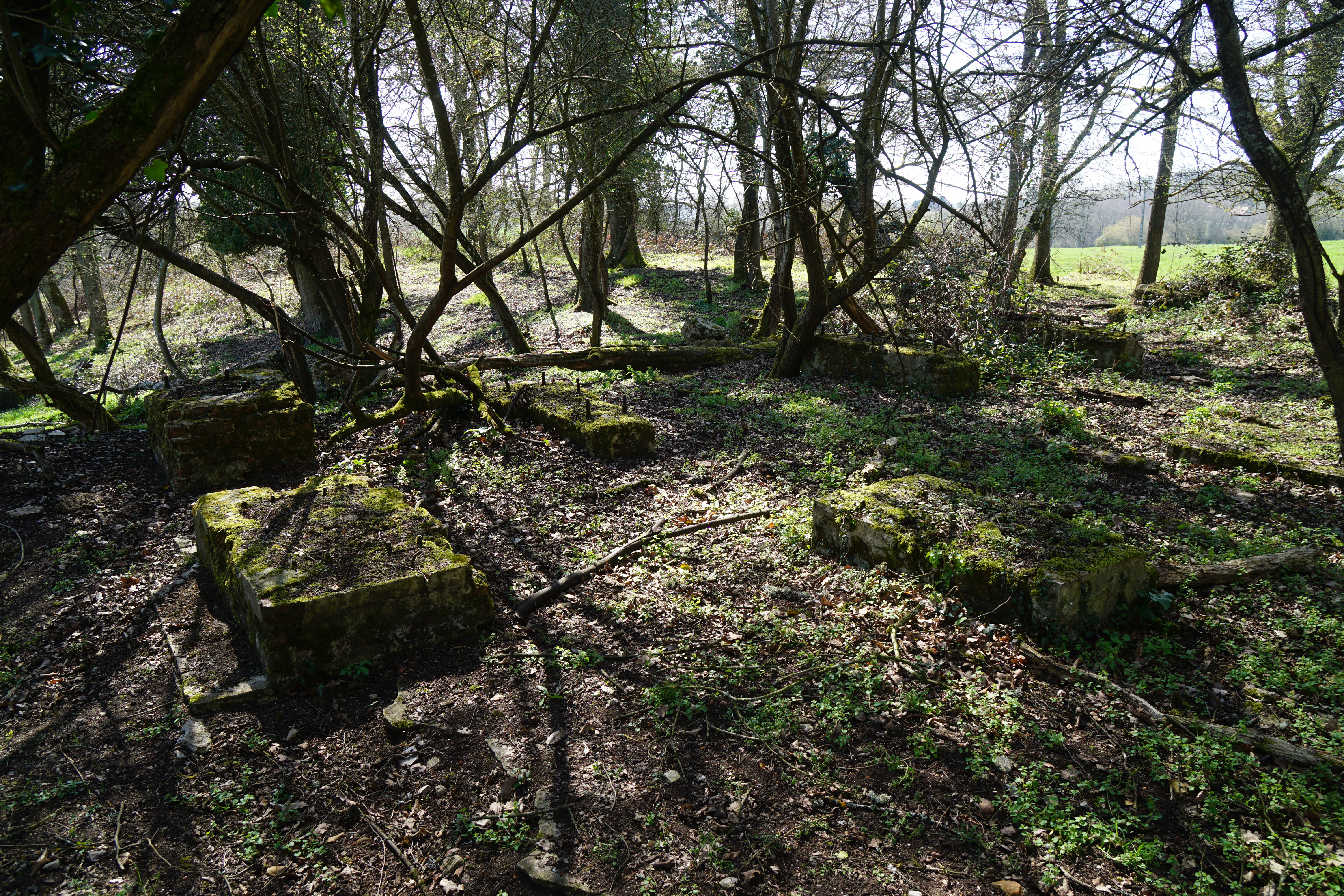
Ruines.
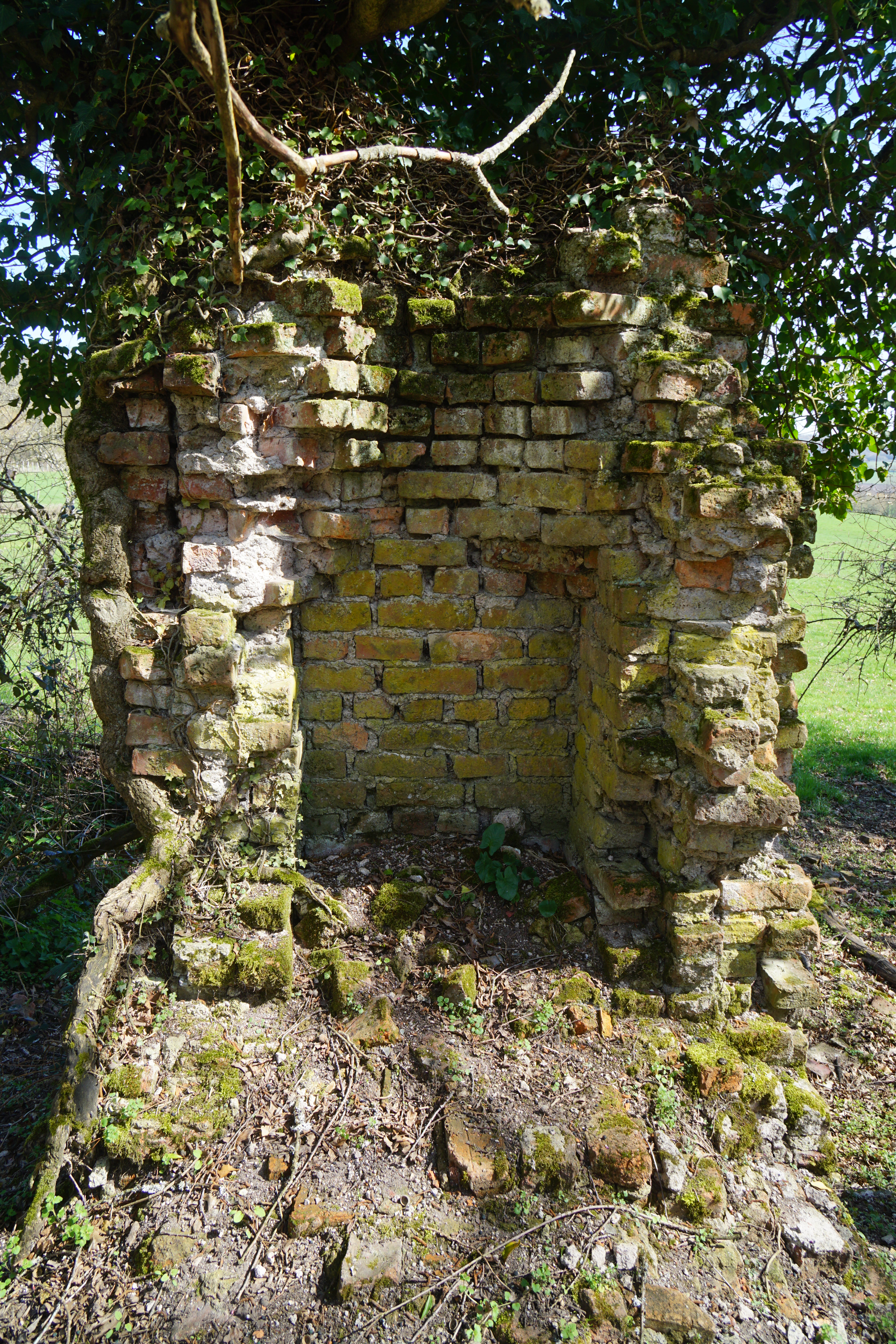
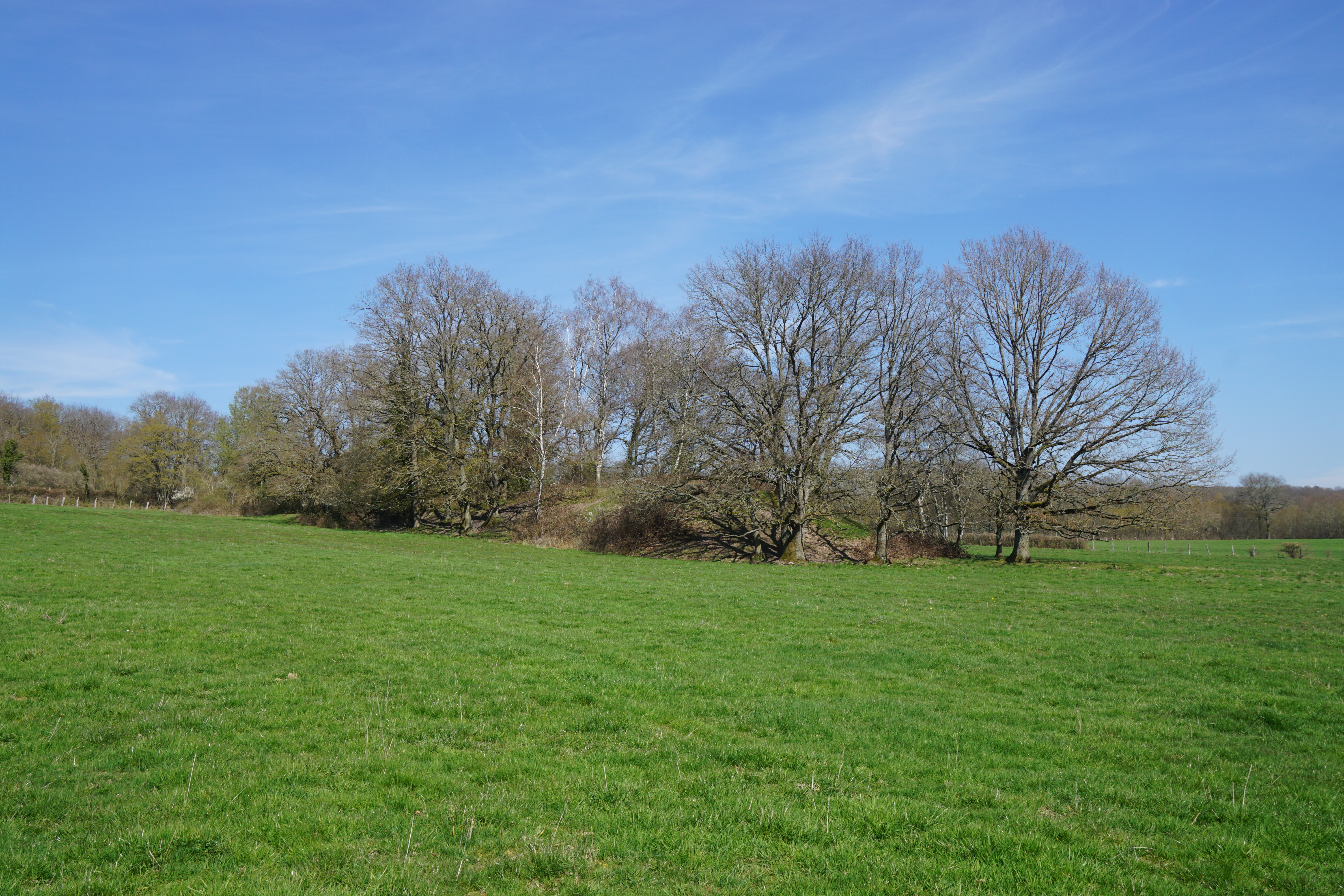
Le terril.
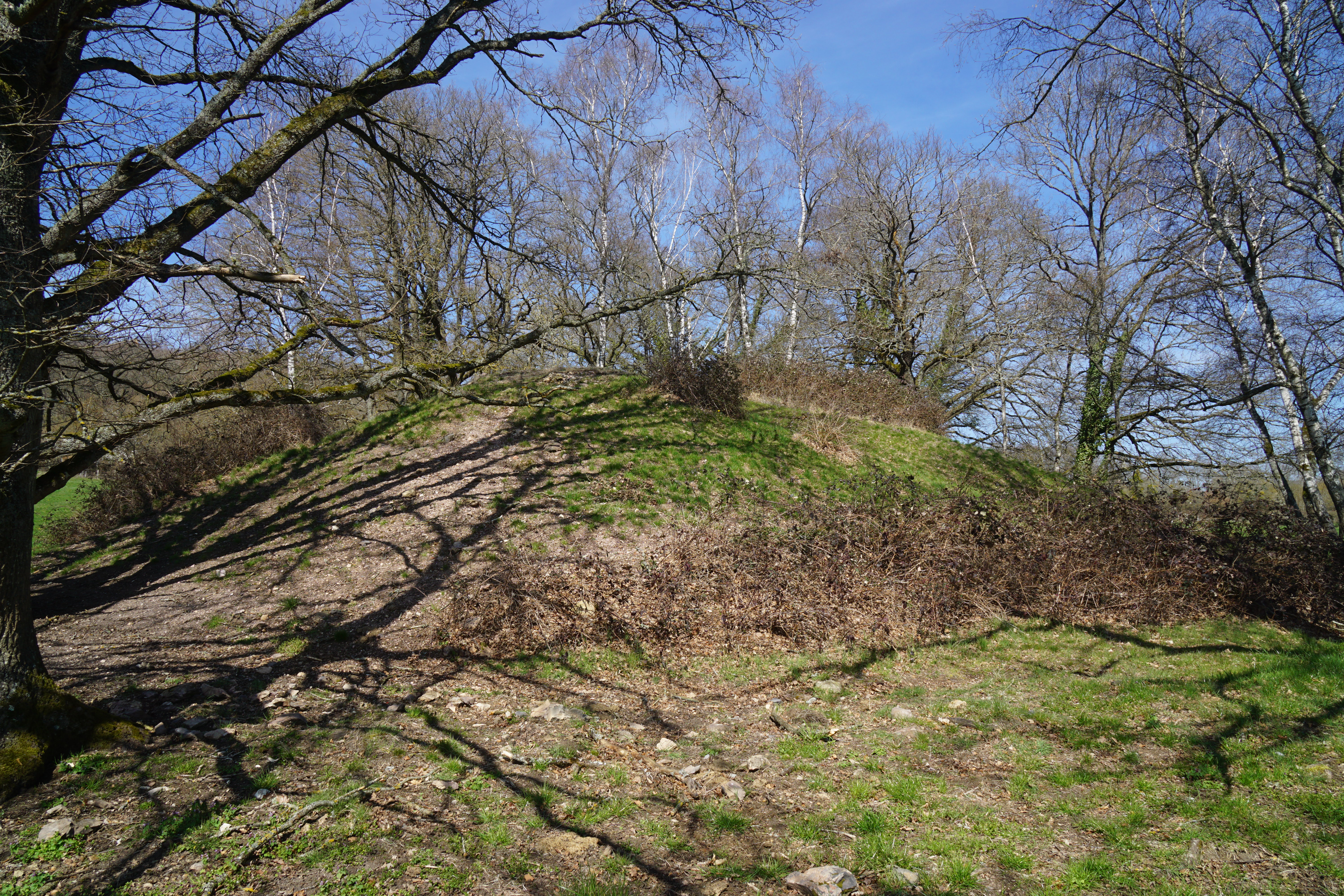

### Descenderie Bathiard (site de Veuvrottes)
La descenderie Bathiard, située au hameau de Veuvrottes, est le dernier siège d'extraction en activité dans le bassin minier d'Épinac ; il ferme le 28 février 1966.

La descenderie Bathiard en activité.
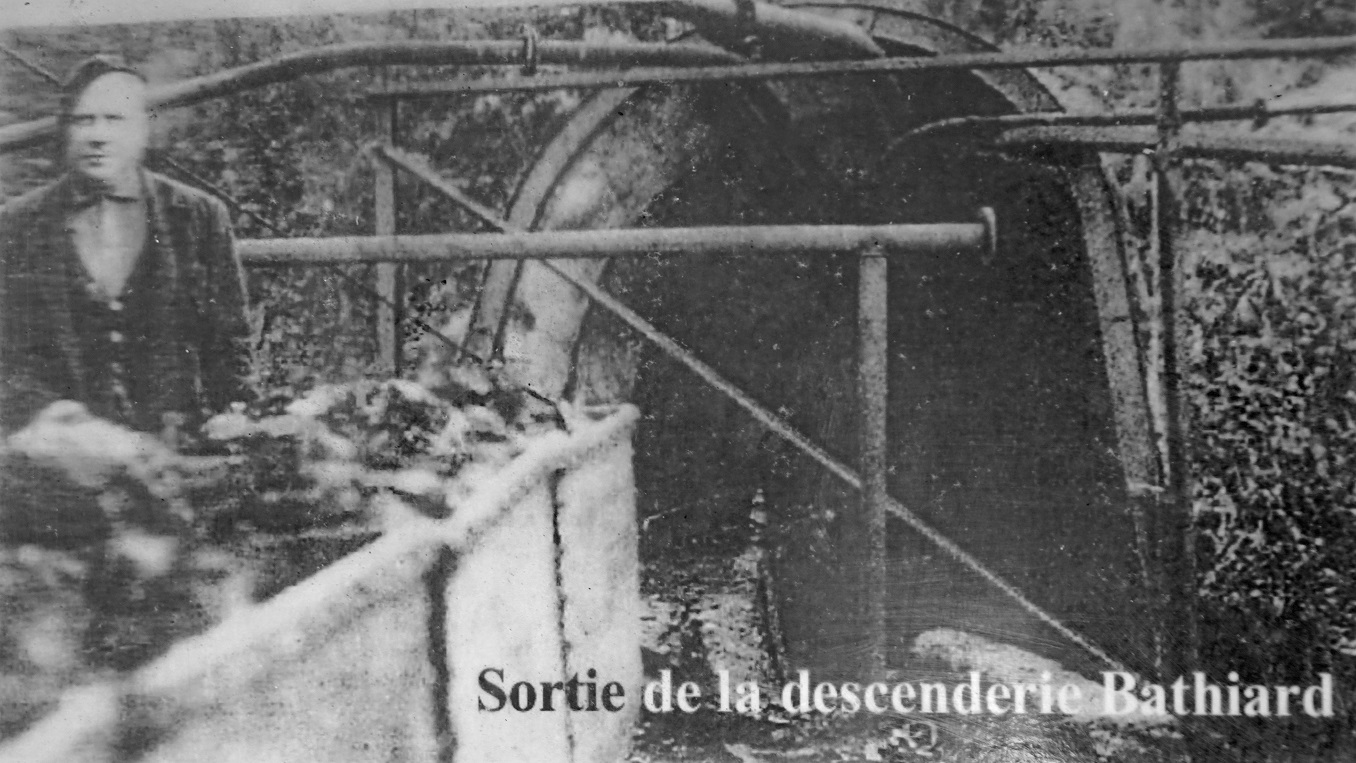
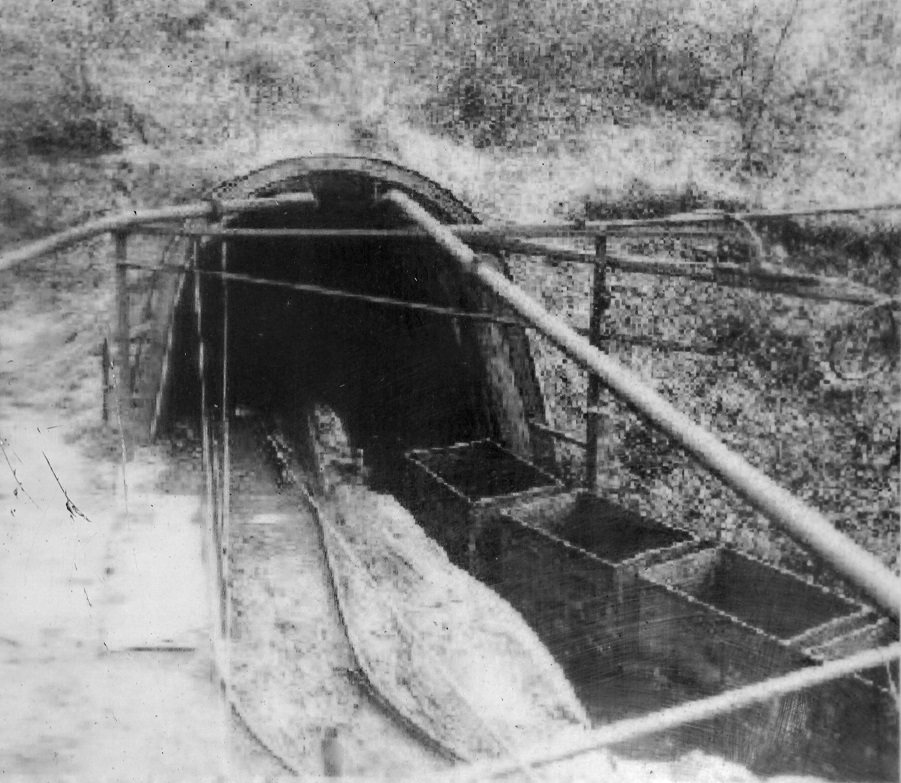
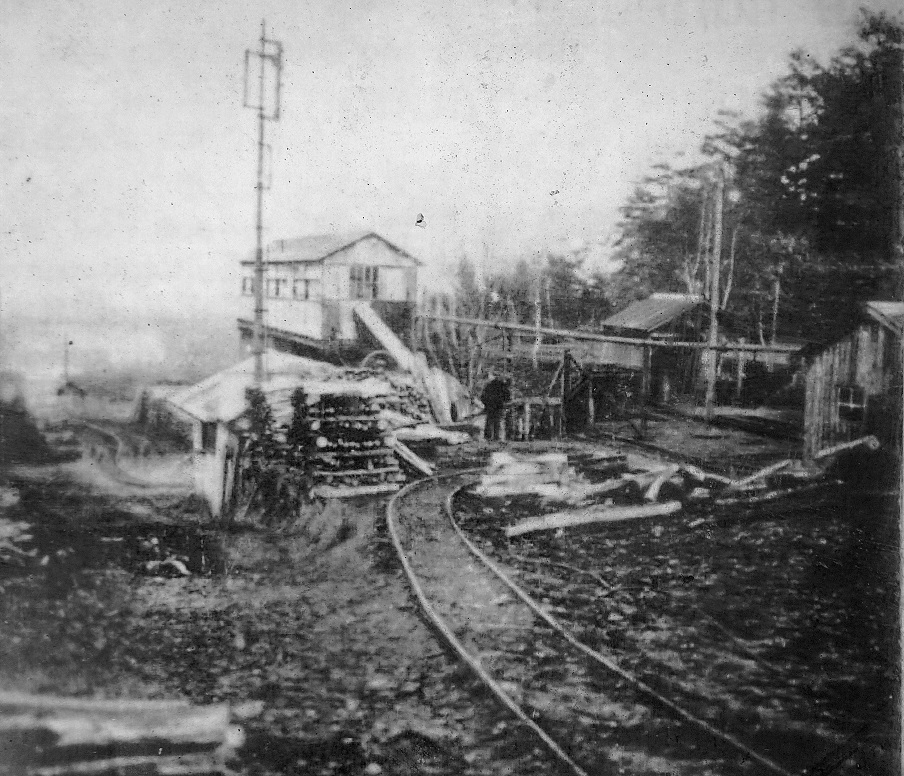

Vestiges de la descenderie Bathiard.
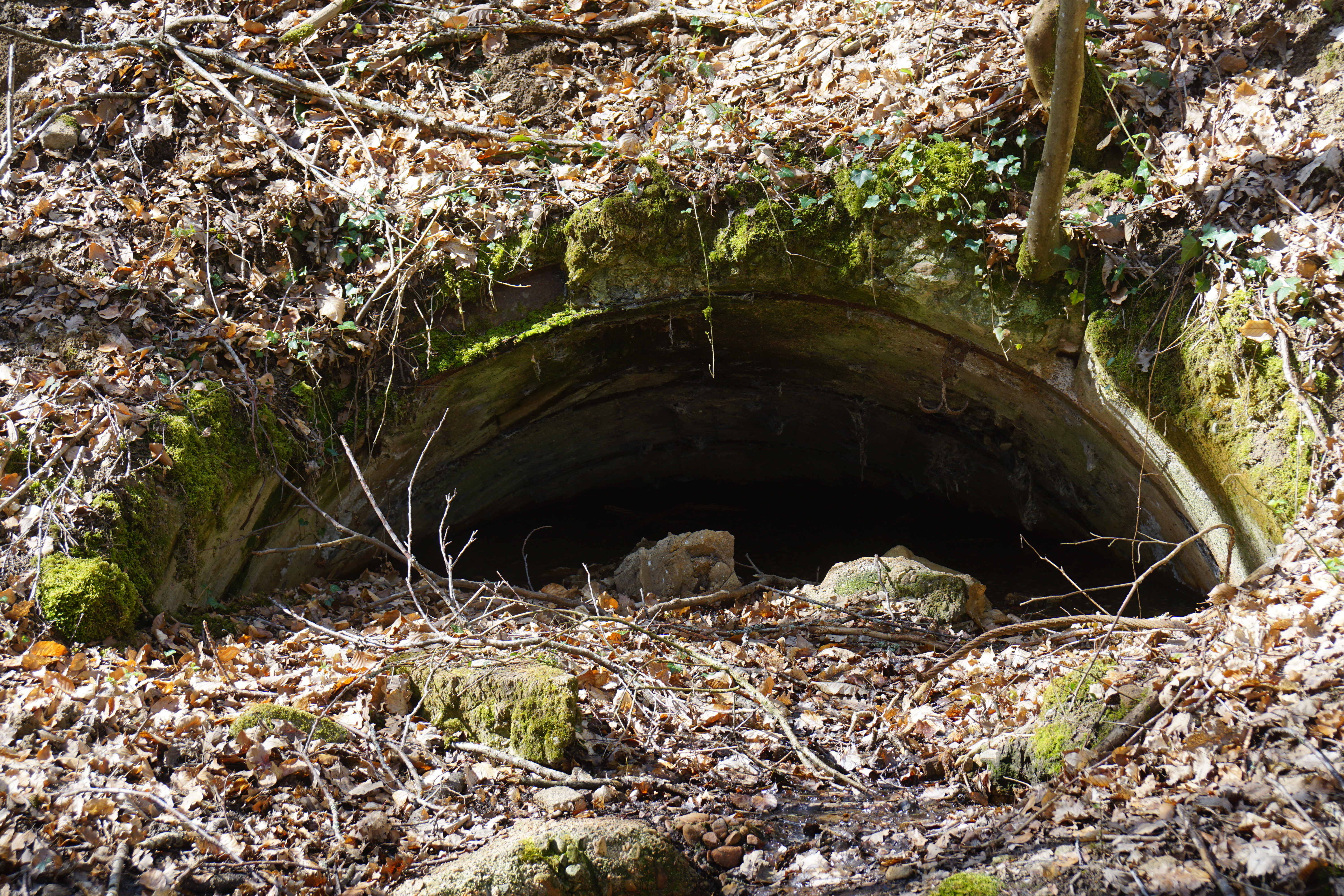
Entrée de la descenderie.
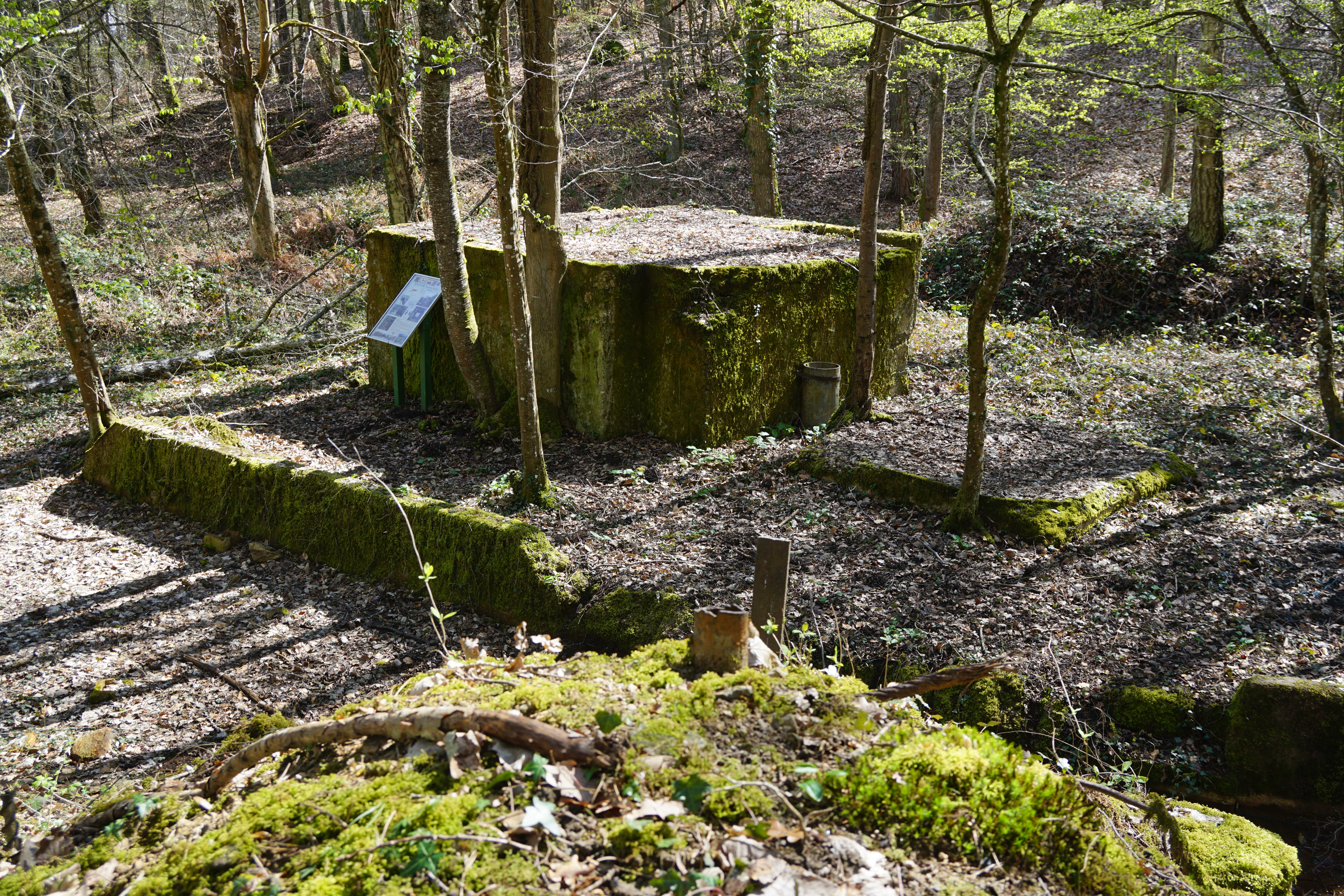
Bâtiment du treuil.
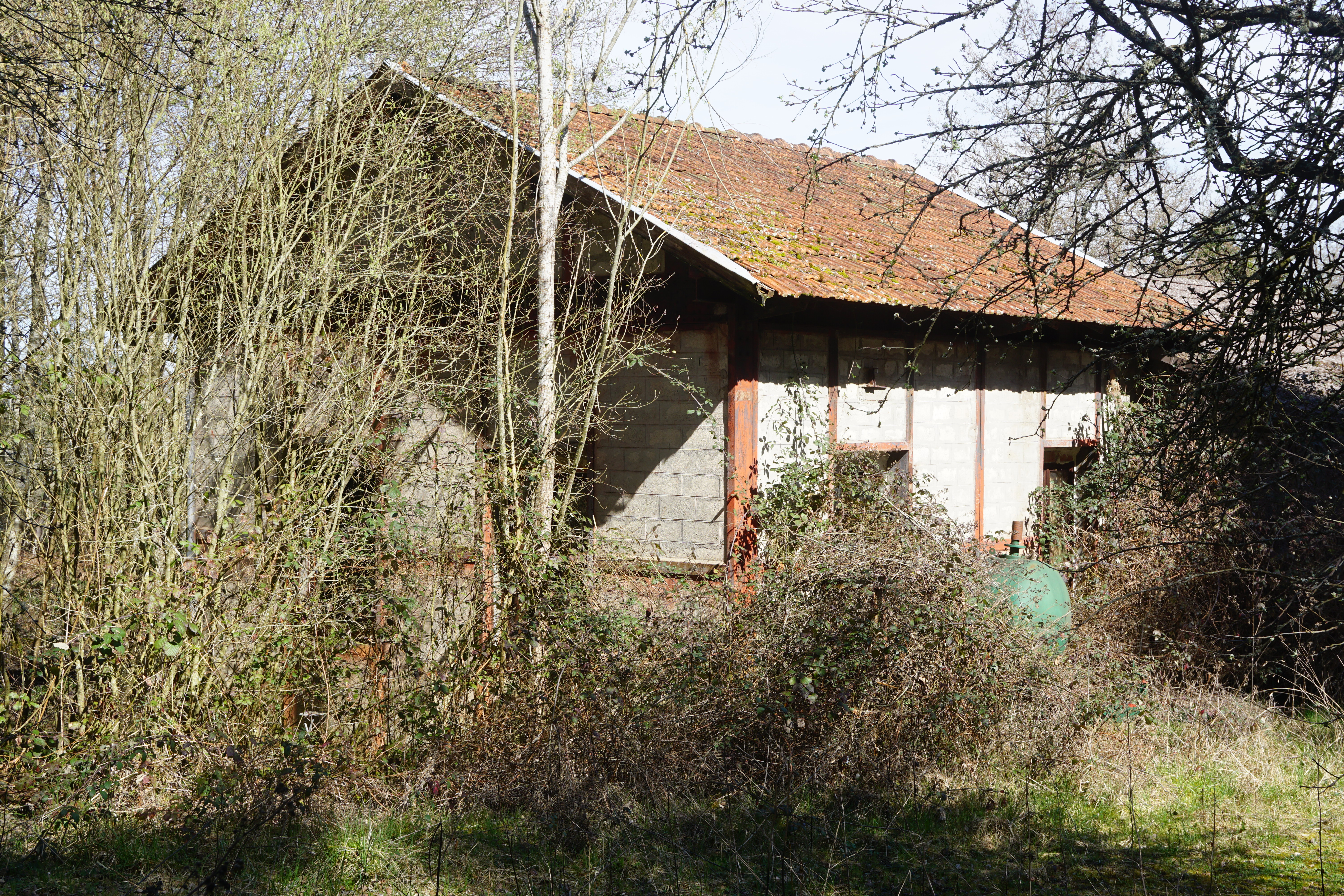
Bâtiment annexe.

## Mémoire de la mine
Un musée de la mine est consacré aux houillères mais aussi au chemin de fer d'Épinac et à la verrerie. Installé sous la mairie, il doit déménager dans l'ancienne gare en 2019.

Musée de la mine.
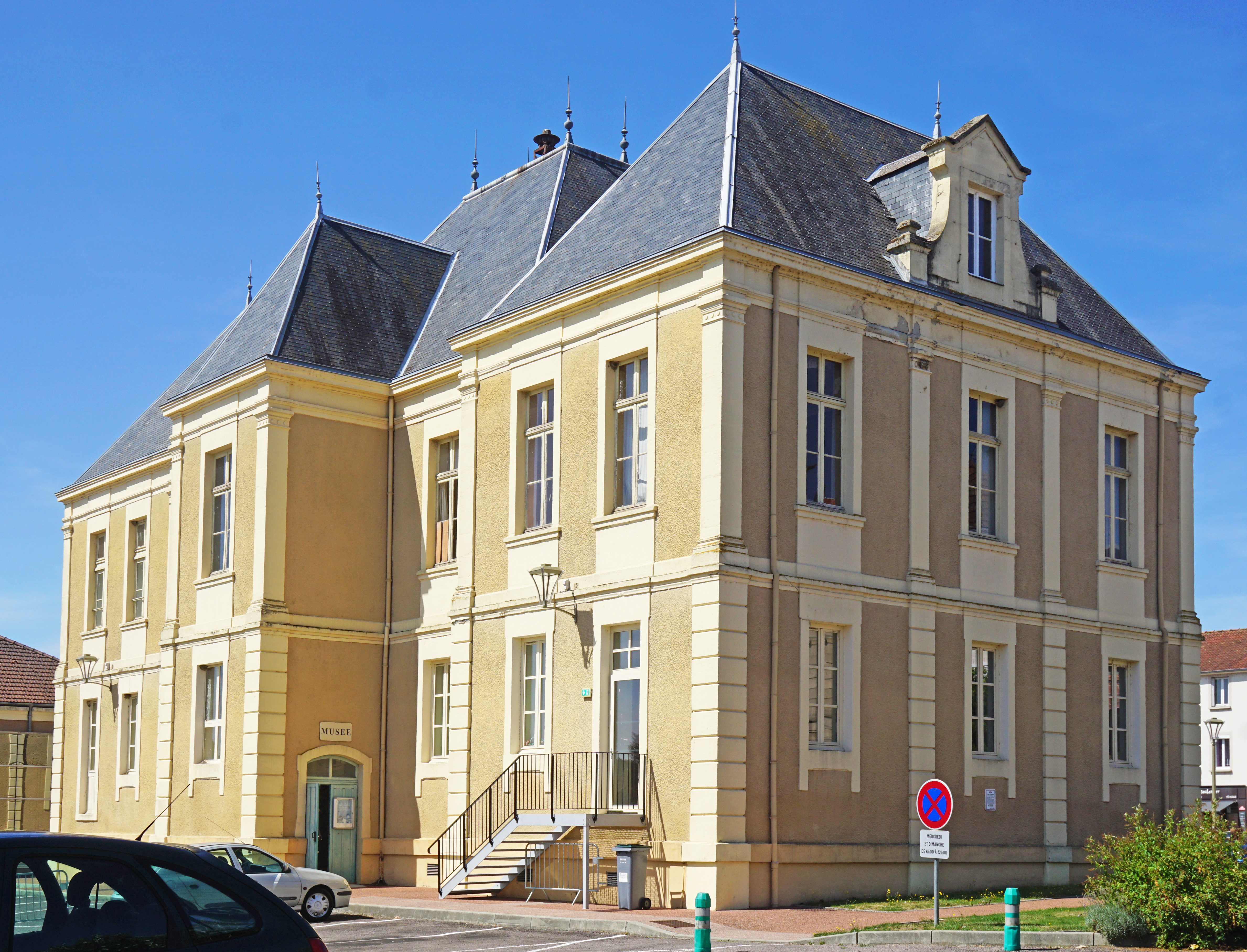
Le bâtiment de la mairie.
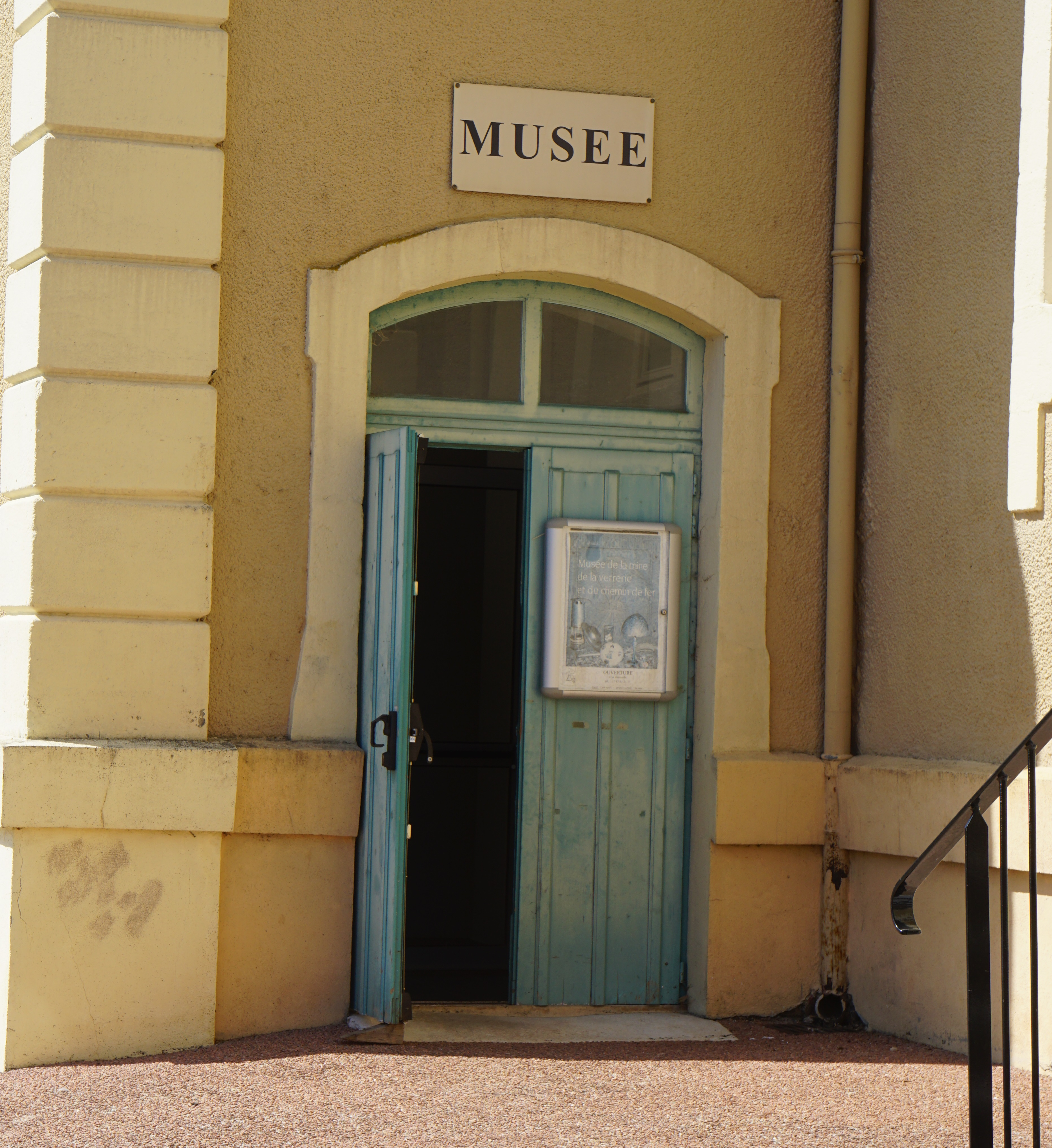
L'entrée derrière la mairie.
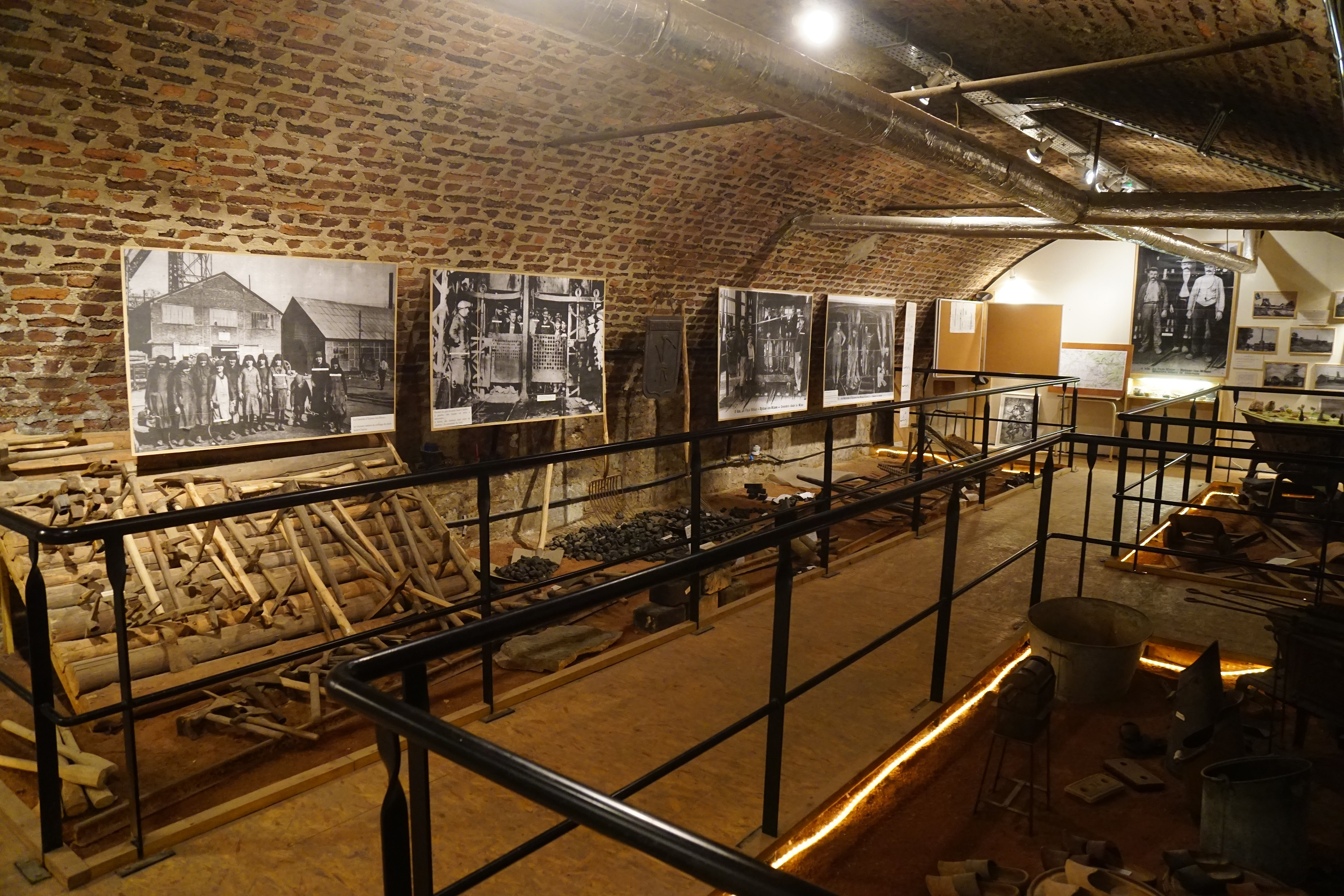
Le musée est installé dans la cave voûtée sous la mairie.

Les visites guidées de la commune (3 km) permettent de découvrir le puits Hottinguer, la cité de la garenne avec la chapelle et une maison du mineur reconstituée. Enfin, le « Circuit des gueules Noires » (9,5 km) permet de faire le tour des dix principaux puits de mine du bassin minier.